# 프랭클린 D. 루스벨트
프랭클린 델러노 루스벨트(영어: Franklin Delano Roosevelt, 1882년 1월 30일~1945년 4월 12일)는 미국의 정치인으로, 민주당 소속으로 1933년부터 1945년 사망할 때까지 제32대 미국의 대통령을 역임했다. FDR이라는 이니셜로도 불리는 그는 미국 역사상 가장 오랫동안 재임하고 3번 이상의 임기를 수행한 유일한 대통령으로 첫 번째와 두 번째 임기에 대공황 극복에, 세 번째와 네 번째 임기에서는 제2차 세계 대전 참전에 집중했다.
델러노가와 루스벨트가의 일원인 그는 대학을 졸업한 이후 뉴욕에서 법률 업무를 시작했다. 1911년 뉴욕주의 상원의원으로 선출되었으며, 제1차 세계 대전 도중인 1913년부터는 우드로 윌슨 휘하에서 해군 차관보를 역임했다. 이후 그는 1920년 미국 대통령 선거에서 민주당의 후보로 출마한 제임스 M. 콕스의 부통령 후보였지만, 콕스가 공화당의 워런 G. 하딩에게 패배하면서 부통령이 되지는 못했다. 1921년에 그는 하반신이 병으로 인해 마비되었다. 그의 부인인 엘리너 루스벨트의 격려로 1929년 뉴욕주의 주지사로서 공직에 복귀하였으며, 이 임기 동안 대공황 극복을 위한 계획을 추진했다. 이를 통해 그는 1932년 미국 대통령 선거에서 당시 현직 대통령이었던 공화당 소속 허버트 후버를 상대로 승리하며 대통령으로 당선되었다.
루스벨트는 취임 첫 100일 동안 전례 없는 연방 입법을 주도했고, 미국 역사상 가장 심각한 경제 위기에 대응하기 위한 뉴딜 정책을 시행하는 수많은 행정 명령을 쏟아냈다. 이 동시에 그는 '뉴딜 연합'을 구축하여 미국의 정치를 제5차 정당제로 개편했으며 미국의 현대 자유주의를 개척했고, 실업자와 농부들에게 구제를 제공하기 위해 국가회복국과 기타 프로그램들을 통해 경제 회복을 추구했다. 또한 루스벨트는 금융, 통신과 노동과 관련된 주요 규제 개혁을 도입하면서 금주법 시대의 끝을 알렸다. 루스벨트의 정책에는 증권거래위원회, 예금보험공사의 설립과 전국노동관계법 제정 등이 있으며, 이러한 정책들을 통해 1933년부터 경제가 급속히 개선되면서 1936년 미국 대통령 선거에서 그는 압승을 거두었지만 1937년과 1938년 경제는 다시 불황에 빠졌고, 1937년 사법 절차 개혁 법안 통과가 실패했다. 또한 1937년에 결성된 보수 연합은 추가적인 뉴딜 프로그램과 개혁의 실행을 차단했다. 그럼에도 불구하고 루스벨트는 1940년 미국 대통령 선거에서 당선되며 세 번 이상 재임한 유일한 미국의 대통령이 되었다.
1938년 이후 일본의 중국 침공과 나치 독일의 폴란드 침공에 더해 제2차 세계 대전이 다가오자 루스벨트는 중국, 영국과 소련에 외교적, 재정적인 지원을 제공했지만 미국은 공식적으로 중립을 유지했다. 1941년 12월 7일, 일본의 진주만 공습 이후 루스벨트는 일본으로부터 선전포고를 받았다.
1941년 12월 11일 독일과 이탈리아가 미국에 선전포고하자, 미국 의회는 전쟁 선포를 승인했다. 그는 추축국에 대항하는 연합국을 이끌기 위해 다른 국가 지도자들과 긴밀한 협력을 유지했다. 루스벨트는 전쟁 노력을 지원하기 위해 미국의 경제 동원을 감독하고 유럽 우선 전략을 구현했다. 또한 그는 세계 최초의 핵무기 개발을 시작했으며 다른 연합국 지도자들과 협력하여 국제 연합과 기타 전후 기관의 토대를 마련했다. 1944년에 재선에 성공했지만 전쟁 동안 신체 건강이 심각할 정도로 꾸준히 약화되면서, 결국 1945년에 사망했다. 루스벨트의 죽음 이후, 일본계 미국인 억류, 독일과 이탈리아의 유대인 입국 거부와 같은 루스벨트의 몇몇 명령들은 상당한 논란을 불러일으켰으나, 그럼에도 불구하고 미국 시민들은 지속적으로 그를 미국 역사상 가장 위대한 대통령 중 한 명으로 평가한다.

## 생애 초반과 결혼

#### 어린 시절

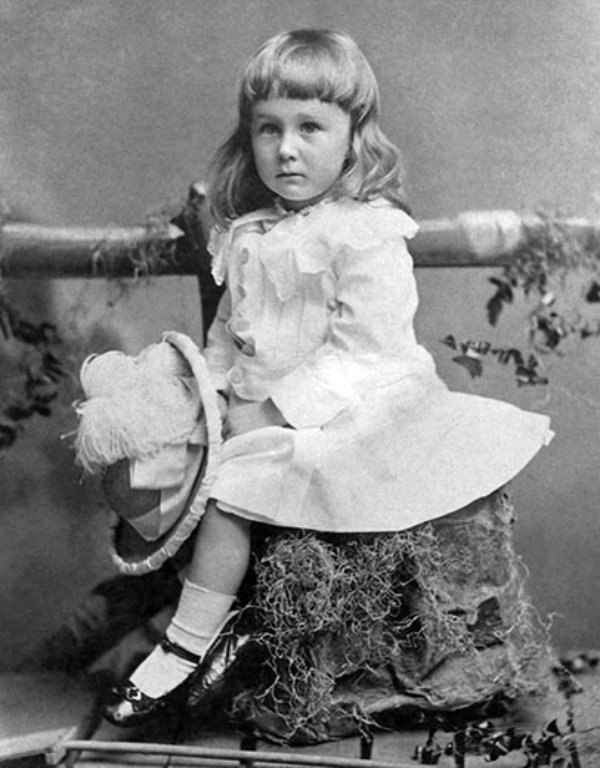
1884년, 어린 '브리칭'(Breeching)을 입은 2살의 루스벨트.

프랭클린 델러노 루스벨트는 1882년 1월 30일 뉴욕주 하이드파크 허드슨 밸리 마을에서 제임스 루스벨트 1세와 제임스의 두 번째 부인 사라 앤 델러노 사이에서 태어났다. 육촌 사이였던 프랭클린의 부모는 각각 부유하고 확고한 뉴욕계 가문 루스벨트가와 델러노가에 속했다. 루스벨트가의 부계 조상은 17세기에 뉴암스테르담으로 이주했고, 이곳에서 이들은 상인이자 지주로서 성공했다. 델러노가의 기원이 되는 필립 델러노는 플리머스 콜로니의 선박 '포춘호'를 타고 신대륙으로 향했고, 델러노가는 매사추세츠주에서 상인이자 조선업자로 번성했다. 프랭클린에게는 아버지의 첫 번째 결혼에서의 아들인 이복형제 제임스 "로지" 루스벨트가 있었다.
루스벨트의 아버지 제임스는 1851년 하버드 로스쿨을 졸업했지만, 그의 할아버지에게 유산을 물려받은 이후 법률 업무를 그만두기로 결정했다. 저명한 버번 민주당원이었던 제임스는 프랭클린을 그로버 클리블랜드 대통령에게 데려간 적이 있는데, 이 때 클리브랜드는 프랭클린에게 "얘야, 나는 너에게 이상한 바람이 하나 있어. 너가 절대 미국의 대통령이 되지 않았으면 해."라고 말했다. 프랭클린의 어린 시절을 절대적인 영향력을 주었던 어머니는 "내 아들 프랭클린은 델러노 가문이지 루스벨트 가문은 결코 아니야"라고 말한 적이 있다. 프랭클린이 태어났을 때 54세였던 아버지는 그와 가까이 지내지 않은 것으로 여겨지지만, 프랭클린의 생애 초기를 집필한 제임스 맥그리거 번스에 따르면 제임스는 다른 아들들보다 프랭클린과 가까이 지냈다고 한다.

### 교육과 초기 경력
어렸을 때 루스벨트는 폴로, 테니스, 골프와 같은 운동과 승마, 사격, 항해도 함께 배웠다. 2살부터 15살까지 유럽을 자주 여행한 루스벨트는 독일어와 프랑스에 능통해졌다. 루스벨트는 9살 때 잠시 동안 독일 공립학교에 다녔을 때를 제외하고, 14살까지 가정교사로부터 홈스쿨링을 받았다. 그 후 그는 메사추세츠주 그로턴에 위치한 성공회 기숙학교인 그로턴 학교에 다녔다. 루스벨트는 뛰어난 운동 실력을 가진 채로 반항적인 행보를 보이는 일반적인 그로턴 학생들에 대체로 속하지 않았다. 이 학교의 교장인 엔디콧 피바디는 불우한 사람들을 돕는 기독교인들의 의무를 설교하고 학생들에게 공직에 참여할 것을 총구했는데, 그는 루스벨트의 결혼식을 주례하고 루스벨트가 대통령이 된 이후에도 만나며 루스벨트의 생애 전체에 큰 영향을 주었다.
대부분의 그로턴 학교의 학생들처럼 루스벨트도 하버드 대학 학부과정에 진학했다. 그는 알파 델타 파이(영어: Alpha Delta Phi), 플라이 클럽의 회원이자 학교 응원단으로도 활동했다. 루스벨트는 학생, 혹은 운동선수로서 다른 이들에 비해 상대적으로 눈에 띄지는 않았지만, 야망, 열정과 타인을 관리하는 능력 등이 필요한 《하버드 크림슨》 일간지의 편집장이 되었다. 나중에 그는 "대학에서 4년을 다니며 경제학 강좌들을 수강했지만 이 때 배운 것은 다 틀렸다."고 말했다.
루스벨트의 아버지 제임스는 1900년 사망하여 루스벨트에게 큰 슬픔을 안겨주었다. 그 다음 해, 루스벨트의 5촌이었던 시어도어 루스벨트가 미국의 대통령이 되었으며, 그의 활발한 성격을 가진 리더십과 개혁에 대한 열정은 시어도어를 프랭클린의 롤모델로 만들기에 충분했다. 1903년 프랭클린은 역사학 학사 학위를 받고 3년 만에 하버드를 졸업했다. 하버드 입학 후 4년차에 그는 그곳에서 한 해 동안 머무르며 대학원 과정을 수강했다.
루스벨트는 1904년 컬럼비아 법학대학원에 입학했으나 1907년 뉴욕 변호사 시험에 합격하자마자 자퇴했다. 1908년 그는 유명한 법률 회사인 '카터 레드야드 & 밀번(영어: Carter Ledyard & Milburn)'에서 해사법 부문을 맡아 일했다.

### 결혼, 가족, 그리고 부부 생활의 문제

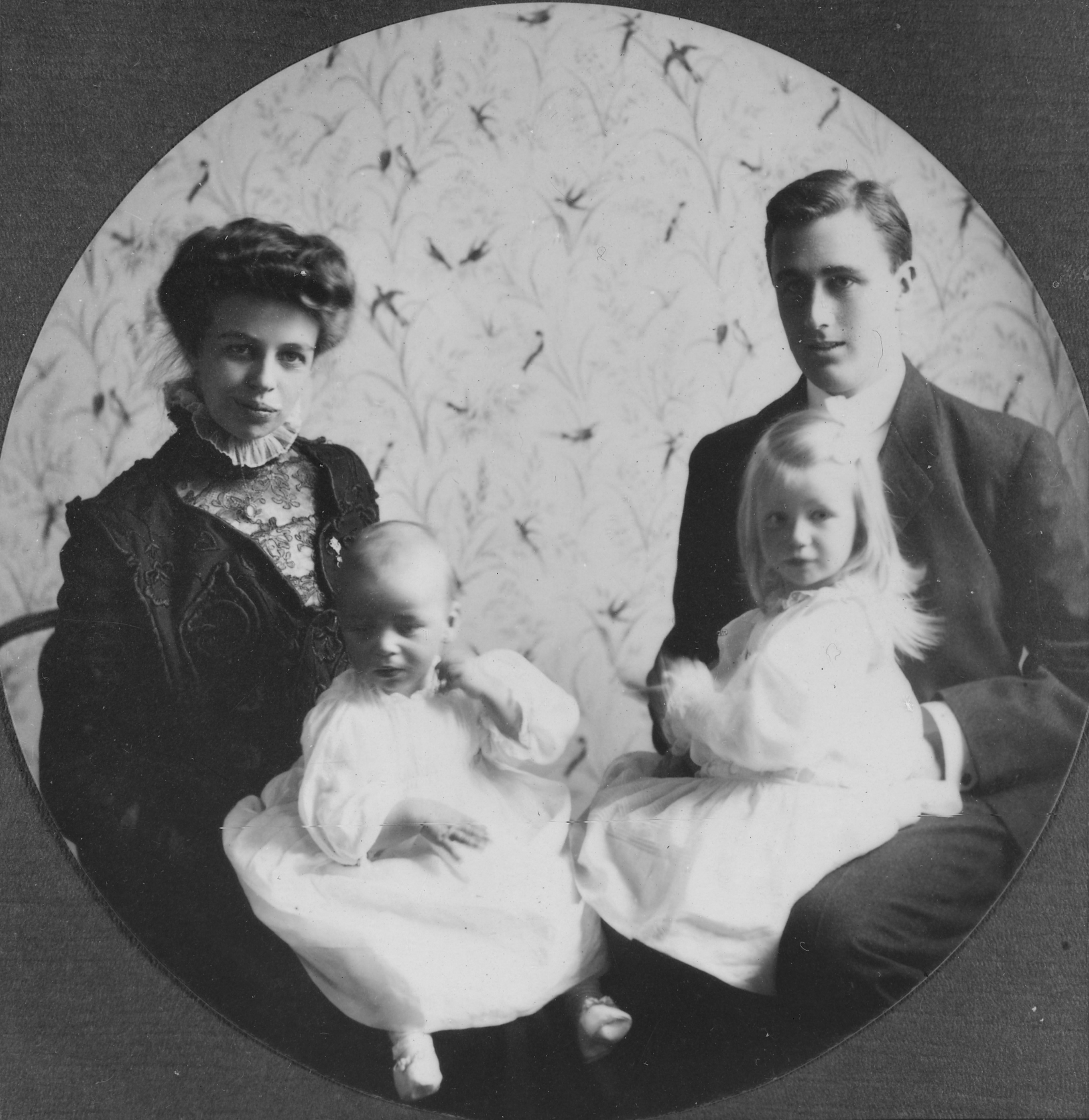
1908년 엘리너와 프랭클린, 그리고 첫 두 자녀들과 함께 촬영한 사진.

대학교 2학년의 루스벨트는 상당한 재산을 물려받을 앨리스 소히어(영어: Alice Sohier)에게 청혼했지만 거절당했다. 이후 프랭클린은 어린 시절에 친구로서 지냈으면서 5촌 시어도어 루스벨트의 조카 엘리너 루스벨트와 연애하기 시작했다. 1905년 프랭클린은 엘리너에게 청혼했는데, 그의 어머니의 반대로 인해 결혼은 1905년 3월 17일까지 지연되었다. 엘리너의 아버지 엘리엇은 이미 사망했었기 때문에, 당시 대통령이었던 시어도어가 결혼식에 참여했다. 젊은 두 부부는 스프링우드로 이사했으며, 프랭클린과 사라 루스벨트는 신혼 부부를 위해 뉴욕의 연립 주택도 준비했고 사라는 이 연립 주택 옆에 자신이 살 집도 지었다. 엘리너는 하이드파크나 뉴욕의 집에서는 결코 편안함을 느끼지 못했지만, 사라가 부부에게 선물해준 캄포벨로섬에 있는 별장만큼은 좋아했다. 제임스 맥그리거 번스에 따르면, 젊은 프랭클린 루스벨트가 상류층 사이에서 자신감이 넘치고 편안함을 느꼈지만, 엘리너는 수줍음이 많고 사교활동을 좋아하지 않았고, 결국 처음에 엘리너는 집에서 자녀들을 돌봄하는 데 전념했다. 그의 아버지가 그랬듯이, 그는 육아를 아내에게 맡겼지만, 엘리너는 이 일을 보모들에게 넘겼다. 나중에 그녀는 자신이 "아기를 기르거나 먹이는 것에 대해 전혀 모른다."고 말했다. 프랭클린과 엘리너 부부는 총 여섯 명의 자녀를 두었다. 애나, 제임스, 엘리엇은 각각 1906년, 1907년, 1910년에 태어났으며, 부부의 둘째 아들인 프랭클린은 1909년 영아기에 사망했다. 프랭클린이라는 이름을 가진 또다른 아들은 1914년 태어났고 막내인 존은 1916년에 태어났다.
루스벨트는 여러 번의 외도를 했다. 그는 엘리너의 사교 담당 비서인 루시 머서와 그녀가 고용된 1914년부터 불륜을 저질렀으며, 이 사실은 1918년 엘리너에게 발각되었다. 프랭클린은 엘리너와 이혼하는 것을 고려했지만 어머니 사라는 반대했으며, 루시 머서 또한 다섯 자녀를 둔 채로 이혼한 남자와 결혼하기를 원치 않았다. 결국 프랭클린과 엘리너는 이혼하지 않았고 루스벨트는 머서를 다시는 만나지 않기로 약속했으나, 엘리너는 이 사건을 결코 용서하지 않았으며 이들의 결혼은 정치적 파트너십으로 바뀌었다. 엘리너는 곧 하이드파크 발-킬(영어: Val-Kill)에 별도의 집을 마련하고 프랭클린과 독립적으로 사회적, 정치적 목적을 위해 일했다. 결혼 생활에서 두 부부의 정서적 단절은 너무나도 심해져서 프랭클린이 1942년 엘리너의 건강 악화로 다시 함께 살자고 요청했을 때 그녀는 거절했다. 루스벨트는 항상 엘리너의 백악관 방문을 알고 있지 못했으며, 한동안 그녀는 비서의 도움 없이는 루스벨트에게 쉽게 전화로 연락하지 못했다. 루스벨트는 1944년 말까지 엘리너의 아파트에 방문하지 않았다.
루스벨트는 루시 머서에 대한 엘리너와의 약속을 지키지 않았다. 루스벨트와 머서는 공식적으로 편지를 주고받았고 1941년 다시 만나기 시작했다. 또한 루스벨트의 아들 엘리엇은 루스벨트가 자신의 개인 비서인 마거리트 레핸드와 20년 동안 바람피웠다고 주장했다. 또다른 아들 제임스는 루스벨트와 제2차 세계 대전 백악관에 거주했던 스웨덴 공주 메르타 사이에 "연인 관계가 존재할 가능성이 실제로 있다."고 말했다. 당시 측근들은 그녀를 "대통령의 여자친구"라고 불렀고, 두 사람을 낭만적으로 연결하는 소문이 신문에 등장했다.

## 초기 정치 경력(1910~1920)

### 뉴욕주 상원의원(1910~1913)

1912년 루스벨트.

루스벨트는 법률 업무에 별로 관심이 없었고 친구들에게 정치에 입문할 계획이라고 말했다. 5촌이었던 시어도어에 대한 루스벨트와 제임스의 존경에도 불구하고, 그들은 민주당과의 유대 관계를 유지했고 1910년 뉴욕주 선거 당시 민주당은 뉴욕주 하원에 출마시키기 위해 루스벨트를 영입했다. 루스벨트는 선거운동을 위한 개성과 열정을 갖고 있었고 자신의 선거운동 비용을 지불할 돈도 갖고 있었기에, 그는 신인 정치인으로 주목받았다. 그러나 루스벨트의 주의회 선거운동은 민주당 현직 뉴욕주 하원의원인 루이스 스토이베산트 챈러가 재선에 도전하기로 결정하면서 끝났다. 루스벨트는 정치에 대한 기대를 미루지 않고, 이 대신 주 상원의원으로 선거에 출마했다. 뉴욕주에 속한 더치스, 컬럼비아, 퍼트넘과 같은 카운티의 상원은 공화당 성향이 매우 강했다. 루스벨트는 시어도어의 반대가 그의 선거운동을 끝장내 버릴 수 있다는 두려움을 가졌었지만, 시어도어는 정당의 차이에도 불구하고 그의 입후보를 장려했다. 자신의 선거운동을 진행하면서 루스벨트는 자동차를 구입할 수 있는 사람이 거의 없었던 당시에 자동차를 타고 다니며 상원 지구 전역을 돌아다녔다. 그의 공격적인 선거운동으로 인해, 그는 허드슨 밸리에서 큰 인지도를 얻었고, 1910년 미국 중간선거에서 민주당의 압승 속에서 루스벨트는 놀라운 승리를 얻었다.
비록 그에게 주어진 임기는 짧았지만, 루스벨트는 자신의 새로운 직위에 최선을 다했다. 1911년 1월 1일 상원의원이 된 루스벨트는 곧 당시 민주당을 지배했던 태머니 홀에 반대하는 "반군" 지도자가 되었다. 뉴욕 주의회 합동 회의에서 진행하기로 결정된 1911년 미국 상원의원 선거에서 루스벨트와 18명의 의원들이 태머니 홀이 지지하는 몇몇의 후보들을 반대하면서 장기간의 교착 상태가 일어났다. 이에 태머니 홀은 루스벨트가 인정하는 판사인 제임스 A. 오고먼을 지지했고 그는 3월의 선거에서 승리했다. 이 과정에서 루스벨트는 뉴욕의 민주당원들 사이에서 인기 있는 인물이 되었다. 뉴스와 카툰에서는 "루스벨트의 재림"을 묘사하며 "태머니 홀의 척추에 차가운 전율이 보내졌다"고 언급했다.
또한 루스벨트는 대통령 후보 지명을 위한 1912년 미국 민주당 전당대회에서 우드로 윌슨을 지지함으로써 태머니 홀에 반대했다. 대통령 선거는 시어도어 루스벨트가 당시 공화당 대통령 후보 윌리엄 하워드 태프트에 대항하기 위해 공화당을 떠나 제3의 세력을 구축하면서 주요 3개 세력이 경쟁하였다. 이번 선거에서 그의 5촌인 시어도어보다 윌슨을 지지하기로 한 프랭클린의 결정은 시어도어를 제외한 일부 가족 구성원들과 거리가 멀어지게 만들었다. 루스벨트는 그해 한 차례의 장티푸스를 극복하고 언론인 루이스 맥헨리 하우의 도움으로 1912년 뉴욕주 선거에서 재선할 수 있었으며, 선거 이후 루스벨트는 농업위원회 위원장을 역임했다. 농업과 노동 법안에서 루스벨트의 성공은 이후 뉴딜 정책의 바탕이 되었다. 그 후 그는 노동, 사회 복지 프로그램을 지원하면서 더욱 확실하게 진보적 성향을 띠게 되었다.

### 해군 차관보(1913~1919)

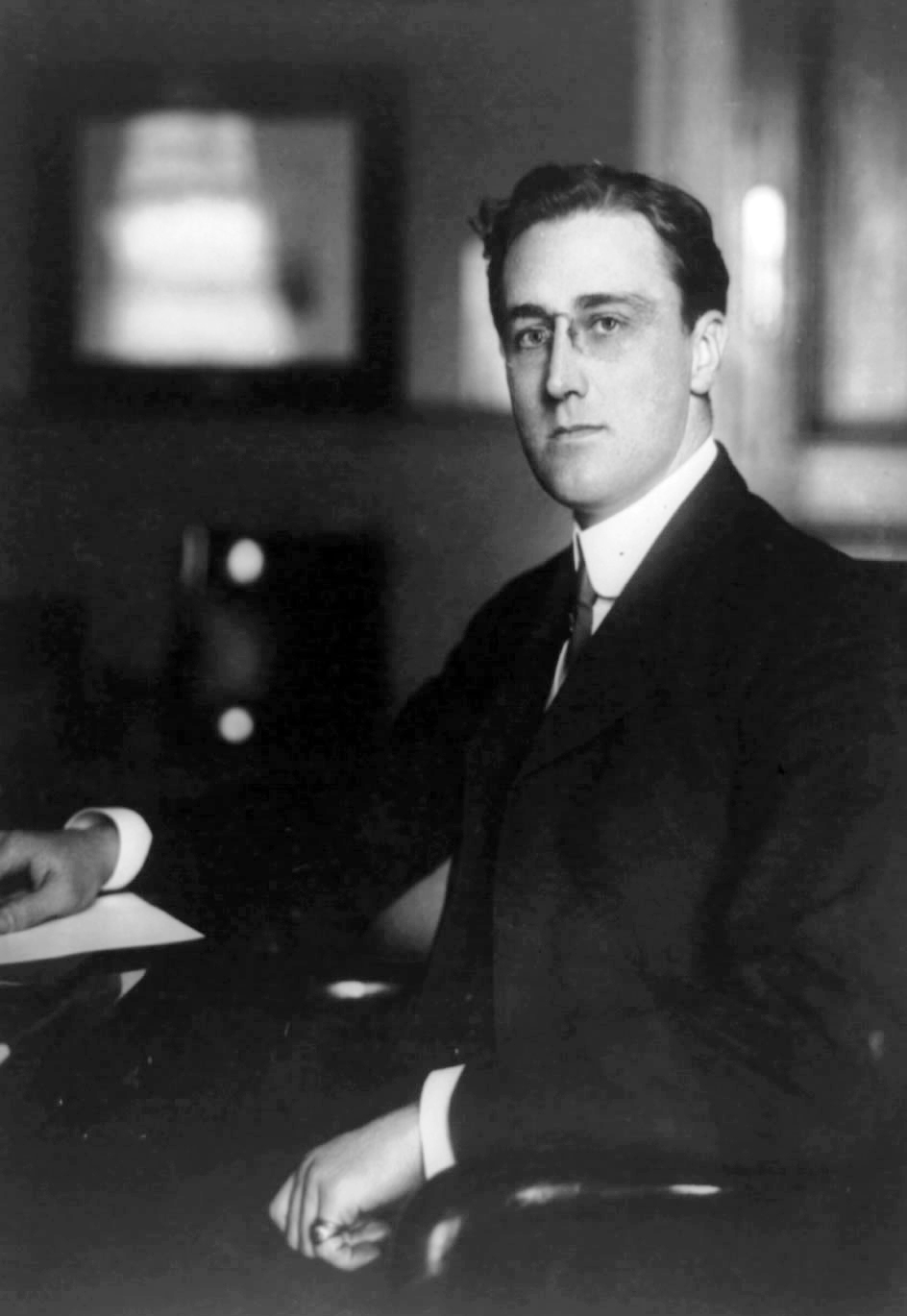
1913년 해군 차관보으로서의 루스벨트.

1912년 대통령 선거에서 윌슨을 지지했던 루스벨트는 보상으로 1913년 3월 해군 차관보로 임명되었으며, 그는 얼떨결에 조지퍼스 대니얼스 해군 장관에 이어 미국 해군에서 두 번째로 높은 직위의 관료가 되었다. 루스벨트는 해군에 대해 애정을 가지고 있었고, 이 주제에 대해 박식했으며, 거대하고 효율적인 군대 운영의 열렬한 지지자였다. 윌슨의 지원으로 대니얼스와 루스벨트는 능력 기반의 승진 시스템을 도입하였으며 자율성이 높은 해군 부서들에 대한 문민통제를 강화했다. 루스벨트는 해군의 민간 직원들을 감독했으며 분쟁 해결에서 공정한 태도를 보였고 이에 그는 노동조합 지도자들의 존경을 받았다. 그가 노동 문제, 전시 상황에서의 관리, 해군 문제와 병참 문제에 귀중한 경험을 쌓은 7년 간의 기간 동안 해군에서는 단 한 번의 파업도 발생하지 않았다.
1914년 루스벨트는 퇴임하는 뉴욕의 공화당 상원의원 엘리후 루트의 자리에 출마했다. 루스벨트는 재무장관 윌리엄 깁스 매커두와 주지사 마틴 헨리 글린의 지원을 받았지만 태머니 홀의 제임스 W. 제라드라는 강력한 상대와 마주해야 했다. 또한 당시 윌슨은 그의 법안 통과와 1916년 재선을 위해 태머니 홀의 지원을 필요로 했기에 루스벨트에게 지원을 하지 못했다. 루스벨트는 민주당 예비선거에서 제라드에게 완패했고, 제라드는 선거에서 공화당의 제임스 월콧 워즈워스에게 완패했다. 이를 통해 루스벨트는 백악관의 지원 없이 연합의 후원만으로는 강력한 지역 조직에게서 승리를 할 수 없다는 것을 배울 수 있었다. 선거 후 그와 태머니 홀의 보스정치인 찰스 프랜시스 머피는 숙소에서 만나 동맹이 되었다.
1914년 8월 유럽에서 제1차 세계 대전이 발발하자 루스벨트는 다시 해군에 집중했다. 공개적으로 루스벨트는 윌슨을 지지했지만 루스벨트는 연합국 가입과 군사력 증강을 강력하게 요구하는 대비를 위한 운동(영어: Preparedness Movement)에 동조했다. 윌슨 행정부는 독일 잠수함이 RMS 루시타니아를 격침시킨 이후 해군 확장을 시작했고, 이 때 루스벨트는 해군 예비군과 국방위원회의 설립을 도왔다. 1917년 4월 독일이 무제한 잠수함 작전 시작을 선언하고 여러 척의 미국 선박을 공격한 이후, 의회는 윌슨의 독일에 대한 전쟁 선포 요청을 승인했다.
루스벨트는 자신이 해군 장교로 복무할 수 있도록 허용해 달라고 요청했지만 윌슨은 계속해서 그가 차관보 직을 맡아야 한다며 거절했다. 그 다음해 동안 루스벨트는 해군 배치를 조정하기 위해 워싱턴에 머물렀고, 그 결과 해군은 4배로 확장되었다. 1918년 여름, 루스벨트는 해군 시설들을 조사하고 프랑스와 영국의 관료들을 만나기 위해 유럽으로 향했고, 9월에 USS 리바이던호를 타고 미국으로 돌아왔다. 11일 간의 항해 기간 동안 유행성 독감으로 인해 많은 탑승자가 사망했다. 루스벨트는 독감과 폐렴에 심하게 걸렸지만 배가 뉴욕에 도착할 때쯤 회복되었다. 1918년 11월 독일이 휴전 협정에 서명한 이후 대니얼스와 루스벨트는 해군 동원 해제를 감독했다. "함대가 항공에서 어떤 용도로 사용될지 감히 예측할 수 없다"고 주장한 윌리엄 S. 벤슨 제독과 같은 나이 많은 해군 장교들의 조언을 따라 루스벨트는 해군 항공 사단의 보존을 명령했다. 윌슨 행정부가 거의 끝나가자 루스벨트는 다음 선거에서 공직 출마를 계획했다. 그는 자신이 1920년 민주당 대통령 후보자 허버트 후버의 러닝메이트가 되기 위해 그에게 접근했다.

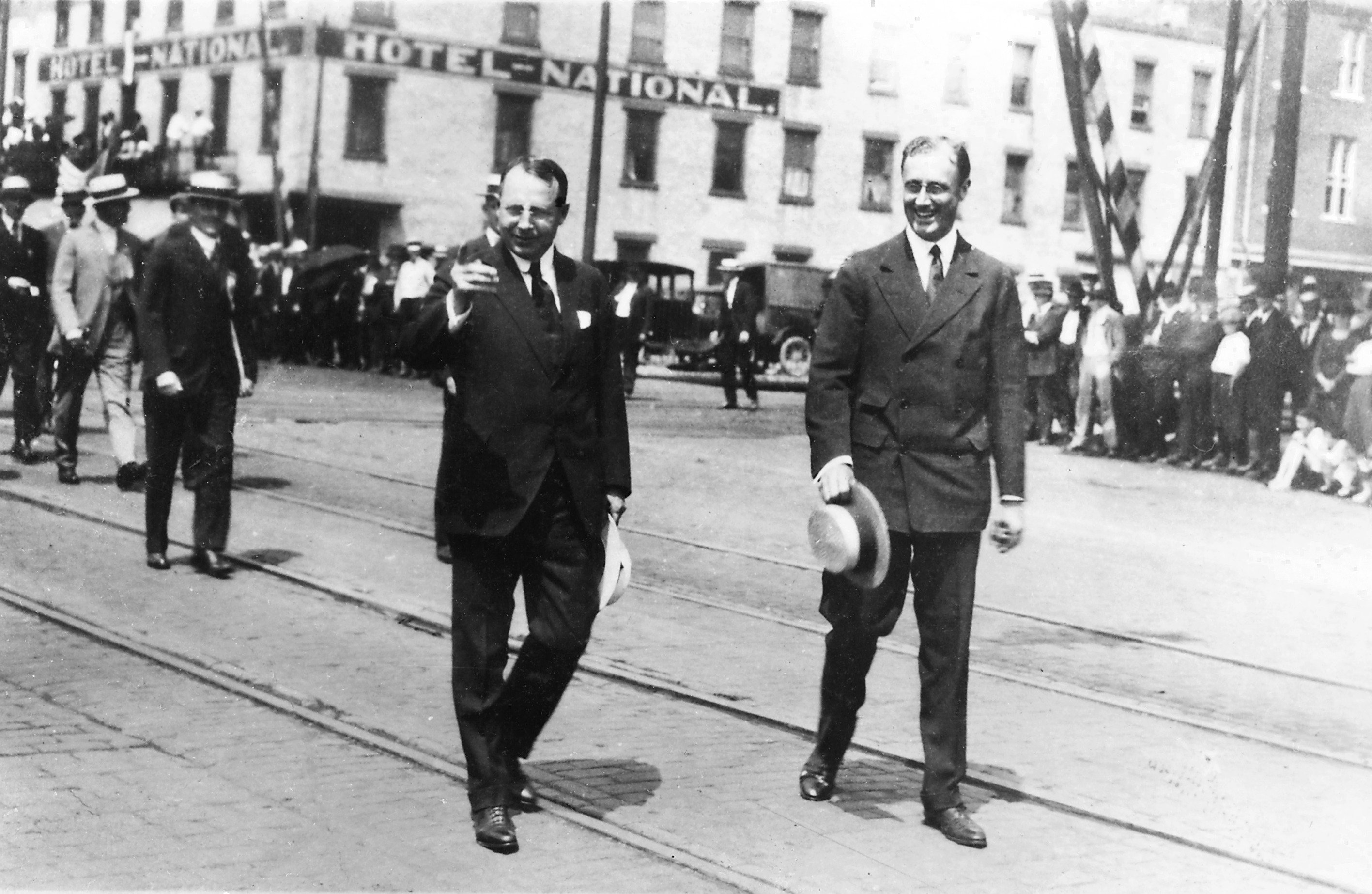
1920년 오하이오에서 콕스와 루스벨트

### 부통령으로서 선거 운동(1920)
후버와의 협력이라는 루스벨트의 계획은 후버가 자신을 공화당 소속이라고 공개적으로 선언하면서 실패했지만, 대신 루스벨트는 1920년 부통령 후보가 되기 위해 노력하기로 결정했다. 오하이오주의 주지사 제임스 M. 콕스가 1920년 미국 민주당 전당대회에서 민주당 대통령 후보가 된 이후, 그는 루스벨트를 자신의 러닝메이트로 선택했고 전당대회에서도 환호를 통해 그를 지명했다. 루스벨트의 지명은 대부분의 사람들을 놀라게 했지만, 그는 온건파, 윌슨주의자, 이름 있는 금주주의자로서 표의 균형을 맞추었다. 당시 38세였던 루스벨트는 민주당 전당대회 이후 차관보직을 사임하고 당 지지를 위해 전국을 돌며 선거운동을 벌였다.
선거운동 기간 동안 콕스와 루스벨트는 당시 인기가 없었던 윌슨 행정부와 국제연맹을 옹호했다. 개인적으로 루스벨트는 미국의 국제연맹 가입을 지지했지만, 윌슨과 달리 헨리 캐봇 로지 상원위원과 같은 "예외주의자"(영어: Reservationists)들과 타협해야 한다고 생각했다. 그러나 공화당의 워런 G. 하딩과 캘빈 쿨리지는 대통령 선거에서 남부 지역 외의 모든 지역을 휩쓸면서 콕스와 루스벨트를 상대로 큰 차이로 승리했다. 루스벨트는 실패를 받아들였고, 나중에 그는 1920년 선거운동 기간에 구축한 관계가 1932년 선거운동에서 큰 도움이 되었다는 것을 알게 되었다. 1920년 선거에서는 루이스 하우의 지원을 받아 자신을 영향력 있는 정치 운동가로서의 위치를 확고히 만든 루스벨트의 부인 엘리너가 처음으로 공개적으로 참여했다. 선거 이후 루스벨트는 뉴욕으로 돌아와 변호사 업무를 수행하고 '피델리티 앤 디포짓(영어: Fidelity and Deposit Company)'에서 부사장으로 일했다.

## 마비성 질환과 정치적 복귀(1921~1928)

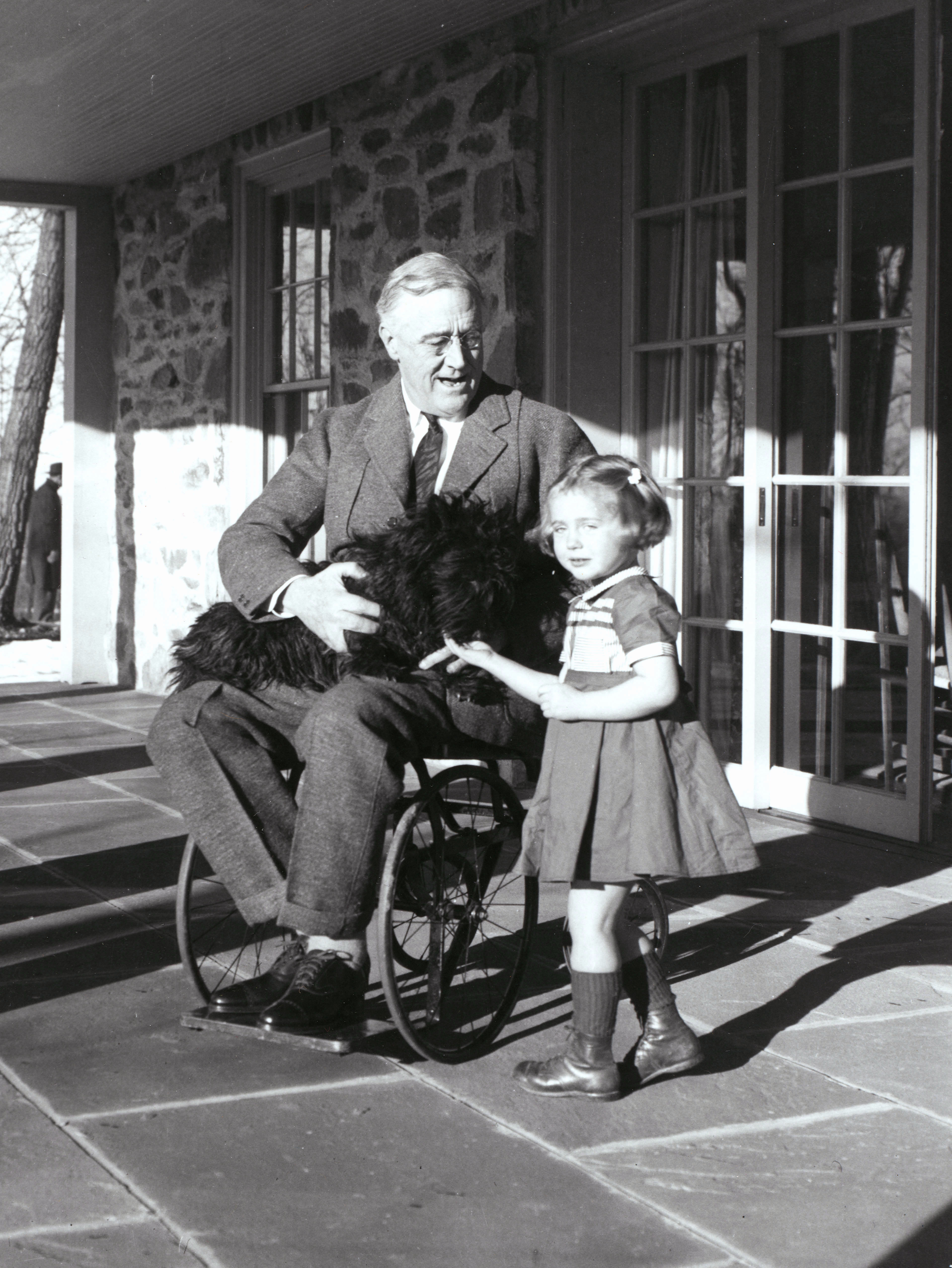
1941년 2월 루스벨트의 애완견 팔라와 하이드파크 사유지 관리자의 딸인 루시 비와 함께 휠체어에 앉아 있는 루스벨트의 사진. 그는 휠체어에 앉은 것을 대중들에게 보이는 것을 꺼려했기 때문에 그가 휠체어에 앉아 있는 사진은 거의 남아 있지 않다.

루스벨트는 1922년 선거에서 정치적 복귀를 위한 지원을 얻어내기 위해 노력했지만, 그의 경력은 질병에 걸리면서 끝이 났다. 이 질병은 1921년 8월 루스벨트 부부가 캄포벨로섬에서 휴가를 보내고 있었을 때 차가운 물에 빠진 이후 시작되었다. 이 병의 주요 증상은 발열, 양측과 상하 마비, 안면 마비, 장과 방광 기능 장애, 무감각 및 감각 과민증, 그리고 회복의 저하 등이 있었다. 이 때 루스벨트는 허리 아래가 영구적으로 마비되어 소아마비를 진단받았다. 2003년의 연구에 따르면 이 질환은 길랑-바레 증후군이 유력하지만, 역사가들은 루스벨트가 처음 진단받은 소아마비를 고집하여 그의 질병을 설명한다.
루스벨트의 어머니 사라는 그가 공직에서 은퇴하는 것을 원했지만, 그의 아내와 절친한 친구이자 정치적 고문인 루이스 하우의 설득으로 그는 정치적 경력을 계속하기로 결정했다. 루스벨트는 자신이 발전하고 있음을 많은 사람들에게 확신시켰고, 그는 이러한 노력이 자신이 공직에 출마했을 때 필수적인 요소일 것이라고 믿었다. 그는 엉덩이와 다리에 철제 교정기를 착용하고 지팡이로 몸을 지탱하면서 몸을 회전시켜 짧은 거리를 혼자 걷는 방법을 스스로 연습했다. 그는 대중 앞에서 자신이 휠체어를 사용하는 모습이 절대 노출되지 않도록 조심했고 언론이 자신의 장애를 부각시킬 수 있는 묘사를 하지 못하도록 하기 위해 세심한 노력을 기울였다. 그러나 그의 질병은 대통령이 되기 전에도, 대통령 임기 동안에도 잘 알려져 있었고 그의 주요 이미지가 되었다. 루스벨트는 보통 그의 아들 중 한 명이나 보좌관의 부축을 받아 똑바로 서서 대중 앞에 모습을 드러냈다.
1925년부터 루스벨트는 대부분의 시간을 미국 남부에서 보냈으며, 처음에는 그의 보트하우스 '라루코(영어: Larooco)'에서 지냈다. 물을 통한 치료(영어: Hydrotherapy)에 흥미를 느낀 그는 1926년 조지아주 웜 스프링스에 재활 센터를 설립하고 물리 치료사 직원들을 모집했으며 상속받은 재산을 대부분 사용하여 '메리웨더 여관(영어: Merriweather Inn.)을 인수했다. 1938년 그는 소아 마비 국립 재단을 설립하여 소아마비 백신 개발을 주도했다.
1920년대에 루스벨트는 남부, 그 중에서도 특히 조지아주에서 인맥을 구축하는 동시에 뉴욕 정치계에서도 활동했다. 그는 1922년 뉴욕 주지사 선거에서 앨 스미스의 성공적인 선거 운동을 지지하는 공개 서한을 발표했는데, 이는 앨 스미스에게 큰 도움이 되었으며 루스벨트가 여전히 정치인과의 관계를 유지하고 있다는 것을 의미했다. 루스벨트와 스미스는 서로 다른 배경을 가지고 있었고 결코 서로를 신뢰하지 못했다. 그러나 루스벨트는 스미스의 진보적인 정책을 지지했고, 스미스는 루스벨트의 지지를 기쁘게 생각했다.
루스벨트는 1924년과 1928년 민주당 전당대회에서 대통령 후보로 스미스를 지지하는 연설을 하였고, 이곳에서의 연설은 그의 질병과 회복 이후 공직 생활로의 복귀를 의미했다. 1924년 민주당은 스미스가 이끄는 도시파와 윌리엄 깁스 매커두가 이끄는 보수적인 농촌파로 분열되었는데, 이로 인해 1924년 민주당 대통령 후보는 존 W. 데이비스가 되었고, 이후 민주당은 1924년 선거에서 매우 크게 패했다. 대부분의 미국인들의 생각과 같이 루스벨트 또한 금주법 시대에 금주를 지지하지 않았지만 공개적으로는 양당 모두가 받아들일 수 있는 금주법의 타협점을 찾으려고 노력했다.
1925년에 스미스는 루스벨트를 타코닉 주립 공원(영어: Taconic State Park) 위원회의 위원으로 임명했고, 위원회의 위원들은 루스벨트를 의장으로 선출했다. 의장직을 맡으면서 그는 롱아일랜드 주립 공원 위원회의 주요 세력을 이끌던 스미스의 제자 로버트 모시스와 충돌하게 되었다. 루스벨트는 모시스가 주립 공원에 대해서 정치적 지지를 얻기 위해 자신과 같은 유명한 인사의 인지도를 이용하면서 롱아일랜드에서 모시스가 자신에게 필요한 사람들에게 자금을 빼돌렸다고 비난했다. 이 동안 모시스는 루스벨트의 정치적 고문 루이스 하우가 타코닉 주립 공원 위원회의 비서가 되는 것을 막기 위해 노력했다. 루스벨트는 1928년까지 위원회에서 일했으며, 그와 모시스와의 경쟁적 관계는 계속해서 진행되었다.
1923년 에드워드 복은 세계의 평화를 위한 계획을 장려하기 위해 10만 달러 규모의 미국 평화상을 만들었다. 루스벨트는 여가 시간 동안 이 상에 관심을 갖고 대회 참여를 위한 계획의 초안을 작성했다. 그러나 엘리너 루스벨트가 상의 심사위원으로 임명되었기에 그는 대회에 참여하지 않았다. 그의 초안에 포함된 계획은 국제연맹을 대체할 새로운 범세계적 조직을 요구했다. 루스벨트는 1920년에 국제연맹을 지지하는 민주당의 부통령 후보였지만, 1924년에 그는 이를 뒤집을 준비가 되어 있었다. 그의 "국가 연합" 계획 초안은 1919년 상원위원이었던 헨리 캐봇 로지가 제안했던 사항들을 포함하고 있었는데, 그것은 새로운 연합이 군사력을 통제하는 것은 불가능하다는 것을 기반으로 두고, 먼로주의가 지배하는 서반구 국가들에 참여하지 않는다는 것이었다. 루스벨트의 계획은 결코 공개되지 않았지만 그는 이 문제에 대해 많이 생각했고 1924년의 아이디어 중 일부를 1944-1945년의 국제연합 설계에 포함시켰다.

## 뉴욕 주지사(1929~1932)

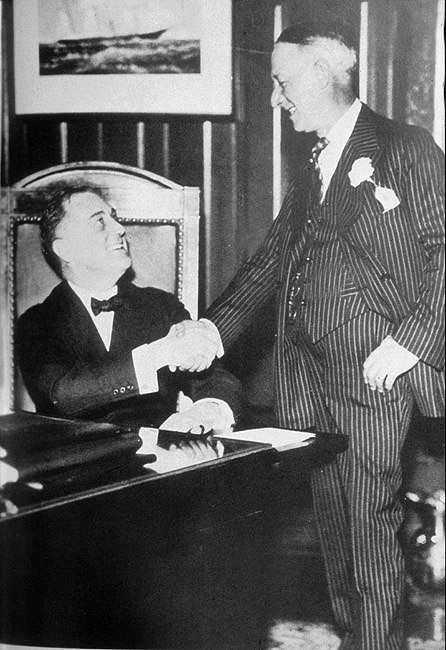
1930년 뉴욕 주지사 전임자 앨 스미스와 루스벨트.

1928년 선거에서 민주당 대통령 후보였던 앨 스미스는 루스벨트에게 1928년 주 선거에서 뉴욕 주지사로 출마해 달라고 요청했다. 처음에 루스벨트는 웜 스프링스를 떠나는 것을 꺼리는 동시에 공화당의 압승을 두려워하며 거절했다. 그러나 당 지도자들이 공화당 뉴욕 주지사 후보였던 앨버트 오팅거를 상대로 압승할 수 있다고 루스벨트를 설득했고, 결국 그는 주지사 후보로 지명되는 것을 받아들였다. 루이스 하우가 루스벨트의 선거운동을 이끌었으며, 선거운동에는 루스벨트의 동료였던 사무엘 로젠만, 프랜시스 퍼킨스, 제임스 팔리 등이 합류했다. 스미스가 대통령 선거에서 자신의 기반주에서조차 처참하게 패배해 대통령직을 얻지 못하고 있던 시점에서 루스벨트는 단 1% 차이로 주지사로 선출되었고, 결과적으로 그는 다음 대통령 선거에서 스미스의 경쟁자가 되었다.
루스벨트는 수력 발전소 건설을 제안하고 1920년대 계속되던 농업 위기를 해결했다. 루스벨트와 스미스의 관계는 로버트 모시스와 같은 스미스의 핵심 인사들을 뉴욕주 내에서의 직위를 유지하지 않기로 결정한 이후 흔들렸다. 또한 루스벨트와 그의 아내 엘리너는 정치적 관계를 확립했는데, 이 관계는 엘리너는 주지사의 아내로서 충실하게 봉사하지만 자신의 목표와 이익을 자유롭게 추구할 수 있다는 것을 의미했다. 그리고 루스벨트는 라디오를 통해 자신의 유권자들에게 직접 연설하는 "노변한담(영어: fireside chats)"을 시작했으며 종종 뉴욕주 의회에 자신의 의제를 통과시키도록 압력을 가했다.
1929년 10월 월스트리트 대폭락이 발생하고 대공황이 시작되었다. 루스벨트는 심각성을 인지하고 주 고용위원회를 수립하였고, 고용보험제를 공개적으로 지지한 최초의 주지사가 되었다.
루스벨트는 1930년 5월 두 번째 임기를 위해 선거에 출마했을 때 2년 전 선거운동에서 얻은 자신의 전략을 반복하면서 "만약 우리가 단 한 순간, 단 1년이라도 포기한다면 우리는 정체할 뿐만 아니라, 문명의 진보에서 후퇴하게 될 것이다."라고 언급했다. 그의 강령은 농민 지원, 완전 고용, 고용보험과 노령 연금을 요구했으며, 그는 이에 힘입어 14% 차이로 주지사에 선출되어 두 번째 임기를 맞았다.
루스벨트는 경제적 구호 제시와 그 자금을 분배하기 위한 임시긴급구호국 설립을 제안했다. 처음에 제시 I. 스트라우스가, 그 다음에 해리 홉킨스가 이끄는 이 기관은 1932년부터 1938년까지 뉴욕 인구의 3분의 1 이상을 지원했다. 또한 루스벨트는 뉴욕시 의회, 경찰, 조직 범죄에 대한 조사를 시작하여 시버리 위원회(영어: Seabury Commission)의 설립을 촉진시켰다. 시버리 위원회의 조사를 통해 횡령 조직이 드러났고 많은 공무원들이 해임되었으며 태머니 홀의 쇠퇴가 불가피해졌다. 1931년 루스벨트는 휴잇 수정안(영어: Hewitt Amendment)을 통해 재삼림화를 지원했으며, 이것은 뉴욕의 주립 삼림 관리 시스템을 탄생시켰다.

## 1932년 대통령 선거

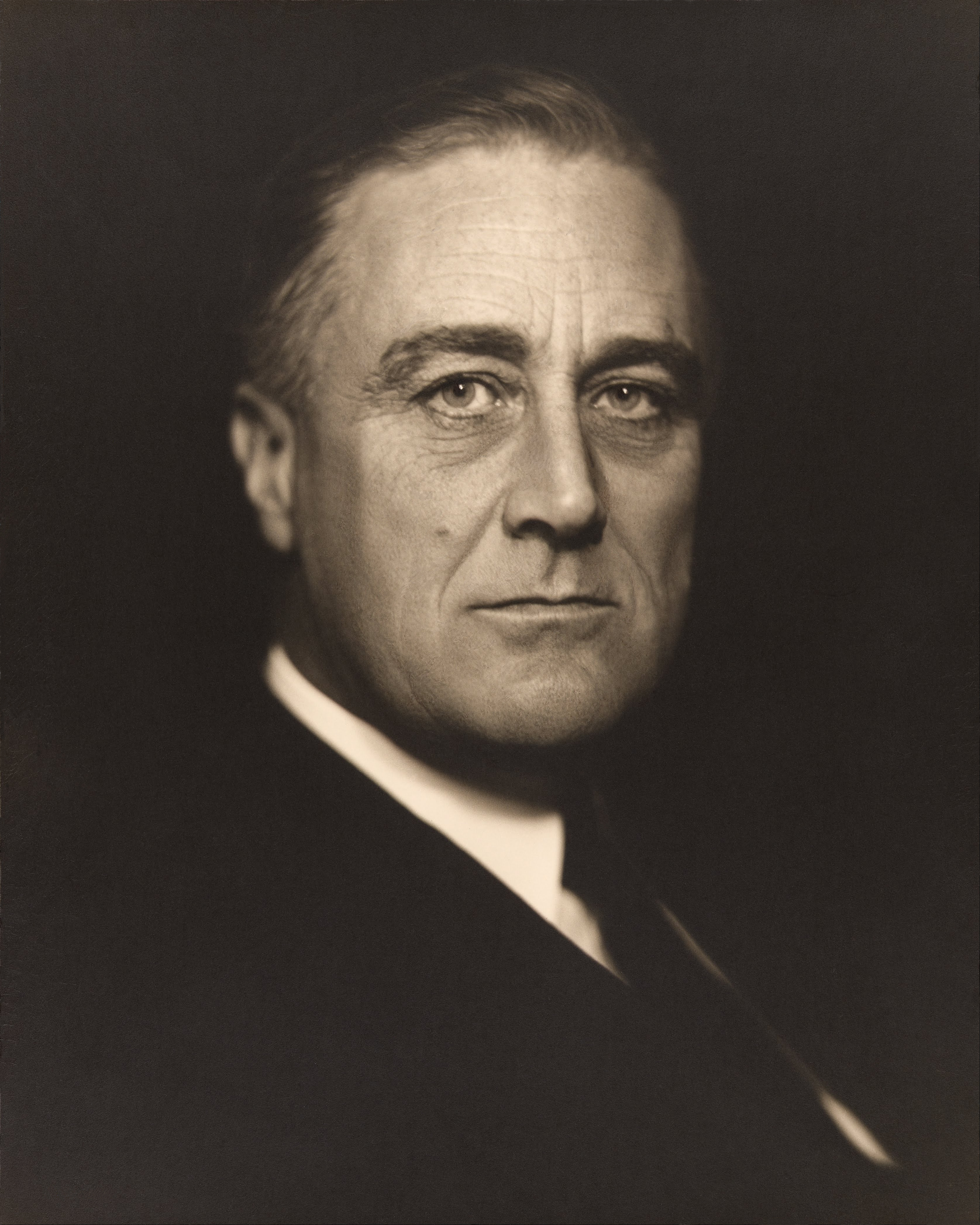
1930년대 초 루스벨트.

1932년 대통령 선거가 다가오자 루스벨트는 정치에 국가 전체의 정치에 관심을 가지고 루이스 하우와 제임스 팔리가 이끄는 선거운동단과 주로 컬럼비아 대학교와 하버드 대학교의 교수들로 구성된 고문단을 포함하는 "두뇌 위원회(영어: Brain trust)"를 만들었다. 당시 정치 평론가들을 이끌던 월터 리프먼과 같은 몇몇의 사람들은 그의 대통령 선거에 대한 도전에 그다지 낙관적이지 않았는데, 리프먼은 이에 대해 "그는 공직에서 중요한 직위를 가지고 있지 않고도 대통령이 되고 싶어하는 유쾌한 사람이다"라고 말했다.
그러나 루스벨트가 뉴욕의 주지사로서 뉴욕주에서 대공황의 영향력을 해결하려고 시도했던 여러 노력으로 인해, 그는 1932년 민주당 대통령 후보 지명을 주도하는 인사가 되어 있었다. 루스벨트는 윌슨 정부 시대의 진보적 지지자들을 결집시키는 동시에 많은 보수주의자들에게도 호소하여 남부와 서부 지역에서도 유력한 후보로 자리매김했다. 루스벨트가 후보가 되는 것에 반대하던 주요 세력은 북동부의 보수주의자들, 텍사스주 하원의원 존 낸스 가너와 1928년 민주당의 대통령 후보 앨 스미스 등이 있었다.
루스벨트는 1932년 민주당 후보 경선에 후보로 나가는 데에 성공했기 때문에 일부 대의원들을 이끌고 경선에 참여했지만, 대부분의 대의원들은 특정 후보에 구애받지 않고 경선에 참여했다. 첫 번째 투표에서 루스벨트는 대의원의 절반 이상, 3분의 2 미만의 표를 얻어냈으며 앨 스미스는 2위가 되었다. 곧 루스벨트는 텍사스와 캘리포니아의 표들의 방향을 결정할 존 낸스 가너에게 부통령 지명을 약속했다. 이에 가너는 세 번째 투표 이후에 루스벨트를 지지했고, 네 번째 투표에서 루스벨트의 지명이 확실해졌다.  루스벨트는 이 경선에서 자신이 후보에 올랐다는 사실을 듣고 뉴욕에서 시카고로 날아갔으며, 이로 인해 그는 직접 경선이 진행되는 곳으로 이동해 후보 지명을 수락한 최초의 주요 정당의 대통령 후보가 되었다. 장애에도 불구하고 그가 활력 있어 보이려면, 그가 직접 대중 앞에 나타나는 것이 중요했기 때문이다.
후보 지명 수락 연설에서 루스벨트는 "나는 미국 국민을 위한 뉴딜을 약속합니다... 이것은 정치적 캠페인보다 전투에 가까울 것입니다."라고 선언했다. 루스벨트는 대공황 해결을 위해 증권 규제, 관세 인하, 농업 구호, 정부 지원 공공 사업과 그 외의 정부 조치들을 약속했다. 변화하는 여론을 반영하여 민주당의 강령에는 금주법의 폐지 요구가 포함되어 있었는데, 비록 루스벨트는 경선 이전에 이 문제에 대해 공개적인 의견을 밝히지 않았지만, 경선 이후 그는 당의 강령을 지지하겠다고 약속했다. 이는 그가 당의 강령을 지지하지 않는다면 루스벨트의 선거 전략은 후버가 경제에서 실패했던 실수를 피하기 위한 것이 되기 때문이었다. 지명 수락 연설에서 루스벨트는 후버를 공격했으며 다른 구체적인 정책이나 프로그램은 포함하지 않았다.
경선 이후 루스벨트는 조지 W. 노리스, 하이럼 존슨, 로버트 라폴레트 주니어 등의 진보적인 공화당원들의 지지를 받았다. 또한 그는 민주당 내의 보수파들과 화해했고 심지어 앨 스미스마저도 민주당 지지를 위하도록 설득시켰다. 후버의 보너스 아미 분쟁 해결 방식은 퇴역군인들 사이에서 후버의 지지도를 떨어뜨렸고, 전국의 신문들은 집결한 퇴역군인들을 무력으로 해산시키려는 후버의 행동을 비판했다.

1932년 대통령 선거 결과.

루스벨트는 대통령 선거에서 57%로 승리했고 6개 주를 제외한 모든 주에서 승리했다. 역사학자들과 정치학자들은 1932~1936년을 정치적 재편기로 간주한다. 루스벨트의 승리는 뉴딜 연합, 소규모 농민, 남부 백인, 가톨릭 신자, 대도시 정치 기관, 노동 조합, 북부 흑인 미국인, 유대인, 지식인들과 정치적 자유주의자들의 노력으로 인해 가능해졌다. 뉴딜 연합의 창설은 미국 정치계의 환경을 변화시켰고 정치학자들은 이를 "뉴딜 정당 체제" 혹은 "제5차 정당제"라고 불렀다. 남북 전쟁부터 1929년까지 민주당은 상원과 하원 모두를 거의 장악하지 못했고 17번의 대통령 선거에서 단 4번만을 승리했다. 그러나 루스벨트 이후 1932년부터 1979년까지 민주당은 12번의 대통령 선거 중 8번을 승리했으며 대체적으로 상원과 하원 모두를 장악하고 있었다.

### 정권 교체와 암살 시도
루스벨트는 1932년 11월 대통령 선거에서 승리하였지만 이전의 대통령들처럼 그 다음해 3월이 되서야 취임했다. 선거 후, 허버트 후버는 루스벨트가 자신의 선거 공약을 모두 철회하고 후버 행정부의 정책들을 지지하도록 설득하려고 시도했다. 그러나 루스벨트는 경제적 쇠퇴를 막기 위한 공동 프로그램을 만들어 달라는 후버의 요구를 거부하고, 이것이 그의 걸림돌이 될 것이며 후버는 행동할 힘이 있다고 주장했다.
정권 교체 과정에서 루스벨트는 루이스 하우를 참모장으로, 제임스 팔리를 우체국장으로 선택했다. 노동부 장관으로 임명된 프랜시스 퍼킨스는 내각에 참여한 최초의 여성이 되었다. 루스벨트와 가장 가까운 공화당원 기업가 윌리엄 H. 우딘이 재무부 장관으로 임명되었으며, 테네시주 상원의원 코델 헐이 국무장관이 되었다. 진보적인 공화당원인 해럴드 L. 이커스와 헨리 A. 월리스는 각각 내무부 장관과 농무부 장관으로 임명되었다.
1933년 2월, 루스벨트는 "모든 통치자들에 대한 증오"를 선언한 주세피 장가라의 암살 시도를 피했다. 장가라가 루스벨트를 총으로 맞히려고 조준했을 때, 한 여성 구경꾼이 지갑으로 장가라를 때렸다. 이로 인해 장가라는 루스벨트가 아닌 옆에 앉아 있던 시카고 시장 안톤 세르마크에게 치명상을 입혔다.

## 대통령(1933~1945)
대통령으로서 루스벨트는 강력한 힘을 가진 인물들을 정부 최고위직에 임명했다. 그러나 그는 지연과 비효율에 대한 비판에도 불구하고 행정부의 모든 주요 결정을 루스벨트 본인이 직접 내렸다. 제임스 맥그리거 번스는 이와 같은 루스벨트의 행정 업무 처리 스타일에 대해 다음과 같이 표현했다.
대통령은 최고 경영자로서 다음과 같이 공식적, 비공식적 권한을 충분히 활용하여 자신만의 방식으로 행정 업무를 처리했다. 목표를 높이고, 추진력을 만들고, 개인의 충성심을 고취시킴으로써 사람들로부터 최고의 것을 얻었다... 의도적으로 그의 보좌관들 사이에 경쟁의식과 의지의 충돌을 조장함으로써 혼란, 비통함, 분노를 초래했지만 동시에 경영진의 열정과 창조성의 불꽃을 촉발시켰다... 여러 사람에게 한 가지 일을, 한 사람에게 여러 가지 일을 나누어주고 항소법원으로서, 정보의 보관소로서, 그리고 조정의 도구로서 자신의 위치를 강화했다... 그리고 항상 설득, 아첨, 저글링, 즉흥, 개편, 조화, 회유, 조작 등을 함으로써 내각과 같은 집단적 의사결정 기관을 무시하거나 우회했다...

### 1기와 2기 임기(1933~1941)
1933년 3월 4일 루스벨트가 대통령으로 취임했을 때, 미국은 역사상 최악의 불황을 겪고 있었다. 충분한 노동력을 가진 4분의 1의 사람들이 실업 상태였으며, 농산물 가격이 60% 하락하여 농민들은 큰 어려움을 겪었다. 산업 생산량은 1929년 이후 절반 이상 감소했으며, 200만 명이 노숙자였다. 3월 4일 저녁까지 48개의 주 중 32개의 주가 은행을 폐쇄했다.
역사가들은 루스벨트의 정책을 크게 "구호, 회복, 개혁"으로 분류한다. 실업자들에게는 "구호"가 시급히 필요했으며, 경제를 대공황 이전으로 되돌리는 "회복"과 금융과 은행 시스템의 "개혁"이 필요했다. 루스벨트는 30번의 "노변담화"를 통해 자신의 정책을 미국의 대중들에게 발표했다. 마비성 질환을 이겨내고 힘을 얻은 그는 끈질긴 낙관주의와 행동주의를 통해 국가 단결을 이끌어냈다.

#### 1차 뉴딜 정책(1933~1934)
루스벨트는 취임한 3월 4일의 다음 날 4일 간의 "은행 휴무일"을 선언하며 자금 인출을 원하는 예금자들의 움직임을 멈추었다. 의회가 긴급은행법을 눈에 띄지 않고 신속하게 통과시킨 3월 9일 그는 특별 의회 소집을 명령했다. 후버 행정부와 월스트리트의 은행들에 의해 제시된 이 긴급은행법은 대통령에게 은행의 개설과 폐쇄를 결정할 수 있는 권한을 부여하고 연방준비은행에 지페 발행 권한을 부여했다. 제73대 미국 의회는 루스벨트 취임 "첫 100일" 동안 전례 없는 양의 법안 통과를 겪었고 이후의 대통령들과 비교할 수 있는 기준이 정해졌다. 3월 15일 월요일 은행이 다시 문을 열었을 때 주가는 15% 상승했고 그 다음주까지 10억 달러 이상이 은행 대금고로 반환되어 은행의 공황 상태가 끝이 났다. 3월 22일 루스벨트는 컬렌-해리슨 법에 서명하여 금주령을 종료했다.
루스벨트는 실업자들과 여러 사람들에게 구호를 제공하기 위해 고안된 여러 기관과 조치들을 주도했다. 해리 홉킨스가 이끄는 연방긴급구호국은 각각의 주정부에 구호품을 배포했고, 공공사업국(PWA)은 내무부 장관 해럴드 L. 이커스의 산하에서 댐, 교량, 학교와 같은 대규모 공공사업 건설을 주도했으며, 농촌전력국(REA)는 수백 만의 시골 가정에 처음으로 전력을 공급했다. 모든 뉴딜 정책으로 설립된 기관 중에서 가장 인기 있었고 루스벨트가 좋아했던 기관은 농촌 프로젝트를 위해 25만 명의 실업자들을 고용한 민간 보존단(CCC)이었으며, 또한 루스벨트는 철도와 산업 분야에 자금을 제공하던 후버의 재건금융공사를 확장했다. 의회는 연방거래위원회에 범위한 규제 권한을 부여하고 수백만 명의 농부와 주택 소유자들에게 대출 구제조치를 제공했으며, 루스벨트의 명령으로 농업 상품의 가격을 높이기 위해 농부들에게 돈을 주어 땅을 경작하지 않게 하고 목축업을 장려하는 농업조정국을 설립했다. 그러나 이로 인해 많은 농작물과 가축이 죽었으며, 많은 미국인들이 굶주림에 시달리고 옷을 사지 못했다. 이에 일부 정치 평론가들은 "완전히 멍청하다"고 비판했다.
경제 개혁은 1933년 국가산업부흥법(NIRA)의 목표였다. 이 법안은 산업계에 최저 가격, 경쟁 금지 합의, 생산 제한과 같은 규칙들을 만들도록 강요하여 치열한 경쟁을 종식시키려고 시도했으며, 이에 산업 분야의 지도자들은 더 나은 임금을 대가로 반독점법을 중단시킨 NIRA의 관계자들과 협상했다. 1935년 5월 연방 대법원은 국가산업부흥법이 위헌이라고 선언했으며, 루스벨트는 이에 원망했다. 이후 루스벨트는 글래스-스티걸법을 통해 금융 규제를 개혁하여 저축 예금을 보증하는 연방예금보험공사를 설립했으며, 또한 이 법에서는 민간은행과 증권사 간의 제휴도 제한했다. 1934년, 증권 거래를 규제하기 위해 증권거래위원회가 설립되었고, 통신 규제를 위해 연방통신위원회가 설립되었다.
국가산업부흥법은 경제 회복을 지원하기 위해 공공사업국을 통한 지출 33억 달러를 포함하고 있었다. 루스벨트는 조지 W. 노리스 상원의원과 협력하여 미국 역사상 최대 규모의 정부 소유 산업 기업인 테네시강 유역 개발 공사(TVA)을 설립했으며, TVA는 빈곤에 시달리는 테네시강 유역에 댐과 발전소를 건설하고 홍수 조절과 농업, 주택 환경을 현대화했다. 그러나 지역 주민들은 이러한 계획을 위해 수천 명의 사람들을 이주시킨 TVA를 비난하기도 했다. TVA와 농민들에게 적절한 경작 방법을 교육하는 토양 보존 서비스는 루스벨트에게 "토양 보존의 아버지"라는 별명을 주었다. 행정명령 6102호는 미국 시민이 소유한 모든 금을 모두 미국 재무부에 판매시키고, 가격을 온스당 20달러에서 35달러로 인상한다고 선언했는데, 이 정책의 목표는 경제를 마비시키는 디플레이션에 대응하기 위해서였다.
루스벨트는 연방 예산을 삭감하여 선거 공약을 지키려고 했다. 이 예산 삭감에는 1932년 7억 5200만 달러였던 군비 지출이 1934년 5억 3100만 달러로 감소하고 퇴역군인 혜택이 40% 삭감된 것이 포함되었다. 50만 명의 퇴역군인과 전쟁미망인이 연금 명부에서 제외되었고 나머지 혜택도 줄어들었다. 연방 전체의 급여가 삭감되었고 연구와 교육에 대한 지출이 줄어들었다. 이에 잘 조직된 퇴역군인들은 강력하게 항의했고, 결국 대부분의 혜택은 1934년까지 되돌려지거나 오히려 증가했다. 미국 군단이나 해외 전쟁 참전용사 등과 같은 재향군인 단체들은 의회과 대통령의 거부권을 무효화하고 1936년 1월 보너스 법이 통과되는 것에서와 1945년 지불금을 즉시 현금으로 전환하려는 캠페인에서 승리했다. 이 과정에서 국내총생산의 2%에 해당하는 금액이 소비자 경제에 쏟아부어졌고 큰 부양 효과를 가져왔다.

#### 2차 뉴딜 정책(1935~1936)

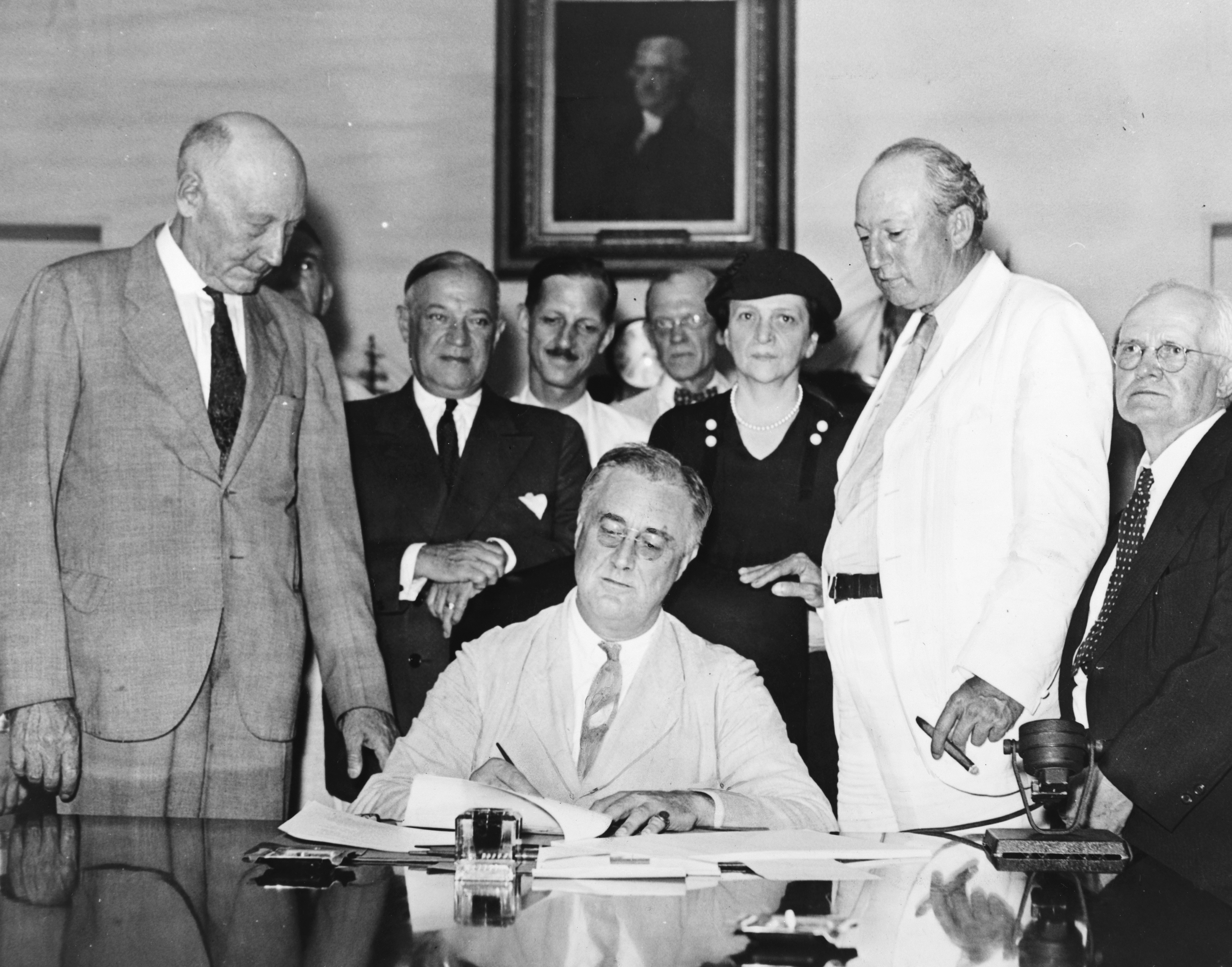
1935년 8월 14일 사회보장법에 서명하고 있는 루스벨트의 모습.

루스벨트는 민주당이 이전 중간선거에서 그랬듯이 1934년 미국 중간선거에서 의석을 잃을 것이라 예상했으나, 예상과 달리 민주당은 의석을 추가로 확보했다. 대중의 신임에 힘입어 제74대 미국 의회에서 루스벨트의 첫 번째 안건은 사회 보험 프로그램의 창설이었다. 사회보장법은 사회 보장을 법적으로 확립하고 노인, 빈곤층, 장애인들에게 경제적 보장을 약속했다. 루스벨트는 사회 보장 제도가 정부의 일반 재정이 아니라 급여세로부터 직접 조달 되어야 한다고 주장하며 "우리가 급여세로부터 재정을 조달하기로 한 것은 급여세를 내는 사람들에게 연금과 실업 수당을 받을 수 있는 법적, 도덕적, 정치적 권리를 부여하기 위해서 입니다. 급여세에 의해 뒷받침 되는 한, 어떤 망할 정치인도 나의 사회 보장 프로그램을 폐기할 수 없을 겁니다."고 말했다. 1935년의 사회보장법은 당시 서유럽 국가들의 사회보장제도에 비해 다소 보수적이었다. 그러나 연방정부는 처음으로 노인, 일시적인 실업자들, 노인을 부양하는 청년들, 장애인들의 경제적 안정을 보장하게 되었다. 보편적 보장을 위한 루스벨트의 원래 의도에 반대되어, 이 법은 노동력의 약 40%를 책임지는 농민, 가사 노동자 등의 기타 집단을 제외했다.
루스벨트는 다양한 구호 조직을 통합했지만 공공사업국(PWA)와 같은 일부 조직들은 계속 존재했다. 구호 활동의 추가 자금 지원에 대한 의회 승인을 얻은 후 그는 공공사업진흥국(WPA)를 설립했다. 해리 홉킨스의 주도 하에 공공사업진흥국은 운영 첫 해만에 300만 명 이상을 고용했으며, 주정부와 협력하여 수많은 대규모 건설 프로젝트를 수행했다. 또한 루스벨트는 국가청년국과 같은 예술단체들도 설립했다.

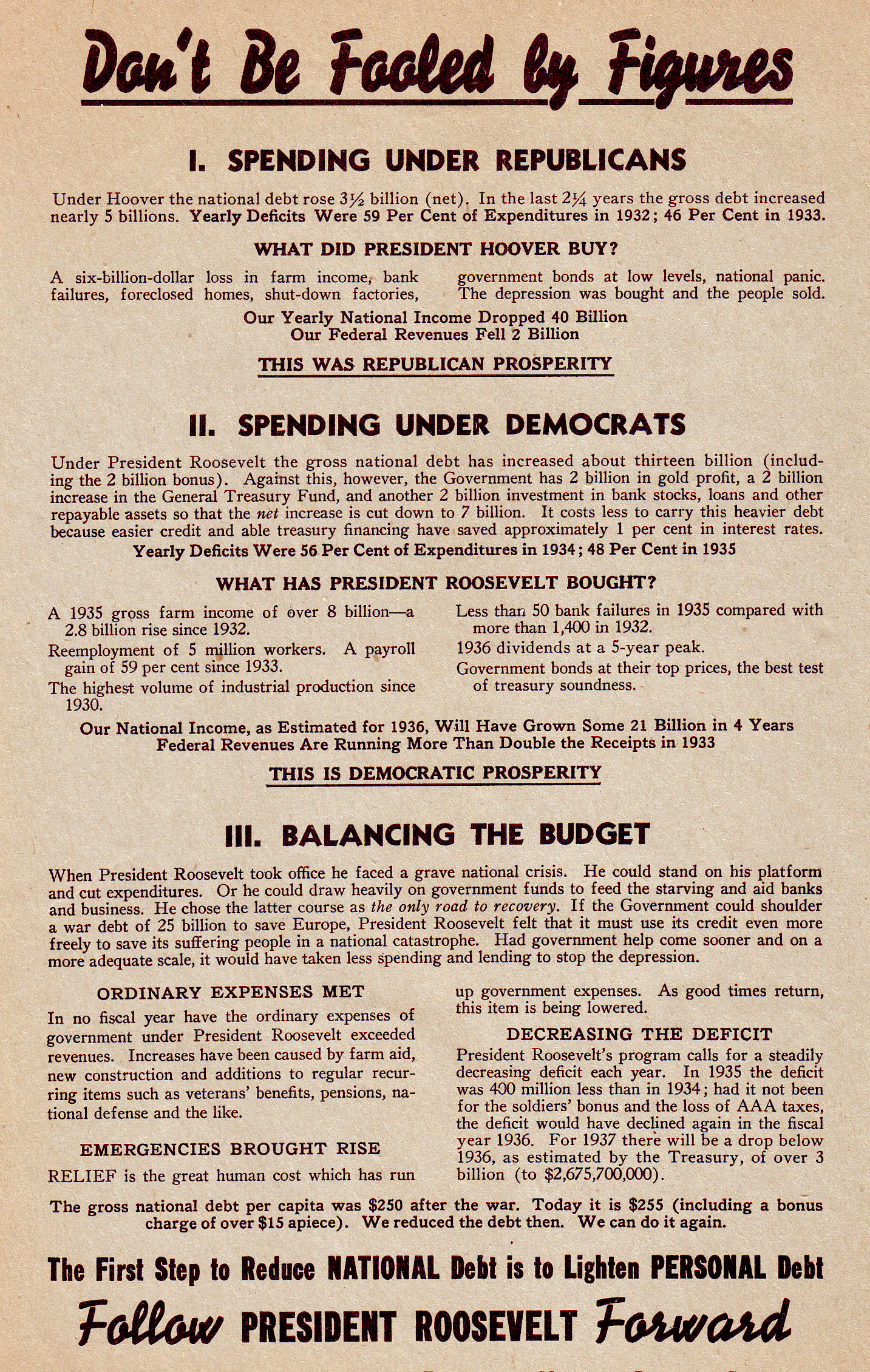
1936년 루스벨트의 경제 정책을 홍보하고 있는 재선 전단지.

전국노동관계법은 근로자들이 자신이 선택한 노동조합을 통해 단체교섭을 할 수 있는 권리를 보장했다. 또한 전국노동관계법은 임금 합의를 촉진하고 반복적인 노동 요소를 억제하기 위해 전국노동관계위원회를 설립했다. 법은 고용주가 직원과 합의하도록 강요하지는 않았지만, 미국의 노동권에 대한 가능성을 열어주었다. 그 결과로 특히 대량생산을 하는 산업에서 노동조합원의 수가 크게 늘어났다. 플린트 점거 파업이 제너럴 모터스의 생산을 위협했을 때, 루스벨트는 많은 전직 대통령들이 해왔던 것과는 달리 개입을 거부했으며, 파업은 계속해서 진행되었고 결과적으로 파업은 제너럴 모터스는 물론 대부분의 미국 자동차 산업의 업체에서 노동조합이 결성되도록 만들었다.
1933년의 1차 뉴딜 정책은 민간의 대부분의 부분에서 광범위한 지지를 받았지만, 2차 뉴딜 정책은 사업 부분에서도 도전장을 내밀었다. 앨 스미스가 이끄는 보수적 민주당원들은 미국 자유 연맹과 함께 반격하여 루스벨트를 맹렬히 공격하고 그를 사회주의자와 동일시했다. 그러나 스미스는 자신의 힘을 과장했으며, 그의 떠들썩한 발언들로 인해, 루스벨트는 자신의 반대파들을 고립시키고 이들을 뉴딜 정책에 반대하는 부유한 기득권 세력으로 여기며 1936년 대통령 선거에 대비하는 루스벨트의 힘을 더욱 강화시켰다. 노동관계법에 힘입어 노동조합은 수백만 명의 신규 조합원을 가입시켰고, 이들은 이후 1936년, 1940년, 1944년 루스벨트의 재선의 주요한 후원자가 되었다.
제임스 맥그리거 번스는 루스벨트의 정책이 이념적 영향보다는 실용주의의 영향을 더 많이 받았다고 주장하며, "그는 빽빽한 산골짜기와 덤불을 뚫고 무작정 산속에서 싸우던 대열이 갑자기 반은 계획으로, 반은 우연으로 모여 아래 평원으로 삐져나오는 게릴라군의 장군과 같은 존재였다"고 언급했다. 실제로 루스벨트는 이러한 명백히 무계획적인 방법론이 필요하다고 주장했으며, "국가는 대담하고 끈질긴 실험을 요구하고 있으며, 내가 그 성격을 오해하지 않는 한 국가는 대담하고 지속적인 실험을 요구한다. 어떠한 방법이든 취하고 시도해보는 것이 상식이다. 실패하면 솔직하게 인정하고 다른 방법을 시도해 보라. 무엇보다도 시도해 보라."라고 썼다.

#### 1936년 대통령 선거

1936년 대통령 선거 결과

1932년 이후 경제 상황이 개선되었음에도 불구하고 1936년에는 800만 명의 노동자들이 실업 상태였다. 1936년까지 루스벨트는 전국노동관계위원회(NLRB)와 사회보장법을 지지함으로써 재계의 지지를 잃었다. 공화당에서는 대체 후보가 거의 존재하지 않았고, 아직 대중들에게 인기가 없는 허버트 후버가 대중들에게 재출현하면서 잘 알려지지 않은 무미건조하다고 여겨진 후보인 캔자스 주지사 앨프 랜던이 공화당의 대통령 후보가 되었다. 루스벨트가 자신의 뉴딜 정책에 대해 선거운동을 벌이고 계속해서 후버를 공격하는 동안, 앨프 랜던은 뉴딜의 목표는 인정하지만 과정에는 동의하지 않는 유권자들을 확보하려고 노력했다.
좌파의 제3당을 조직하려는 시도는 루이지애나 상원의원 1935년 휴이 롱이 암살당하면서 끝났다. 휴이 롱이 조직한 세력의 잔당은 찰스 코울린 신부의 도움을 받아 결성된 연합당의 윌리엄 렘크를 대통령 후보로 지명했다. 루스벨트는 1936년 미국 민주당 전당대회에서 거의 반대 없이 재지명되었으며, 그의 동맹 세력은 민주당 대통령 후보가 단순 과반수가 아닌 대의원 3분의 2의 표를 얻어야 한다는 오랫동안 확립된 규칙을 없애기 위해 남부의 저항을 극복해나갔다.
앨프 랜던과 제3당 후보를 상대로 한 선거에서 루스벨트는 60.8%의 득표율을 얻었고 메인주와 버몬트주를 제외한 모든 주에서 승리했다. 1936년 당시까지 민주당이 얻은 표는 대중 투표에서 높은 비율을 차지했다. 민주당은 의회에서 의석을 확대하여 각 상원과 하원 의석의 4분의 3 이상을 차지했다. 이번 선거에서는 뉴딜 연합이 통합되었으며, 이로 인해 민주당은 전통적인 동맹 대기업 중 일부를 잃었지만, 이들의 표는 노동자들과 아프리카계 미국인들과 같은 집단으로 대체되었으며, 아프리카계 미국인들의 표는 남북 전쟁 이후 처음으로 민주당으로 더 많이 향했다. 루스벨트는 고소득 유권자, 그 중에서도 특히 사업가나 전문가들을 잃었지만, 가난한 사람들과 소수자 사이에서는 큰 표를 얻었다. 그는 유대인들 표의 86%, 가톨릭 교도들 표의 81%, 노동조합원들 표의 80%, 남부인들 표의 76%, 북부 흑인들의 76%, 구호 대상자 표의 75%를 얻었다. 루스벨트는 10만 명 이상의 도시 106개 중 102개를 가져갔다.

#### 대법원 문제와 재임 법안
대법원이 국가산업부흥법을 포함한 수많은 프로그램들을 위헌이라고 선언하며 뒤집어버린 후, 대법원은 루스벨트의 두 번째 임기 동안 주요한 관심 대상이 되었다. 보다 보수적인 법원 구성원들은 계약자유의 원칙에 기반으로 수많은 경제 규제를 철폐하는 로크너 시대의 원칙을 옹호했다. 루스벨트는 70세 이상의 현직 판사 직에 추가 판사를 임명할 수 있는 1937년 사법 절차 개혁 법안을 제안했다. 당시 대법관에는 70세 이상의 판사가 6명이 있었고, 의회는 대법관 수를 총 6번 변경했는데, 당시에는 대법관의 총 인원 수는 1869년 사법법이 통과된 이후 9명으로 굳어져 있었다. 루스벨트의 이 "법원 포장" 계획은 권력 분배를 뒤흔들었기 때문에 부통령 가너가 이끄는 정당의 격렬한 반대를 받았다. 자유주의와 보수주의 양 세력 모두 이 법안에 반대했고, 당시 대법원장 찰스 에번스 휴스는 이 법안의 실패를 공개적으로 언급했다. 법안이 통과될 가능성은 1937년 7월 조지프 로빈슨 상원 원내대표가 사망하면서 사라졌다.
1937년 웨스트 코스트 호텔 컴퍼니 대 패리쉬 사건을 계기로 이후 법원은 경제 규제에 보다 우호적인 입장을 취하기 시작했고, 역사가들은 이를 "9명을 구해낸 적시의 변화"라고 묘사했다. 같은 해 루스벨트는 처음으로 대법관을 임명할 수 있었고 1941년까지 9명의 대법관 중 7명을 임명했다. 패리쉬 사건 이후 법원은 경제 규제에 대한 사법적 검토에서 시민의 자유 보호로 초점을 옮겼다. 루스벨트가 임명한 대법관에는 펠릭스 프랑크푸르터, 로버트 H. 잭슨, 휴고 블랙, 윌리엄 O. 더글러스가 있었는데, 이들은 연방 대법원의 판례를 재편하는데 큰 영향력을 발휘했다.
1937년 사법 절차 개혁 법안이 통과되지 못하면서 루스벨트의 영향력이 감소하자, 보수 민주당원들은 공화당원들과 연합하여 추가적인 뉴딜 정책의 시행을 차단했다. 그럼에도 불구하고 루스벨트는 두 번째 농업조정법인 1937년 주택법, 1938년 공정근로기준법(FLSA)와 같은 뉴딜 정책의 마지막 계획 중 일부 법을 통과시켰다. 공정노동기준법은 아동 노동을 불법화하고 전연방 최저 임금을 설정했으며 주당 40시간 이상을 근무하는 직원이 초과근무 수당을 받을 수 있게 만들었다. 또한 그는 1939년 재조직법을 통과시켰으며 이후 "연방 행정부의 중추"의 역할을 맡는 대통령실을 설립했다. 1937년 중반부터 경제 상황이 다시 악화되기 시작하자 루스벨트는 독점 대기업들에 맞서 경기 침체가 자본 파업의 결과라고 주장하는 것은 물론 연방수사국(FBI)에 이와 관련된 범죄 음모를 지시하는 등의 수사적 캠페인을 시작했다. 그리고 그는 의회에 구호 및 공공 사업 자금으로 50억 달러를 요청했고, 이를 통해 그는 1938년까지 공공사업진흥국을 통해 무려 330만 개에 달하는 일자리를 창출해냈다. 공공사업진흥국의 프로그램은 새로운 연방 법원과 우체국 설립부터 전국의 국립공원, 교량을 포함한 기타 기반 시설을 위한 시설 및 기반 시설 개선, 시설을 유지하고 중요한 자원을 보존하기 위한 건축 조사와 고고학 발굴 등에서 일자리를 창출했다. 이에 더불어 루스벨트는 임시 의회에 영구 농업법, 행정 재편, 지역 계획 조치 등을 권고했는데, 이것들은 모두 정기 회의에서만 다뤄졌다. 제임스 맥그리거 번스는 이러한 시도들이 루스벨트가 기초적인 경제 프로그램에만 집중하지 못했음을 보여준다고 말한다.
의회에서 보수 민주당원들의 반대를 극복하기로 결심한 루스벨트는 1938년 민주당 전당대회에 참여하여 뉴딜 개혁을 지지하는 후보들을 위해 캠페인을 벌였지만, 여기서 루스벨트는 크게 실패하여 10명의 후보 중 1명만이 성공했다. 1938년 중간선거에서 민주당은 상원 6석과 하원 71석을 잃었고, 이러한 패배의 책임은 뉴딜 정책을 지지하는 민주당원들에게 집중되었다. 1939년 의회가 재소집되었을 때, 버트 태프트 상원의원이 이끄는 공화당은 남부 민주당원들과 연합하여 보수 연합을 결성하여 루스벨트가 국내 법안을 제정할 수 있는 능력을 사실상 제거했다. 루스벨트의 국내 정책에 대한 보수 연합의 반대에도 불구하고, 보수 연합의 의원들 중 대부분은 제2차 세계 대전 발발 이전과 도중에 루스벨트의 외교 정책에서 결정적인 지지를 제공했다.

#### 환경 보전
루스벨트는 이전에 가족이 소유한 임업 관련 재산에 대해 어린 시절에 가졌던 관심을 시작으로 환경의 보전에 평생 관심을 가지고 있었다. 비록 그는 시어도어 루스벨트만큼의 야외 활동가이거나 스포츠맨은 아니었지만, 환경에 대한 국가 정책 변화는 비슷했다. 프랭클린 루스벨트가 뉴욕 주지사로서 있었을 때, 임시긴급구호청은 민간 보존단(CCC)의 주 차원의 전신이었으며, 이 CCC는 1만 명 이상의 사람들이 소방 도로를 건설하고 토양 침식을 막으며 뉴욕의 농지에 묘목을 심는 것을 주도했다. 대통령으로서 루스벨트는 국립공원, 국립산림의 확장, 자금 지원, 홍보를 적극적으로 장려했으며, 국립공원과 산림의 인기는 1900년대 초 연간 300만 명의 방문객에서 1939년 연간 1550만 명으로 크게 증가했다. 민간 보존단은 340만 명의 청년들을 통해 13,000 마일 (21,000 킬로미터)의 산책로를 만들고 20억 그루의 나무를 심었으며 125,000 마일 (201,000 킬로미터)의 비포장도로를 개선시켰다. 루스벨트는 공공사업진흥국과 민간 보존단을 통해 국립 프로그램뿐만 아니라 모든 주에 있는 자체 주립 공원도 개선시켰다.

#### 국민 총생산과 실업률
| 연도 | 스탠리 르버곳 | 마이클 다비 |
| ---- | ------------- | ----------- |
| 1929 | 3.2           | 3.2         |
| 1932 | 23.6          | 22.9        |
| 1933 | 24.9          | 20.6        |
| 1934 | 21.7          | 16.0        |
| 1935 | 20.1          | 14.2        |
| 1936 | 16.9          | 9.9         |
| 1937 | 14.3          | 9.1         |
| 1938 | 19.0          | 12.5        |
| 1939 | 17.2          | 11.3        |
| 1940 | 14.6          | 9.5         |

정부 지출은 1932년 허버트 후버 정부의 국민 총생산(GNP) 대비 8.0%에서 루스벨트 정부의 10.2%로 증가했다. GNP 대비 국가 부채율은 후버 정부 초기의 16%에서 루스벨트 정부의 1933년 40%로 두 배가 넘게 증가했으며, 이 국가 부채율은 1941년 가을까지 40%대를 유지하다가 전쟁 발발 이후 급격히 증가했다. 1936년의 GNP는 1932년에 비해 32% 증가했으며, 전쟁 직전인 1940년에는 58% 더 높았다. 즉, 1932년부터 1940년까지 경제는 58% 성장했으며, 전쟁 5년 간인 1940년부터 1945년까지 56% 성장했다. 루스벨트의 첫 번째 임기 동안 실업률은 극적으로 감소했다. 1938년 실업률은 증가했지만 1938년 이후로는 계속해서 감소했다. 루스벨트의 임기 동안 고용 일자리는 1831만 개로 증가했으며, 일자리 수는 연평균 5.3% 증가했다.

#### 외교 정책(1933~1941)

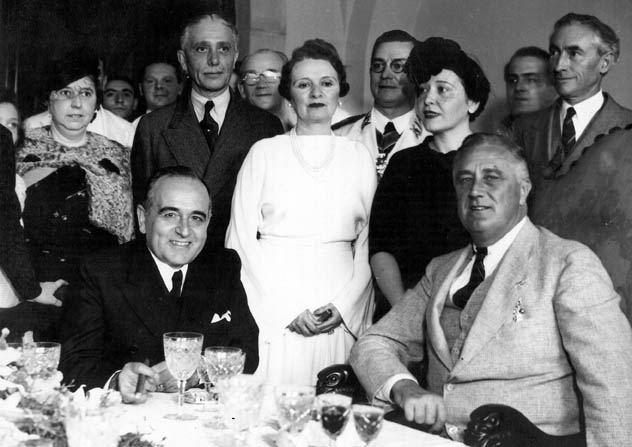
1936년 브라질 대통령 제툴리우 바르가스와 기타 고위 인사들과 함께 있는 루스벨트

루스벨트의 첫 번째 임기의 주요 외교 정책 계획은 라틴아메리카에 대한 미국의 정책을 개편한 선린 정책이었다. 1823년 이후 미국은 먼로 독트린 선언 이후 라틴아메리카에 자주 개입했고 1898년 미국-스페인 전쟁 이후에는 바나나 전쟁을 통해 여러 라틴아메리카 국가들을 점령했다. 루스벨트는 취임 후 아이티에서 철수하고 쿠바와 파나마와 새로운 협정을 맺어 미국 보호령 지위를 없앴고, 1932년 12월 루스벨트는 몬테비데오 협약에 서명하여 라틴아메리카 국가들의 문제에 일방적으로 개입할 권리를 포기했다. 또한 그는 미국이 1920년대 이후 수교하기를 거부했던 소비에트 연방과의 관계를 정상화했는데, 그는 제1차 세계 대전으로 인한 러시아의 부채 문제를 재협상하고 무역을 개방하기를 희망했지만, 두 문제 모두 진전되지 못했고, "두 국가는 곧 협정에 환멸을 느꼈다."
1919~1920년의 베르사유 조약을 미국이 따르지 않은 것은 미국의 외교 정책이 고립주의가 지배적인 영향을 가졌음을 시사했다. 루스벨트의 윌슨주의적 배경에도 불구하고, 그와 코델 헐 국무장관은 국내 고립주의적 정서를 자극하지 않도록 세심한 노력을 기울였다. 고립주의 운동은 1930년대 초반부터 중반까지 "죽음의 상인"이 해외에 무기를 판매하려는 것을 막아야 한다고 주장한 제럴드 나이에 의해 주도되었다. 이러한 루스벨트의 노력은 1930년대 중립법의 형태로 표출되었고, 그는 침략당한 피해자들에게 무기를 판매할 수 있는 권리 또한 요구했지만 거부당했다. 그는 대체적으로 1930년대 중반까지 의회의 고립주의 정책을 묵인했다. 이렇게 루스벨트의 묵인 하에 미국이 고립주의 정책을 지속하는 동안, 베니토 무솔리니의 파시스트 이탈리아는 에티오피아를 침공하고 아돌프 히틀러의 나치 독일의 군대와 합류해 스페인 내전에서 프란시스코 프랑코와 국민파를 지원했다. 1939년 초 스페인 내전이 국민파의 승리로 끝나자 루스벨트는 공화파를 돕지 않은 것에 유감을 표시했다. 1937년 일본의 중국 침략 당시, 난징 대학살과 USS 파나이 사건과 같은 잔혹행위에도 불구하고 국내 고립주의 정서는 루스벨트의 중국 지원 능력을 제한했다.

1939년 6월 9일 영국 국왕의 미국 방문 당시 USS 포토맥을 타고 워싱턴 D. C.에서 버지니아주 마운트 버넌으로 향하는 조지 6세와 엘리자베스 영왕과 함께 있는 루스벨트 부부

대통령 재임 기간 루스벨트가 방문한 해외 국가를 나타낸 지도.

1938년 독일의 오스트리아 합병 이후 히틀러는 동부 이웃 국가들로 관심을 돌렸다. 루스벨트는 독일이 체코슬로바키아를 침공할 경우 중립을 지킬 것을 확실히 했다. 뮌헨 협정 체결과 수정의 밤 사건 이후 미국 내 여론은 독일에 적대적이게 되었고 루스벨트는 독일과의 전쟁 가능성을 준비하기 시작했다. 남부 민주당원들과 기업 지향적 공화당원으로 구성된 개입주의 세력에 의존하여 그는 미국의 공군력과 전쟁 물자 생산 능력 확장을 감독했다.
1939년 독일이 폴란드를 침공하고 영국과 프랑스가 독일에 선전포고하면서 제2차 세계 대전이 발발하자 루스벨트는 영국과 프랑스를 군사적으로 지원할 방법을 모색하기 시작했다. 찰스 린드버그와 윌리엄 보라와 같은 고립주의 정치인들은 루스벨트가 제안한 중립법 폐지를 막는 것에는 성공했지만, 루스벨트는 현금 기반의 무기 판매에 의회 승인을 얻었다. 또한 그는 1939년 9월부터 영국 해군장관 윈스턴 처칠과 정기적인 비밀 서신을 주고받았는데, 이들은 이후 약 1700통의 편지와 전보를 더 주고받았다. 루스벨트는 1940년 5월 총리가 된 처칠과 개인적으로도 친밀한 관계를 가졌다.
1940년 6월 프랑스의 항복은 미국 대중에게 큰 충격을 주었고 고립주의 정서는 약화되었다. 1940년 7월 루스벨트는 2명의 개입주의 공화당 정치인 헨리 L. 스팀슨과 프랭크 녹스를 전쟁장관과 해군장관으로 임명했다. 민주당과 공화당 양당은 미군의 신속한 증강을 위한 그의 계획을 지지했지만, 고립주의자들은 루스벨트의 계획이 미국을 독일과의 불필요한 전쟁을 발발시킬 것이라고 반대했다. 1940년 7월 같은 시기 의회는 전쟁 중이 아닌 상태에서 최초로 초안 법안을 승인했으며, 루스벨트 정부의 지원으로 선택복무법이 9월 통과되었다. 미군의 규모는 1939년 18만 9천 명에서 1941년 중반 140만 명으로 크게 증가했다. 1940년 9월, 루스벨트는 영국령 카리브 제도의 군사 기지 권리를 대가로 미국 구축함 50척을 영국에 제공하는 구축함-기지 협정에 동의하여 중립법을 공개적으로 무시했다.

#### 1940년 대통령 선거

1940년 대통령 선거 결과.

1940년 7월 미국 민주당 전당대회가 열리기 몇 달 전부터 루스벨트가 전례 없는 3선에 도전할 것인지에 대한 많은 추측이 있었다. 헌법에는 명시되어 있지 않았지만, 미국 대통령의 2선 전통은 1796년 조지 워싱턴이 3선 출마를 거부하면서 시작되었다. 루스벨트는 확실한 의견을 거부했으며, 제임스 팔리와 같은 야심찬 민주당원들에게 자신은 선거에 출마하지 않을 것이며 그들이 민주당 대통령 후보로 지명될 수 있는 가능성을 암시하기도 했다. 그러나 이후 루스벨트가 최종적으로 워싱턴 이후의 전통을 깨기로 결정했을 때 팔리와 부통령 존 가너는 그 선택을 좋아하지 않았다. 1940년 중반 나치 독일이 서유럽을 휩쓸고 영국을 위협하자 루스벨트는 자신만이 나치로부터 국가를 안전하게 지킬 수 있도록 하는 경험과 지식을 가지고 있다고 주장했고, 결정적으로 그는 그를 제외한 어떤 민주당 후보도 인기 있는 공화당 후보 웬들 윌키를 상대로 승리하지 못할 수도 있다는 것을 두려워한 민주당 지도부에게 큰 도움을 받았다.
1940년 7월 시카고에서 열린 민주당 전당대회에서 루스벨트는 두 번째 임기 동안 경제와 사회 정책에서 마찰을 빚어 등을 돌린 제임스 팔리와 존 낸스 가너의 도전을 쉽게 무시했다. 루스벨트에게 등을 돌린 가너 부통령을 대체하기 위해 그는 뉴딜 정책을 강력히 지지하고 시골 지역의 주에서 인기가 있었던 농무부 장관 헨리 A. 월리스를 부통령으로 임명했다. 이러한 선택은 월리스가 사생활에서 너무 급진적이고 "괴상하다"고 생각한 민주당 보수파들의 대부분에게 격렬한 반대를 받았다. 그러나 루스벨트는 월리스가 없으면 대통령 후보 재지명을 거부할 것이라고 선언했고, 월리스는 하원 의장 윌리엄 B. 뱅크헤드와 같은 다른 인사들을 물리치고 부통령 후보가 되었다.
갤럽이 실시한 8월 말의 조사에서는 선거는 본질적으로 지지율은 비슷했으나, 루스벨트는 9월의 구축함-기지 협정 이후 인기가 급상승했다. 웬들 윌키는 영국의 재무장에 대한 지원뿐만 아니라 뉴딜 정책의 대부분을 지지했지만 루스벨트가 미국을 유럽 전쟁으로 끌어들일 것이라고 경고했다. 루스벨트는 윌키의 주장에 대응해 미국을 전쟁으로부터 보호하겠다고 약속했다. 선거 한 달 동안 선거운동은 양당에 의해 터무니없는 비난과 진흙탕 싸움으로 변질되었다. 루스벨트는 1940년 선거에서 전체의 55%, 48개의 주 중 38개 주, 거의 85%에 달하는 선거인단의 투표로 승리했다.

### 3기와 4기 임기(1941~1945)
제2차 세계 대전이 루스벨트의 관심을 사로잡았고, 그 어느 때보다 그는 세계의 문제를 생각하는 데 많은 시간을 할애했다. 국내 정치와 의회와의 관계는 주로 전쟁 노력을 위해 국가의 경제, 재정, 제도적 자원을 총동원하려는 그의 노력에 영향을 받았으며, 라틴아메리카, 캐나다와의 관계도 전시 상황에 따라 새로 바뀌었다. 루스벨트는 장군, 제독, 전쟁 및 해군 부서, 영국, 심지어는 소비에트 연방과 긴밀히 협력하면서 모든 주요 외교, 군사적 결정을 면밀히 통제했다. 그의 주요 외교 고문은 백악관의 해리 홉킨스, 국무부의 섬너 웰스, 재무부의 헨리 모건소 주니어였으며, 군사 문제에서 루스벨트는 특히 전쟁부 장관 헨리 L. 스팀슨, 육군 참모총장 조지 마셜, 제독 윌리엄 D. 레이히와 가장 긴밀히 협력하였다.

#### 전쟁 준비
1940년대 후반에 미국은 육군과 해군을 확장과 재정비 과정을 거치고 영국와 그 외의 국가들을 위한 "민주주의의 조병창"이 되기 위해 재무장이 본격화되었다. 1941년 1월 "네 가지 자유"라는 주제의 연설을 통해 루스벨트는 연합군이 전 세계적으로 자유와 기본권을 위해 싸울 수 있는 근거를 마련했다. 윌키의 도움을 받아 루스벨트는 영국과 중국에 막대한 군사와 경제 지원을 지시하는 무기대여법에 대한 의회의 승인을 얻었으며, 제1차 세계 대전 때와는 대조적으로 상환은 없었다. 루스벨트가 일본, 독일, 이탈리아에 대해 더 확고한 입장을 취하자 찰스 린드버그와 미국제일위원회와 같은 미국의 고립주의 세력은 루스벨트를 무책임한 전쟁광으로 맹렬히 공격했다. 1941년 6월 독일이 소련을 침공했을 때, 루스벨트는 무기대여를 소련에 확대하는 것에 동의했으며, 이는 루스벨트가 "전쟁을 제외한 모든 방법"으로 연합국을 도왔다는 것을 의미했다. 1941년 7월까지 루스벨트는 라틴아메리카에서 독일과 이탈리아의 선전에 대응하기 위해 아메리카 문제 조정실의 설립을 승인했다.

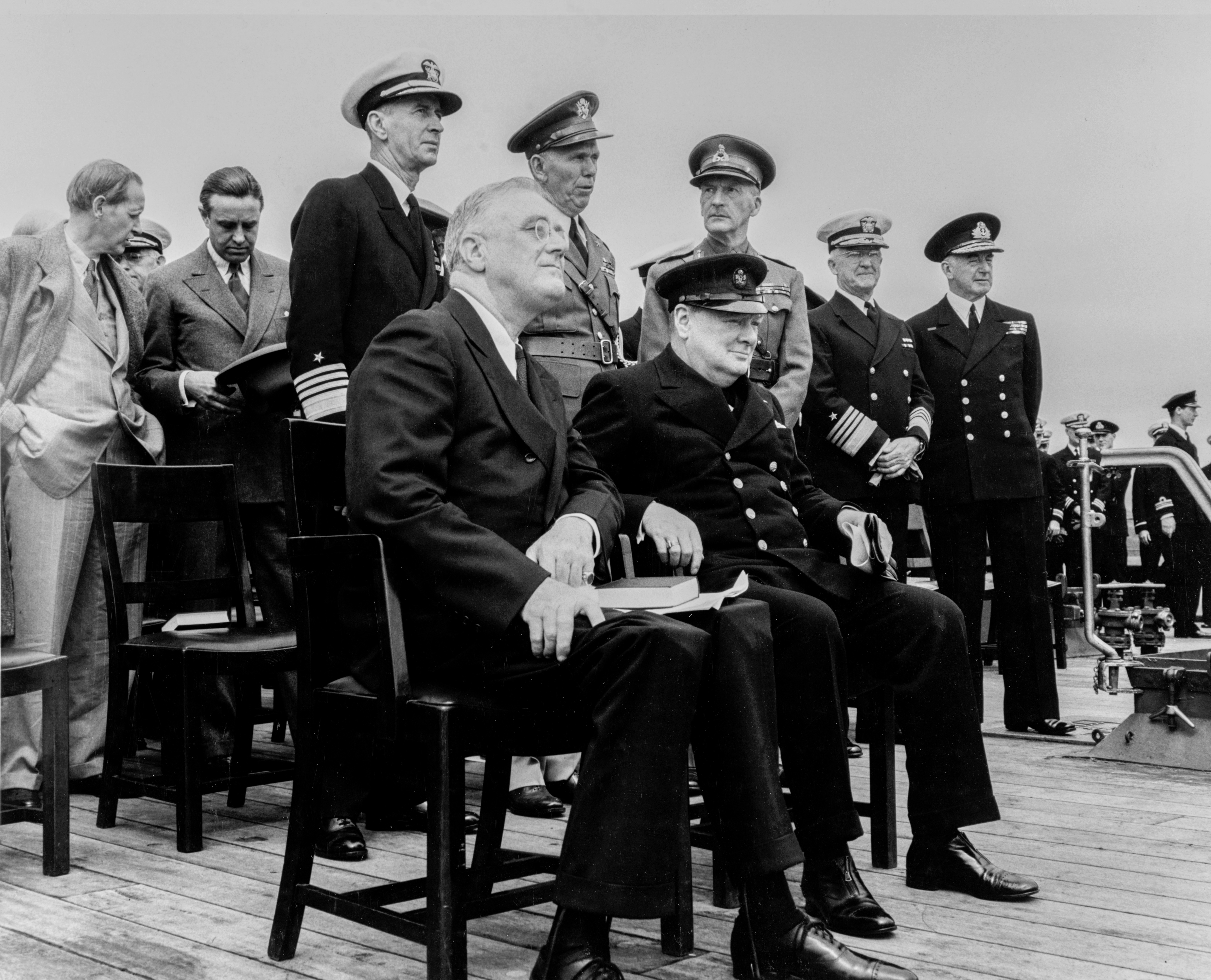
1941년 대서양 헌장 회의를 위해 HMS 프린스 오브 웨일스(Prince of Wales) 호에 승선한 루스벨트와 윈스턴 처칠의 모습.

1941년 8월 루스벨트와 처칠은 비밀 양자 회의를 열어 전시 상태의 세계와 전후 목표를 이론적으로 설명하는 대서양 헌장의 초안을 작성했는데, 이는 여러 회의 중 하나이며 처칠과 루스벨트는 10번 더 직접 만났다. 처칠은 독일에 대한 미국의 전쟁 선포를 촉구했지만 루스벨트는 의회가 미국을 전쟁에 참여시키려는 모든 시도를 거부해버릴 것이라고 말했다. 9월 독일 잠수함이 미국 구축함 그리어(영어: Greer)에 포격을 가했고, 루스벨트는 미국 해군이 극동에서 영국까지 연합국 호송대의 호위 역할을 맡을 것이며 독일 선박의 유보트가 미 해군의 구역에 진입한다면 포격할 것이라고 선언했다. 이러한 "시야에 따른 포격" 정책은 미국 해군을 독일 잠수함과 직접 충돌하게 만들었고, 미국인들의 3분의 2는 찬성, 나머지는 반대했다.

#### 진주만 공습과 전쟁 선포
독일의 폴란드 침공 이후, 루스벨트와 그의 최고 군사 참모부의 주요 관심사는 유럽의 전쟁이었지만, 일본에 대한 외교 정책에도 문제가 제기되었다. 일본과의 관계는 1931년 만주 침공 이후 지속적으로 악화되었으며, 루스벨트의 중국 지원으로 완전히 틀어졌다. 유럽 전쟁이 주요 식민 제국들의 관심을 끌자 일본의 정치인들은 네덜란드령 동인도, 프랑스령 인도차이나, 영국령 말라야와 같은 취약한 식민지에 주목했다. 루스벨트가 일본의 프랑스령 인도차이나 점령에 대응하여 중국에 1억 달러 규모의 대출을 발표하자, 일본은 독일, 이탈리아와 함께 삼국 동맹 조약을 체결했는데, 이 조약은 세 나라가 공격을 받으면 다른 나라들도 참전하여 방어할 수 있도록 결속시켰고, 이 삼국은 추축국으로 알려지게 되었다. 소련 침공을 원하던 육군을 제압한 일본군 최고사령부는 여러 자원에 대한 지속적인 접근을 보장받기 위해 동남아시아 정복을 옹호했다. 1941년 7월 일본이 프랑스령 인도차이나를 점령하자, 루스벨트는 일본에 대한 석유 판매를 중단하여 일본의 당시 석유 공급량 중 95% 이상을 차지하던 미국으로부터의 수입을 제거했다. 또한 그는 필리핀군을 미국의 지휘하에 두고 더글러스 맥아더를 복직시켜 필리핀 주둔 미군을 지휘하도록 했다.
일본은 금수 조치에 분노했고 일본 지도자들은 금수 조치를 해제하지 않는 한 미국을 공격하기로 결심했다. 그러나 루스벨트 행정부는 정책을 수정할 생각이 없었고 코델 헐 국무장관은 루스벨트의 노력으로 열릴 예정이었던 고노에 후미마로와의 정상회담을 차단했다. 외교적 노력이 실패한 이후 일본 추밀원은 미국에 대한 공격을 승인했다. 일본 지도자들은 필리핀에 주둔한 미국 아시아 함대와 하와이 진주만에 주둔한 미국 태평양 함대를 파괴하는 것이 동남아시아 정복에 필수적이라고 생각했다. 1941년 12월 7일 일본군은 진주만에 기습 공격을 감행하여 미국의 주요 전함 함대를 격파하고 2,403명의 미군과 민간인을 죽였으며, 별도의 특무부대가 태국, 영국령 홍콩, 필리핀 등을 포함한 여러 목표물을 공격했다. 루스벨트는 의회에서 "치욕의 날 연설"로 알려진 연설에서 전쟁을 촉구하면서 "어제 1941년 12월 7일, 치욕의 날로 기억될 이 날에, 미합중국은 일본 제국 해군과 항공대로부터 고의적인 기습 공격을 당했습니다"라고 말했다. 거의 만장일치로 의회는 일본에 대한 선전포고에 동의했다. 진주만 공습 이후 미국에서 반전 여론은 하룻밤 사이만에 대부분 사라졌다. 1941년 12월 11일, 히틀러와 무솔리니는 미국에 전쟁을 선포했고 미국도 이에 대응했다.
대다수의 학자들은 루스벨트나 다른 고위 정부 관료들이 진주만 공격에 이미 알고 있었다는 음모론을 받아들이지 않는다. 이러한 음모론은 영국계 오스트레일리아인 제시 핑크의 2023년 딕 엘리스의 전기 《거울 속의 독수리》(영어: The Eagle in the Mirror)에서 이의가 제기되었다. 딕 엘리스는 오스트레일리아 태생의 M16 정보 장교로 윌리엄 J. 도너번이 전략사무국(OSS)를 설립하는 것을 도왔고 뉴욕의 영국 보안조정부에서 윌리엄 스티븐슨의 부관으로 근무했다.
딕 엘리스는 책에서 "[스티븐슨은] 자신에게 전달된 정보를 통해 이 공격이 임박했음을 확신했으며 루스벨트 대통령의 아들 지미 루스벨트를 통해 이 정보를 대통령에게 전달했다. 이제 당시 대통령이 이를 확증하는 다른 정보를 갖고 있었는지에 대한 여부는 알 수 없다."라고 언급했다.

일본군은 자신들의 비밀을 철저히 보호해왔기 때문에 미국 고위 관직자들이 태평양 함대에 대한 일본의 기습 공격 계획을 인지했을 가능성은 거의 없다. 미국의 고위 관직자들은 전쟁이 임박했다는 사실은 알고 있었지만 진주만에 대한 공격은 예상하지 못했다. 루스벨트 또한 일본이 네덜란드령 동인도나 태국을 공격할 것이라고 가정했다.

#### 전쟁 계획

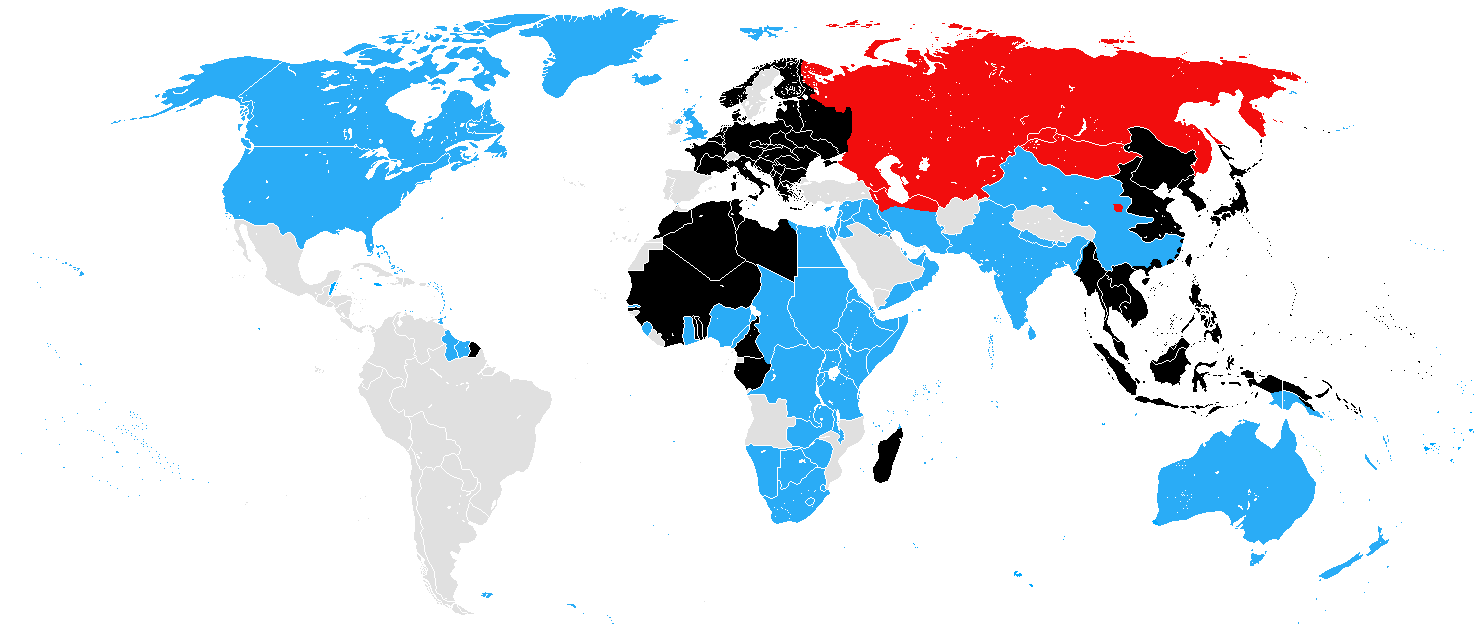
1942년 6월 연합국이 통제하는 영토(파란색과 붉은색)와 추축국이 통제하는 영토(검은색)을 표시한 지도.

1941년 12월 말, 처칠과 루스벨트는 미국과 영국 간의 공동 전략을 수립하기 위해 아카디아 회의에서 만났으며, 두 사람 모두 일본보다 독일의 공략을 우선시하는 유럽 우선 전략에 동의했다. 영국과 미국은 군사 정책을 조정하기 위해 연합 합동참모본부를 만들었으며 보급품 할당을 조정하기 위한 연합 군수품 할당 위원회를 설립했다. 또한 태평양 전역에 미국, 영국, 네덜란드, 오스트레일리아군의 이름을 딴 ABDA라는 중앙 집중식 합동사령부를 설립하기로 합의했으며, 1942년 1월 1일, 미국과 그 외의 연합군 회원국들은 연합국 공동 선언을 발표했는데, 여기서 각국은 추축국을 패배시키겠다고 선언했다.
1942년 루스벨트는 미국의 군사 전략에 대한 최종 결정을 내리는 합동참모본부를 창설했다. 해군작전부장 어니스트 킹 제독은 해군과 해병대를 지휘했고, 조지 C. 마셜 장군은 육군을 이끌고 공군을 명목상으로 통제했으며, 실질적으로 공군은 헨리 A. 아놀드 장군이 지휘했다. 합동참모의장 윌리엄 D. 레이히 제독이 되었으며, 루스벨트는 전쟁에 세세하게 개입하는 것을 피하고 군 장교들이 대부분 결정을 내리도록 하였다. 루스벨트가 임명한 전쟁장관이나 해군장관과 같은 민간인으로 분류되는 인사들은 병력과 장비의 징병과 조달을 담당했지만, 전략에 발언권을 갖지 못했다. 또한 루스벨트는 국무부에서 업무를 피하고 그의 보좌관을 통해서 무기대여법의 자금을 통제하여 영향력이 커진 해리 홉킨스를 통해 외교를 진행했다.

#### 핵무기 프로그램
1939년 8월, 실라르드 레오와 알베르트 아인슈타인은 아인슈타인-실라르드 편지를 루스벨트에게 보내 독일의 핵무기 개발 계획의 가능성을 경고했다. 실라르드는 당시 발견된 핵분열이 대량 살상 무기를 만드는 데에 사용될 수 있다는 것을 깨닫고 편지 작성을 주도했다. 루스벨트는 독일이 핵무기 기술을 단독으로 소유할 수 있다는 가능성과 예비 연구를 승인한 것을 두려워했다. 진주만 공격 이후 루스벨트 행정부는 핵무기 연구를 계속하기 위한 자금을 확보했고, 최초의 핵무기 개발을 위한 맨해튼 계획를 총괄할 인물로 레슬리 그로브스를 선택했다. 루스벨트와 처칠은 이 프로젝트를 공동으로 추진하기로 합의했고, 루스벨트는 미국 과학자들이 영국 과학자들과 협력하도록 장려했다.

#### 전쟁 당시의 회담
루스벨트는 제2차 세계 대전 당시 연합국의 4대 열강인 미국, 영국, 소련, 중화민국을 지칭하기 위해 "4명의 경찰관"이라는 용어를 사용했다. "빅 3 지도자"라고 불린 루스벨트, 윈스턴 처칠, 소련의 이오시프 스탈린은 중화민국 총통 장제스와 함께 미국과 영국이 유럽에 먼저 집중하고, 소련은 동부 전선에, 중국군, 영국군, 미군은 아시아에서 함께 싸우는 계획에 암묵적으로 합의했다. 또한 미국은 무기대여법을 통해 소련을 포함한 여러 국가에 지속적인 무기 지원을 했다. 이러한 전략을 연합국은 세계의 이목이 끌리는 회의, 외교 정책과 군사 기구를 통합 접촉으로 공식화했다. 1942년 5월부터 소련은 동부 전선에서 독일군을 물러나게 하기 위해 영국과 미국의 독일 점령 프랑스에 대한 침공을 촉구했다. 그러나 영국군과 미군이 아직 준비되지 않았음을 우려한 처칠과 루스벨트는 이러한 침공 작전을 적어도 1943년까지 연기하고 횃불 작전과 같은 북아프리카 전역에 집중하기로 결정했다.
1943년 11월 루스벨트, 처칠과 스탈린은 테헤란 회담에서 전략과 전후 계획을 논의하기 위해 만났으며, 이곳에서 루스벨트는 스탈린과 처음으로 직접 만났다. 영국과 미국은 1944년 독일에 맞서 제2의 전선을 약속했고, 스탈린은 추후 적당한 때에 대일본 전쟁에 참전하기로 결정했다. 브레턴우즈와 덤버턴오크스에서 열린 추가적인 회의에서 연합국은 이미 실패한 국제 연맹과 같은 조직인 국제 연합(UN)과 국제통화제도의 틀을 확립했다. 윌슨주의적 성향을 가진 루스벨트는 국제 연합 창설을 전후 최우선 과제로 생각했으며, 국제 연합이 워싱턴, 모스크바, 런던, 베이징의 정부에 의해 통제되고 모든 주요 세계 문제를 해결할 것이라고 기대했다.
루스벨트, 처칠, 스탈린은 1945년 2월 크림반도에서 열린 얄타 회담에서 두 번째로 만났다. 유럽에서 전쟁이 끝나갈 무렵, 루스벨트의 주요 관심사는 스탈린을 대일본 전쟁에 참전시키는 것이었는데, 당시 합동참모본부는 미국이 일본을 직접 침공하면 100만 명 이상의 미군 사상자가 발생할 것이라고 추정했다. 소련은 일본 전쟁에 참전하는 대가로 사할린섬과 같은 아시아의 주요 영토에 대한 통제권을 약속받았다. 얄타 회담에서 3명의 정상은 국제 연합의 창설을 위해 회의를 개최하고 국제안보를 책임질 국제 연합 안전 보장 이사회의 설립에 동의했다. 루스벨트는 폴란드에서 즉각적인 소련군의 철수를 위해 노력하지는 않았지만, 나치 독일이 점령했던 국가들에서 자유 선거를 약속한 유럽 해방 선언문을 발표했다. 독일 본토는 해체되지 않고, 미국, 프랑스, 영국, 소련이 공동으로 점령했으며, 소련의 압력에 맞서 처칠과 루스벨트는 전후 독일에 막대한 배상금을 부과하고 탈산업화시키는 것에 동의하지 않았다. 얄타 회담에서 루스벨트의 역할은 논란의 여지가 있다. 그를 비판하는 이들, 특히 보수주의자들은 그가 소련이 동유럽에서 자유 선거를 허용할 것이라고 순진하게 믿었다는 것을 비난하지만, 그를 지지하는 이들은 소련군의 동유럽 완전 점령과 소련과의 협력의 필요성을 고려했을 때, 루스벨트가 동유럽 국가들을 위해 할 수 있었던 것이 거의 없다고 주장한다.

#### 전쟁의 과정

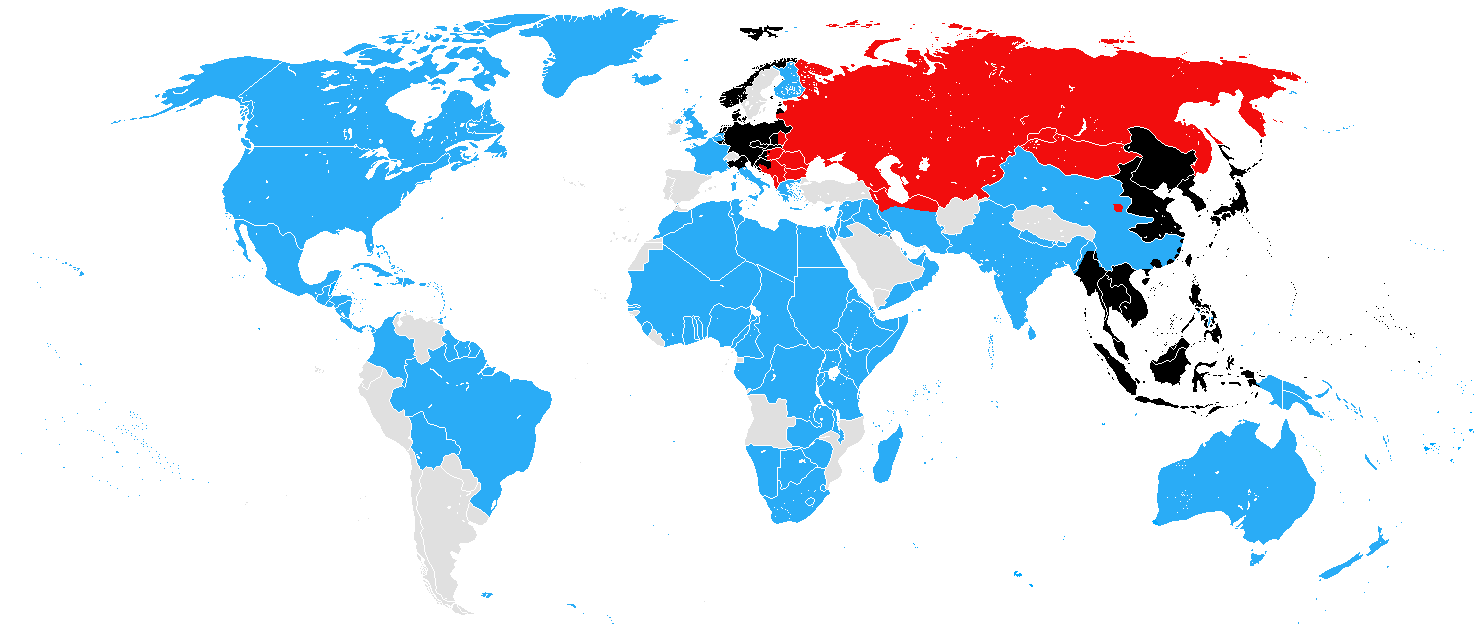
1944년 연합국이 통제하는 영토(파란색과 붉은색)와 추축국이 통제하는 영토(검은색)을 나타낸 지도.

1942년 11월 연합국은 프랑스령 북아프리카를 상륙하여 침공하고 며칠 만에 비시 프랑스의 항복을 얻어냈다. 1943년 1월 카사블랑카 회담에서 연합국은 북아프리카에서 추축국을 몰아낸 다음, 시칠리아를 침공하고 1944년 프랑스에 상륙 작전을 실행하기로 합의했으며, 또한 루스벨트는 독일, 이탈리아, 일본의 무조건적인 항복만을 받아들일 것이라고 선언했다. 1943년 2월 소련군은 스탈린그라드 전투에서 큰 승리를 거두었으며, 서방 연합군은 25만 명이 넘는 독일군과 이탈리아군을 포로로 잡아 북아프리카 전역을 종식시켰다. 그 후 1943년 7월 연합국은 시칠리아를 침공하여 그 다음 달까지 섬 전체를 점령했다. 1943년 9월 연합국은 이탈리아 총리 피에트로 바돌리오와 휴전 협정을 체결했지만 독일군은 무솔리니를 권력에 복귀시켰다. 연합국의 이탈리아 침공은 1943년에 시작되었지만 독일군과 이탈리아군이 연합군의 진격을 방해하면서 이탈리아 전역은 1945년까지 지속되었다.
루스벨트는 프랑스 침공을 지휘할 인물로 북아프리카와 시칠리아에서 다국적 연합군을 성공적으로 이끈 드와이트 D. 아이젠하워 장군을 선택했다. 아이젠하워는 1944년 6월 6일 오버로드 작전을 시작하였으며, 이 작전에서 1만 2천여 대에 달하는 항공기와 사상 최대 규모의 해군 병력의 지원을 받아 연합군은 성공적으로 노르망디에 교두보를 구축한 뒤 프랑스로 진격했다. 루스벨트는 투표로 선출되지 않은 정부를 인정하는 것을 원치 않았지만, 1944년 7월 샤를 드골의 프랑스 공화국 임시정부를 사실상 프랑스 공식 정부로 인정했다. 이후 프랑스 대부분이 해방되고 루스벨트 정부는 1944년 10월 드골 정부를 공식적으로 승인했다. 그 후 연합군은 더 많은 영토를 해방시키고 독일 본토 침공을 시작했으며, 1945년 4월까지 나치의 저항은 서방 연합군과 소련의 진격으로 인해 무력화되었다.
전쟁이 시작된 지 몇 주 만에 일본군은 필리핀과 동남아시아의 영국, 네덜란드령 식민지를 정복했지만, 일본군의 진격은 1942년 6월 미드웨이 해전에서 미국 해군이 승리하면서 끝이 났다. 이후 미군과 오스트레일리아군은 전략폭격기를 일본에 투입하고 궁극적으로 일본 본토를 침공할 수 있도록 하는 섬 건너뛰기와 같은 태평양의 섬들을 통한 도약 상륙이라는 느리고 비용이 많이 드는 전략을 채택했다. 히틀러와는 달리 루스벨트는 이러한 전략을 승인했으며 해군의 전술 작전 회의에는 참석하지 않았다. 루스벨트는 일본을 향한 더 많은 노력을 기울여야 한다는 대중과 의회의 끈질긴 요구에 부분적으로 굴복했지만 항상 독일을 우선 공격해야 한다고 주장했다. 일본 해군이 레이테만 전투에서 많은 전력을 상실한 이후, 1945년 4월까지 연합군은 잃어버렸던 태평양의 영토의 상당 부분을 탈환했다.

#### 전시 상태의 본토 상황
국내 문제는 더 이상 루스벨트의 가장 시급한 정책이 아니었지만, 전쟁 내내 국내는 역동적인 사회적 변화를 격었다. 군사력 증강은 경제성장을 촉진하였는데, 이는 1940년 실업자 770만 명에서 1941년 가을 340만 명, 1942년 가을 150만 명으로 감소한 것을 통해 간접적으로 알 수 있다. 또한 노동력 부족이 심화되면서 아프리카계 미국인, 농부와 농촌 인구가 산업 지역으로 이동하는 제2차 대이동이 가속화되었는데, 이는 남부 출신의 아프리카계 미국인들이 방위 산업 분야의 새로운 일자리를 찾기 위해 캘리포니아를 포함한 서부 해안 주들로 이주했기 때문이다. 증가한 정부 지출에 대한 비용을 지불하기 위해 1941년 루스벨트는 10만 달러를 초과하는 모든 소득에 대해 99.5%의 소득세율을 책정할 것을 제안했으나, 이 제안이 거절당하자 그는 2만 5천 달러 이상의 소득에 대해 100% 소득세율을 부과하는 행정 명령을 내렸고 의회는 이를 해지했다. 1942년 수익법은 최고 세율을 초과 이득세를 포함해 94%로 규정하고 과세 기반을 대폭 늘리며 연방의 원천징수제를 채택했다. 1944년 루스벨트는 기업과 개인 모두의 "불합리한" 모든 이익에 과세하는 법안을 의회에 제출하며 전쟁과 기타 정부 조치에 필요한 100억 달러 이상의 수입에 대한 자신의 주장을 뒷받침해줄 것을 주장했다. 의회는 루스벨트의 거부권을 무시하고 20억 달러의 소규모 수익 법안을 통과시켰다.
1942년 군수품 생산량은 극적으로 증가했지만, 부분적인 인력 부족으로 인해 루스벨트의 계획에는 미치지 못했다. 또한 이러한 계획은 특히 1944년까지 지속된 석탄 채굴과 같은 광업과 철도 산업 분야의 지속적인 파업으로 인해 방해를 받았다. 그럼에도 불구하고, 1941년부터 1945년까지 미국은 트럭 240만 대, 군용 항공기 30만 대, 전차 88400대, 탄약 400억 발에 달하는 양을 생산했으며, 1944년 미국은 독일, 일본, 영국, 소련이 생산한 모든 군용 항공기를 합친 것보다 더 많이 생산했다. 백악관은 노동조합과의 조정, 화해, 중재를 위한 최고의 장소가 되었다. 전시 경제 위원회를 이끄는 월리스 부통령과 재건금융공사를 이끄는 제시 H. 존스 사이에 유별난 경쟁이 진행되었는데, 그것은 두 기관 모두 고무 공급품 인수에 대한 책임을 가졌고 자금 조달을 놓고 논쟁을 분쟁을 벌인 것이었다. 이에 루스벨트는 두 기관을 해산시켜버려 분쟁을 해결했다. 1943년 루스벨트는 후방의 전쟁에 대한 노력을 감독하기 위해 전쟁동원처를 설립하였고, 후에 "대통령의 도우미"라고 알려질 제임스 F. 번즈를 이 기관을 이끌 인물로 선택했다.
루스벨트의 1944년 국정연설에서는 미국인들이 기본적인 경제적 권리를 두 번째 권리 장전을 통해 생각해야 한다고 주장했으며, 그는 모든 미국인들이 "적절한 의료", "좋은 교육", "괜찮은 집", "유용하고 충분한 보수를 가진 직업"에 대한 권리를 가져야 한다고 말했다. 세 번째 임기에서 그의 가장 야심찬 국내 제안은 퇴역군인들을 위한 대규모 혜택 프로그램을 만든 G.I. 빌 법안이었다. 혜택에는 고등교육, 의료, 실업 보험, 직업 상담, 주택과 기업 구입을 위한 저가 대출이 있었으며, G.I. 빌 법안은 상하원에서 만장일치로 통과되었으며 1944년 6월 법률적으로 서명되었다. 제2차 세계 대전에 참전한 1500만 명의 미군들 중에서 절반 이상이 G.I. 빌 법안으로 제공되는 교육 기회의 혜택을 받았다.

#### 건강 악화
성인이 된 이후 연쇄흡연의 습관을 갖고 있었던 루스벨트는 적어도 1940년부터 건강이 눈에 띄게 악화되었다. 62세 생일 직후인 1944년 3월, 베다스다 해군 병원에서 검사를 받은 루스벨트는, 협심증과 심부전으로 인한 고혈압, 죽상경화증, 관상동맥질환 등의 질병을 갖고 있는 것으로 진단받았다.
병원 의사와 두 명의 외부 전문가는 루스벨트에게 휴식을 취하라고 강조했다. 그의 주치의인 로스 T. 맥킨타이어는 업무상 손님의 점심 식사를 금지하고 매일 2시간의 휴식을 포함하는 일일 일정을 만들었다. 1944년 선거운동 동안 맥킨타이어는 루스벨트의 건강이 좋지 않다는 사실을 여러 번 부인하면서 "대통령의 건강은 완벽합니다. 신체적인 여러움은 전혀 없습니다"라고 말했다. 루스벨트는 자신의 건강이 악화되어 결국 대통령직을 유지하는 것이 어려워질 수 있음을 깨닫고 1945년 친구에게 전쟁이 끝난 이후 대통령직에서 사임할 수도 있다고 말했다.

#### 1944년 대통령 선거

1944년 대통령 선거 결과.

일부 민주당원들은 1940년 루스벨트의 지명부터 반대했지만, 그는 1944년 민주당 전당대회에서 재지명을 확보하는 데에 거의 어려움을 겪지 않았다. 루스벨트는 전당대회 전에 자신이 또다시 재임을 원하고 있음을 분명히 밝혔고 대회에서 유일한 다른 후보였던 해리 F. 버드에게 소수의 남부 민주당원들이 투표했지만 루스벨트는 다수의 대의원을 확보했다. 그러나 당 지도부는 루스벨트를 설득하여 월리스를 부통령 후보에서 제외시켰고, 그가 선거에 책임이 있고 루스벨트가 사망할 경우 잠재적인 후계자가 될 수 없다고 믿었다. 루스벨트는 제임스 F. 번즈를 월리스의 후임자로 선호했지만, 결과적으로 그는 군수품 생산의 비효율성에 대한 조사를 통해 명성을 얻고 민주당 내 다양한 세력에서 인정받은 미주리주 상원의원 해리 S. 트루먼을 지원하기로 결정했다. 대회의 두 번째 절차인 부통령 투표에서 트루먼은 월리스로부터 승리하고 후보로 지명되었다.
공화당에서는 당시 당 내에서 진보주의자로 명성이 높았던 뉴욕 주지사 토머스 E. 듀이를 대통령 후보로 지명했다. 루스벨트 행정부의 국내 부패와 비효율성을 비난하면서 듀이는 루스벨트의 연령 문제를 제기했다. 그는 내각에 "피곤한 노인" 대통령이 있다고 공격했으며, 대통령의 활력 부족이 효과적이지 못한 경제 회복을 가져왔다는 점을 비판했다. 대부분의 시민들이 보았던 그의 체중 감소와 수척한 외모를 통해 알 수 있듯이 루스벨트는 1944년 건강이 좋지 못했다. 그러나 1944년 9월 말에 본격적으로 선거운동에 돌입하자 루스벨트는 대부분의 우려와 달리 공화당의 공격을 피할 수 있을 만큼의 충분한 열정을 보여주었으며, 전쟁이 여전히 진행되는 가운데 "중간에 말을 바꾸지 말아달라"고 촉구했다. 전쟁으로 인해 급속도로 성장한 노동조합은 루스벨트를 전폭적으로 지지했다. 이에 힘입어 루스벨트와 트루먼은 1944년 선거에서 일반 득표율 53.4%, 선거인단 531표 중 432표를 차지하여 듀이와 그의 러닝메이트 존 W. 브릭커를 물리치고 승리했다. 루스벨트는 강력한 국제 연합을 지지하는 캠페인을 벌였기 때문에 그의 승리는 미국이 미래에 고립주의에서 벗어나 국제 사회에 참여하는 것을 미국 시민들이 지원한다는 것을 의미했다.

#### 마지막 한 달과 죽음
루스벨트가 얄타 회담을 마치고 미국으로 돌아왔을 때 많은 사람들은 그가 얼마나 늙고 마르며 연약해 보이는지 보고 충격을 받았다. 그는 신체적 무능력으로 인해 집의 우물에 앉아 연설했다. 1945년 3월 그는 스탈린에게 폴란드, 독일, 전쟁 포로 등의 여러 문제에서 얄타의 약속을 위반했다고 비난하는 강력한 메시지를 보냈다. 서방 연합국이 소련의 등 뒤에서 히틀러와 별도의 평화를 계획하고 있다고 스탈린이 비난하자 루스벨트는 "나는 당신의 정보원이 누구이든간에 내 행동이나 내가 신뢰하는 부하들의 행동에 대한 그토록 잘못된 허위 진술을 한 것에 심한 원망을 피할 수 없다"고 대답했다. 1945년 3월 29일, 루스벨트는 국제 연합 국제기구 회의에 참석하기 전 휴식을 취하기 위해 조지아주 웜 스프링스에 갔다.
1945년 4월 12일 오후 조지아주 웜 스프링스에서 엘리자베스 쇼마토프의 자신에 대한 초상화를 감상하던 루스벨트는, 갑작스럽게 머리에 통증을 느꼈다. 그 후 그는 의식을 잃은 채로 의자에 주저앉아 침실로 옮겨졌다. 대통령 담당 심장 전문의인 하워드 브루엔은 루스벨트에게 뇌출혈을 진단했다. 결국 1945년 4월 12일 오후 3시 35분, 루스벨트는 63세의 나이로 사망했다.
다음날 아침, 루스벨트의 시신은 깃발이 덮은 관에 담겨 워싱턴 D. C.로 돌아가는 대통령 열차에 실렸다. 수천 명이 경의를 표하기 위해 그 길로 몰려들었다. 4월 14일 백악관에서 장례식이 끝난 이후 루스벨트는 워싱턴에서 기차를 통해 그의 출생지인 하이드파크로 이송되었다. 4월 15일 그는 자신의 생애 남겼던 말에 따라 스프링우드의 장미 정원에 묻혔다.
루스벨트의 신체 건강 악화는 대중에게 비밀로 유지되었으며, 그의 죽음이 알려진 이후 전 세계는 충격과 슬픔을 받았다. 독일은 그의 죽음 애도 기간 30일 동안 항복했지만, 루스벨트의 뒤를 이어 대통령이 된 해리 S. 트루먼은 깃발을 조기 게양하도록 명령했으며, 유럽 전승 기념일과 행사들을 루스벨트를 기념하는 데에 바쳤다. 이후 제2차 세계 대전은 9월 일본의 항복 서명으로 끝났다.

## 민권, 추방, 억류, 그리고 유대인

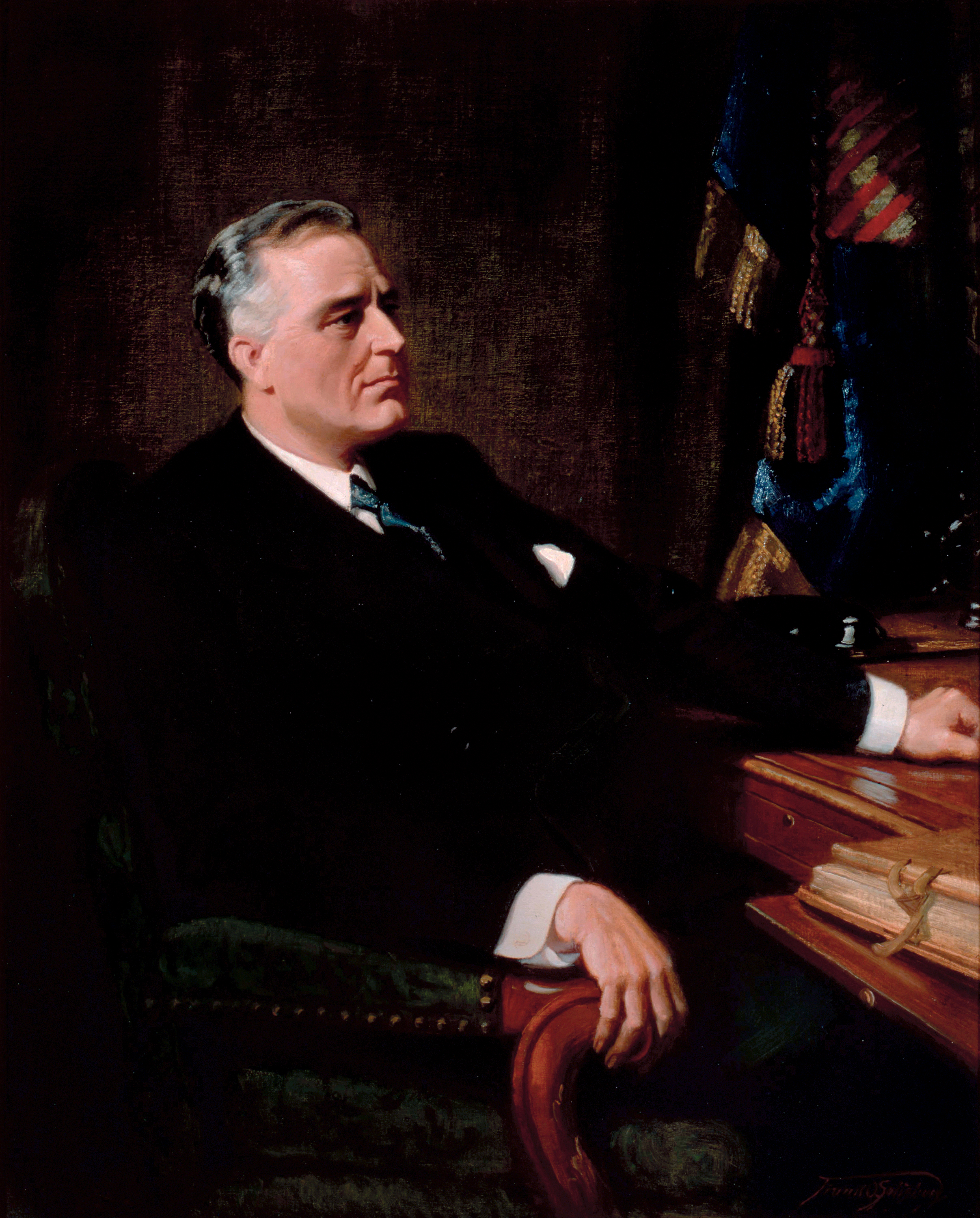
프랭크 O. 솔즈베리가 그린 루스벨트의 공식 초상화.

루스벨트는 많은 아프리카계 미국인, 가톨릭교도, 유대인들로부터 영웅으로 여겨졌으며, 이러한 유권자들의 대다수를 자신의 뉴딜 연합으로 끌어들이는 데 성공했다. 그의 첫 임기부터 1939년까지 그는 전임 대통령 허버트 후버의 멕시코인 추방 정책을 지속했으며, 오늘날 학자들은 이러한 추방이 멕시코계 미국인에 대한 인종 청소의 한 형태라고 말한다. 그러나 이후 그는 이러한 연방 차원의 추방을 종료시켰으며, 1934년 이후 추방은 50% 감소했다. 그러나 루스벨트는 주 차원에서의 추방은 억제하려고 시도하지 않았으며, 멕시코계 미국인들은 뉴딜 혜택에서 제외된 유일한 계층이었다. 그가 멕시코계 미국인들에게서 적법절차원칙을 앗아간 것은 제2차 세계 대전 도중 일본계 미국인들을 억류시킨 명령과 함께 자주 언급된다. 루스벨트는 전쟁 중 중국계와 필리핀계 미국인들의 열렬한 지지를 받았지만, 일본계 미국인들에게는 그렇지 못했다. 아프리카계 미국인과 미국 원주민들은 각각 두 가지 뉴딜 구호 프로그램인 민간 보존단과 인디언 재조직법에서 좋은 영향을 받았으며, 하바드 시트코프는 공공사업진흥국이 "1930년대 흑인 공동체에 경제적 기반을 제공했으며, 주요 수입원으로서 농업, 가사 서비스와 경쟁할 수 있었다"고 적었다.

### 린치와 민권
워런 G. 하딩이나 캘빈 쿨리지 대통령과 달리, 루스벨트는 전미 유색인 지위 향상 협회(NAACP)가 추진하던 연방 차원의 린치 방지 법안에 찬성하는 것까지는 나아가지 않았다. 그는 그러한 법안이 통과될 가능성이 낮으며 린치 방지 법안에 대한 그의 찬성이 남부 민주당 의원들을 소외시킬 것이라고 주장했지만, 1940년에는 그의 보수적인 텍사스 부통령인 가너조차도 린치를 방지하는 연방 차원의 조치를 지지했다.
루스벨트는 자신의 내각 비서나 차관보로 아프리카계 미국인을 단 한 명도 임명하거나 지명하지 않았다. 그러나 약 100명의 아프리카계 미국인이 비공식적으로 만나 아프리카계 미국인과 관련된 문제에 대해 의견을 듣고 행정부에 전달했는데, 이러한 행동은 종종 "검은 내각"이라는 이름으로 묘사되기도 하지만 루스벨트는 이를 인정하지 않았고 "임명"조차 하지 않았다.
영부인 엘리너 루스벨트는 남부에서 백인이 아닌 근로자의 임금을 인상하는 데 큰 영향을 준 공정노동기준법을 지지하는 것을 포함하여 아프리카계 미국인 지역 사회를 돕기 위해 노력했다. 1941년 루스벨트는 행정명령 8802호를 통해 방산업계 고용 시 인종과 종교에 따른 차별을 금지하는 공정고용관례위원회(FEPC)를 설립하였다. 이것은 고용 차별을 반대하는 최초의 연방 차원의 프로그램이었으며 백인이 아닌 근로자들에게 새로운 고용 기회를 제공하는 데에 큰 역할을 했다. 이러한 노력들을 통해 제2차 세계 대전 당시 제조업에 종사하는 아프리카계 미국인 노동자의 비율이 크게 증가했다. 루스벨트의 정책을 지지하는 아프리카계 미국인들은 1930년대와 1940년대에 공화당의 지지를 점점 더 철회하고, 북부 여러 주에서 중요한 민주당 투표 계층이 되었다.

### 일본계 미국인
진주만 공격은 일본계 미국인들에 의한 본토 피해의 가능성에 대한 대중의 우려를 불러일으켰고, 이러한 우려는 일본 이민자들에 대한 오랜 인종차별과 진주만 공격이 일본 간첩들의 도움을 받았다고 결론을 내린 로버츠 위원회의 보고서 이후 더 증가했다. 1942년 2월 19일 루스벨트는 행정명령 9066호에 서명하여 대부분이 태평양 연안에 거주하던 11만 명에 달하는 일본계 미국인들을 강제로 이주시켰다. 일본계 미국인들은 그들의 재산과 사업을 포기해야 했고 내륙의 열약한 지역에 급히 지어진 수용소에 억류되었다.
루스벨트는 억류에 관한 결정을 헨리 L. 스팀슨 전쟁부 장관에게 위임했고, 스팀슨은 전쟁부 차관 존 J. 매클로이의 판단에 의존했다. 1944년 연방대법원은 코레마츠 대 미국 사건에서 행정명령의 합헌성을 인정했다. 일본계 미국인들보다는 훨씬 적은 수의 독일계, 이탈리아계 미국인들이 체포되거나 수용소에 억류되었다. 다만 이들은 인종적 조상만을 이유로 체포되지는 않았다.

### 유대인
역사가들 사이에서는 유대인과 홀로코스트에 대한 루스벨트의 태도에 논란이 있다. 아서 M. 슐레진저 주니어는 그가 유대인들을 돕기 위해 "그가 할 수 있는 일을 했다"라고 주장했지만, 데이비드 와이먼은 유대인 난민들과 그들의 구조에 대한 루스벨트의 대응이 "매우 형편없으며" 그의 대통령 임기 중 최악의 실수 중 하나라고 비판했다. 1923년에 하버드 대학교 이사회의 일원으로서 루스벨트는 하버드에 유대인 학생이 너무 많다고 판단하고 입학하는 유대인의 수를 제한하는 할당량 제도를 통과시키는 것을 도왔다. 1938년 수정의 밤 사건 이후 루스벨트는 독일 주재 대사를 본국으로 송환했으며 이민 할달량을 완화하지는 않았지만 비자로 미국에 머물고 있는 독일계 유대인들이 무기한 체류할 수 있도록 허용했다. 라파엘 메도프는 루스벨트가 국무부에 이민 할당량을 법적 한도까지 채우라고 지시하여 19만 명예 달하는 유대인들을 구할 수 있었지만, 그가 할당량의 25% 미만을 채우는 금지된 요구 사항을 근거로 유대인 난민을 낙담시키고 자격을 박탈했다고 주장했다.
1942년 1월까지 히틀러는 유대인들의 말살이라는 최종 해결책을 실행하기로 결정했고, 그 다음 날 미국의 고위 내각 구성원들은 나치의 말살 규모를 알게 되었다. 국무부의 반대에도 불구하고 루스벨트는 다른 연합국 지도자들을 설득하여 현재 진행 중인 홀로코스트를 비난하고 가해자들을 전범으로 재판할 것을 경고하는 국제 연합 공동 선언문을 발표했다. 1943년에 루스벨트는 미국 정부 관리들에게 "독일인들이 독일의 유대인들에 대해 제기한 구체적이고 이해 가능한 불만을 없애기 위해" 다양한 직업에서 유대인들에 대한 제한이 있어야 한다고 말했다. 같은 해, 루스벨트는 홀로코스트의 목격자였던 폴란드 국내군의 얀 카르스키와 개인적인 브리핑을 들었고, 카르스키는 여기서 180만 명의 유대인들이 이미 살해되었다면서 조치를 취할 것을 요구했다. 나중에 카르스키는 루스벨트에 대해 "유대인에 대해 단 한 번도 질문하지 않았다"라고 회상했다. 1944년 1월, 루스벨트는 유대인과 추축국의 잔학 행위의 희생자들을 돕기 위해 전쟁난민위원회를 설립하였고, 그는 무엇보다 박해받는 유럽인들을 돕는 가장 좋은 방법은 가능한 한 빨리 전쟁을 끝내는 것이라고 믿었다. 최고 군 지도자들과 전쟁부 지도자들은 학살 수용소나 수용소로 이어지는 철로를 폭파하려는 모든 계획을 거부했는데, 이는 연합국의 진격을 늦출 수 있었기 때문이었다. 루스벨트의 전기 작가 진 에드워드 스미스는 루스벨트에게 그러한 계획을 제안한 사람이 있었다는 증거는 없다고 말했다.

## 유산

### 역사적 평가

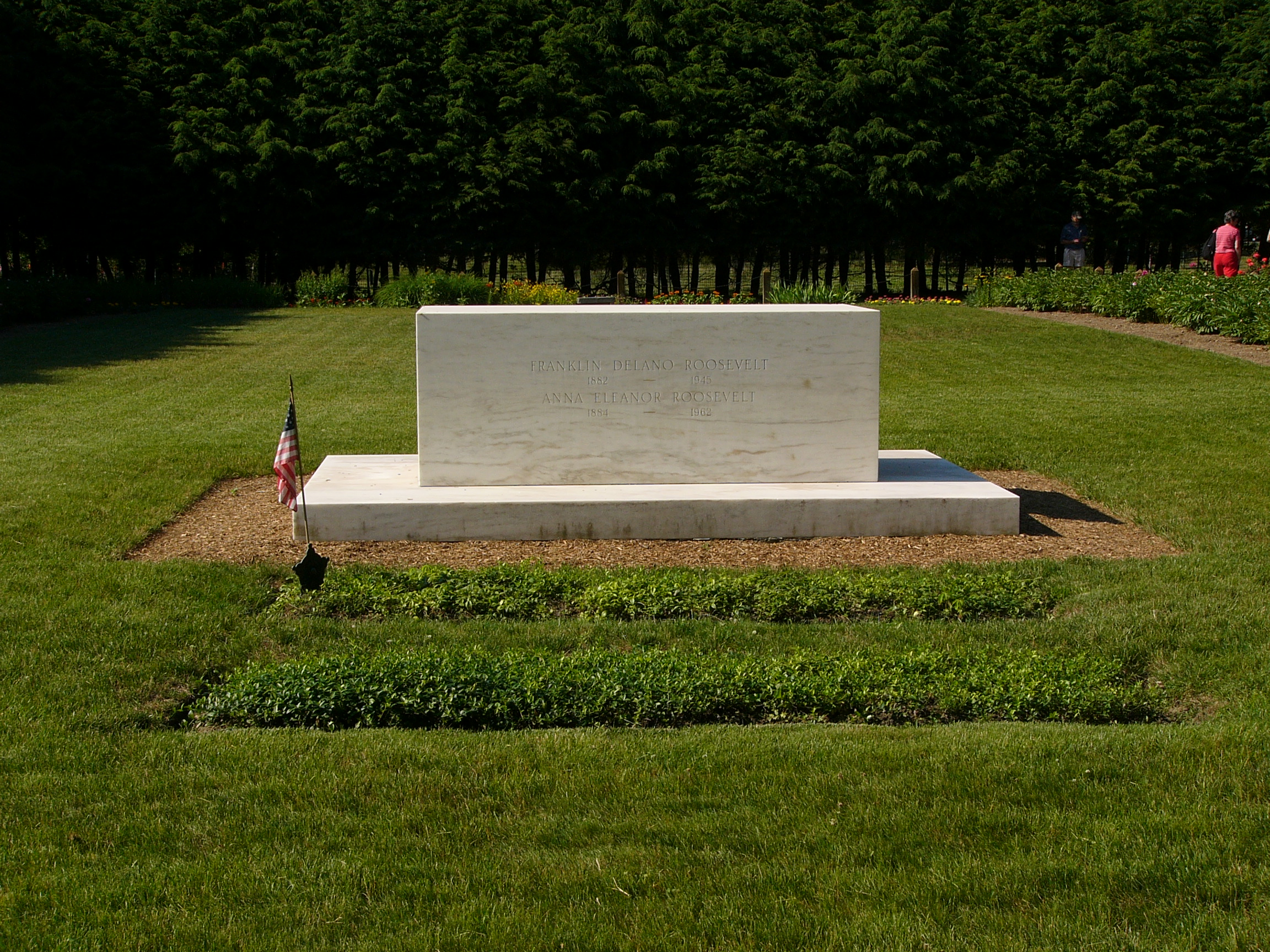
하이드파크에 위치한 프랭클린 루스벨트의 묘비.

루스벨트는 미국 역사상 가장 중요한 인물 중 한 명으로 널리 알려져 있으며, 20세기의 가장 영향력 있는 인물 중 한 명이었다. 역사가들과 정치학자들은 비록 순서는 다를 수 있어도 미국의 가장 위대한 대통령 3명으로 조지 워싱턴, 에이브러햄 링컨, 그리고 프랭클린 루스벨트를 일관적으로 꼽는다. 전기작가 진 에드워드 스미스는 2007년 "대공황과 제2차 세계 대전을 통해 미국을 번영의 미래로 이끌었던" 루스벨트의 재임 기간에 대해 "그는 국가를 무릎에서부터 일으키기 위해 휠체어에서 몸을 일으켰다"고 말했다.
미국의 가장 긴 불황 속에서 구호가 필요한 노동계급과 실업자들에 대한 그의 노력은 그를 생산직 노동자, 노동조합, 소수민족들의 열렬한 찬성을 받도록 만들었다. 루스벨트의 대통령 재임 기간 동안 발생한 정부 프로그램의 급속한 확장은 미국 정부의 역할을 재정의했으며, 정부 사회 프로그램에 대한 그의 옹호는 다음 세대를 위한 자유주의를 재정의하는 데 중요한 역할을 맡았다. 루스벨트는 제2차 세계 대전 후를 계획하고 자금을 조달하는 역할을 맡아 세계 무대에서 미국의 리더십을 확고히 만들었으며, 그에 대한 고립주의자들에 비판은 사라졌고 심지어는 공화당도 그의 정책의 전반적인 내용에는 동의했다. 또한 그는 의회의 영향력을 줄이고 대통령의 권한을 영구적으로 확대했다.
하버드, 케임브리지 대학 등에서 교수직을 역임한 역사학자 조슈아 자이츠는 루스벨트의 두 번째 권리장전이 "40년 간의 민주당 정책의 기초"라고 비유했다. 루스벨트의 죽음 이후에도 엘리너 루스벨트는 국제 연합을 창설한 회의의 대표로 활동하고 시민권과 자유주의 전반을 옹호하면서 미국과 세계 정치에서 계속 영향력 있는 존재로 활동했다. 트루먼, 존 케네디, 린든 존슨과 같은 후임 대통령들의 임기에 뉴딜 지지자들의 영향력은 매우 광범위했다. 현재 노스캐롤라이나 대학교 채플힐의 역사학과 명예교수인 윌리엄 록텐버그는 1960년 "케네디는 자신을 뉴딜을 지지하는 자유주의자라고 밝히려는 경향이 눈에 띄게 부족했다"라고 말하며 "케네디는 결코 루스벨트의 전통을 완전히 받아들인 적이 없으며 때때로 고의적으로 그 전통을 따르지 않았다"고 덧붙였다. 이와는 대조적으로 린든 존슨은 열정적인 뉴딜 정책 지지자였으며 루스벨트를 가장 좋아했고, 루스벨트의 재임기를 모델로 삼았다.
그러나 그의 대통령 임기 동안과 그 이후에도 루스벨트에 대한 많은 비판이 있었고, 그 중 일부는 극심했다. 그를 비판하는 사람들은 대공황과 제2차 세계 대전에 대한 그의 대응으로 인해 발생한 그의 정책, 입장, 권력 강화뿐만 아니라 그가 3선에 출마하여 2선의 전통을 깨는 것에 대해서도 의문을 제기하며, 보수주의자들은 루스벨트 정권이 소련과의 관계에 '순진해서' 동유럽과 아시아의 공산화를 막지 못했다고 비판하기도 한다. 루스벨트가 사망하고 몇십 년 뒤, 그에 대한 비판은 유대인 지원, 서부의 일본계 미국인 억류, 사형 방지법에 관한 루스벨트의 정책들을 향했다.
루스벨트는 경제 정책, 특히 복지국가의 역할 확대와 경제 규제로 인해 개인주의에서 집단주의로 기조가 전환된 것에 대해 보수주의자들의 비판을 받았다. 이러한 비판은 그가 죽은 후에도 수십 년 동안 지속되었으며, 이것을 재검토하게 된 한 가지 요인은 1980년 뉴딜 정책에 반대했던 로널드 레이건의 당선이었다.

### 기념
뉴욕 하이드파크에 위치한 루스벨트의 집은 현재 국립사적지로 지정되었으며 대통령 도서관과 함께 위치해 있다. 워싱턴 D. C.에는 루스벨트를 기념하는 2개가 있다. 첫 번째는 3헥타르 규모의 루스벨트 기념관은 조수 분지의 제퍼슨 기념관의 옆에 위치해 있으며, 이보다 조금 작은 기념관은 루스벨트 자신이 설립한 국립 문서 보관소 건물 앞에 대리석으로 1965년 세워졌다. 다임스의 행진에서 보여준 루스벨트의 지도력은 그가 동전과 우표를 통해 기념되는 이유를 설명한다. 루스벨트가 사망한지 17일 후인 1945년 4월 29일, USS 프랭클린 D. 루스벨트 항공모함이 건조되어 1945년부터 1977년까지 복무했다. 런던의 웨스트민스터 사원에는 1948년 애틀리와 처칠이 공개한 루스벨트 기념 석판이 있으며, 웰페어섬은 1973년 9월 "루스벨트섬"이라는 이름으로 명칭이 변경되었다.

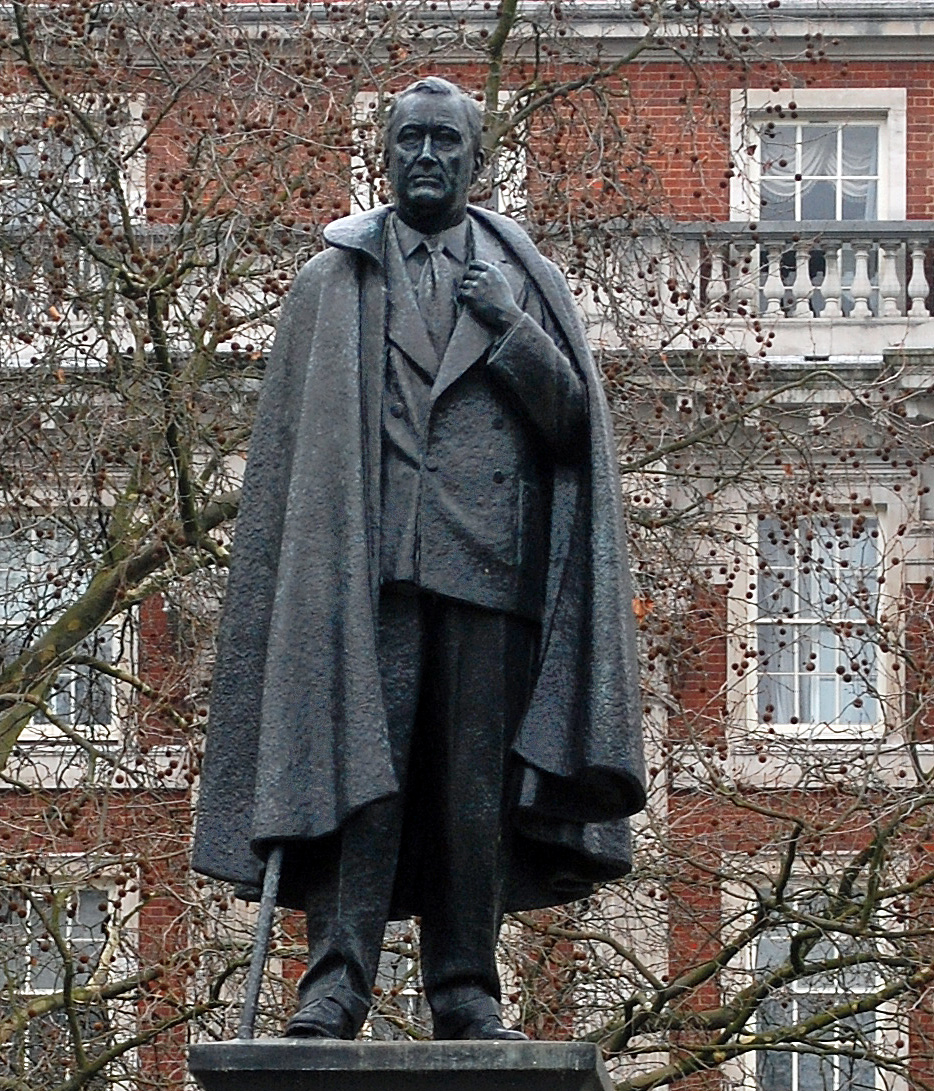
1948년 런던 그로브스너 광장에 있는 루스벨트의 동상.
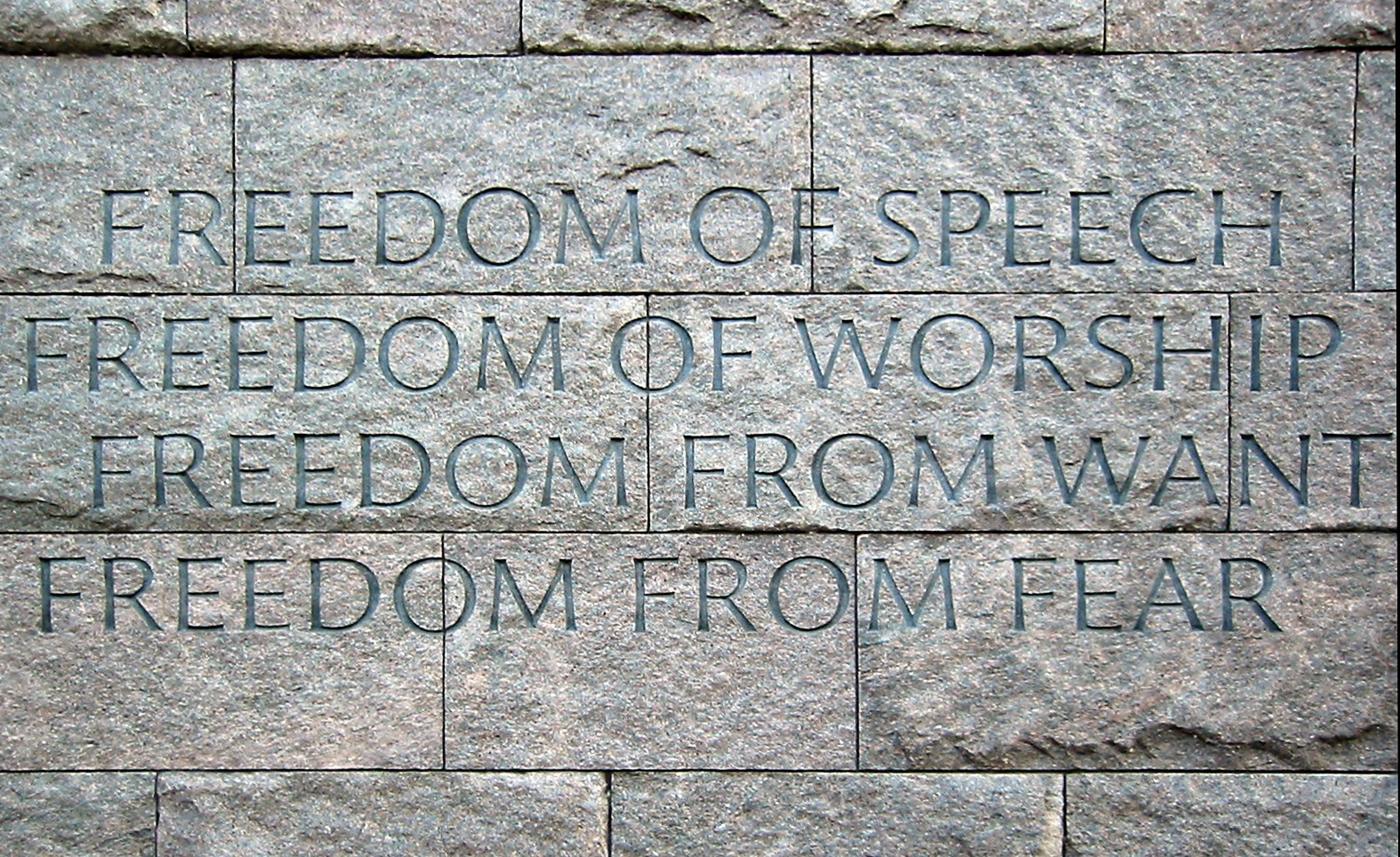
1997년 워싱턴 D. C.에서 헌정된 프랭클린 델러노 루스벨트 기념관에 있는 "네 가지 자유"의 조각.
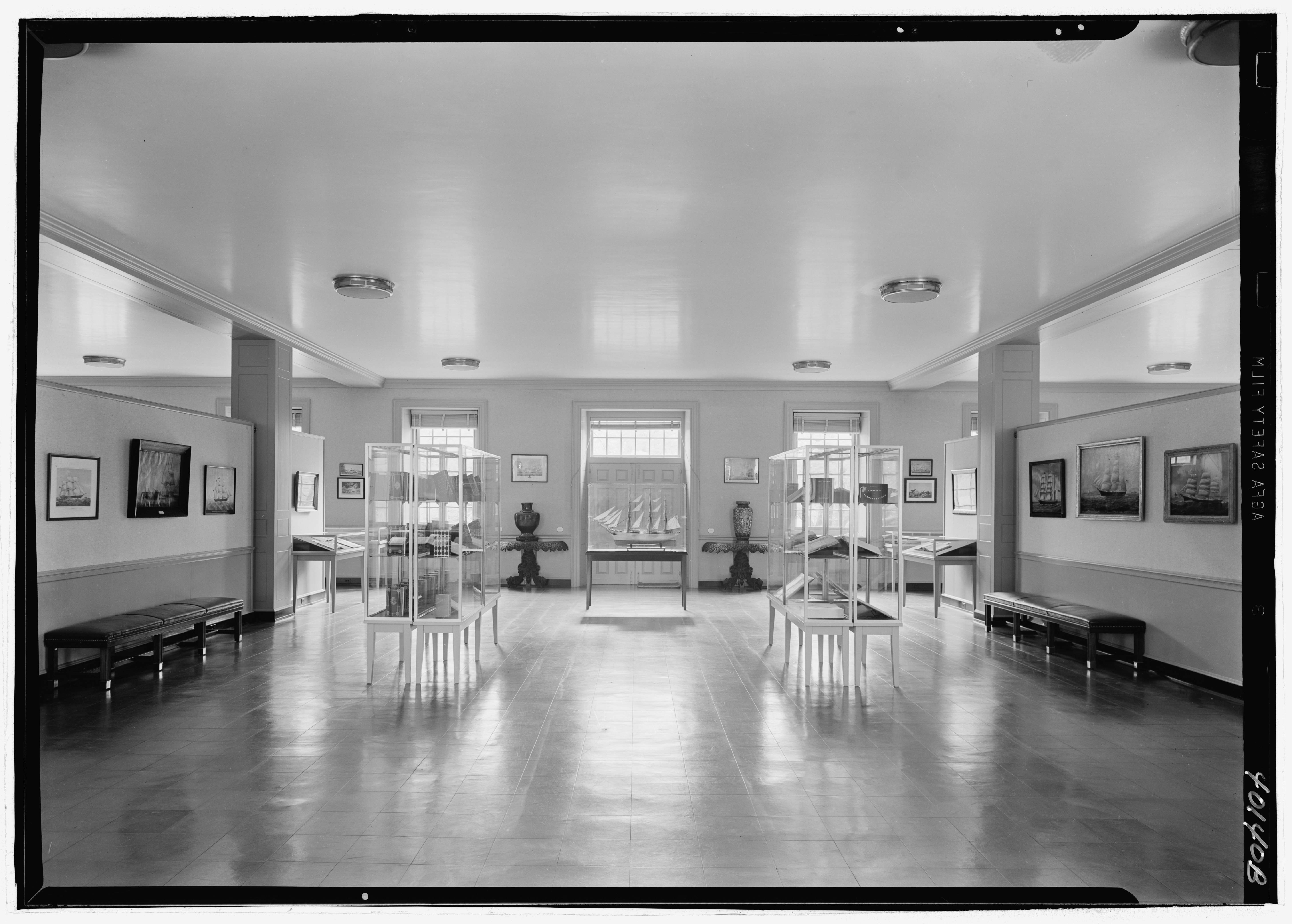
1941년 당시 프랭클린 D. 루스벨트 대통령 도서관 및 박물관 내부의 모습.

### 내용주
1. ↑  영어 발음: /ˈfɹæŋklɪn ˈdɛlənoʊ ˈroʊzəvɛlt, -vəlt/[1],[2]
2. ↑  2008년 컬럼비아 대학교는 사후 법학 박사 학위를 수여했다.[27]
3. ↑  1913년 미국 수정 헌법 제17조가 비준되기 이전에는 주의회가 미국 상원의원을 선출했다.
4. ↑  당시까지도 남부의 흑인들은 선거권을 얻지 못하고 있었다.
5. ↑  루스벨트는 3월 4일에 대통령에 취임한 마지막 대통령이 되었다. 루스벨트 이후의 대통령들은 미국 수정 헌법 제20조에 따라 취임식이 1월 20일로 변경되었다.
6. ↑  이 금액은 2023년 인플레이션을 고려하여 776억 7천만 달러에 달하는 금액이다.
7. ↑  루스벨트의 전기 작가 진 에드워드 스미스는 "대의원 3분의 2의 표를 얻어야 한다는 규칙의 폐지의 중요성은... 과장하기 어렵다. 민주당에서 남부의 영향력이 줄어들었을 뿐만 아니라 폐지가 진행되지 않았다면 FDR이 1940년에 재지명될 수 있었는지 의문의 여지가 있다."고 말했다.[179]
8. ↑  이 기록은 1964년에 린든 B. 존슨과 휴버트 험프리가 61.1%를 차지하며 신기록을 세웠다.
9. ↑  당시까지 루스벨트가 임명하지 않은 대법관은 할런 F. 스톤과 오웬 로버츠였음에도 불구하고, 루스벨트는 할런 F. 스톤을 1941년에 대법원장으로 임명했다.
10. ↑  그러나 FBI는 그와 관련된 어떤 범죄 음모도 발견하지 못했다.
11. ↑  당시의 50억 달러는 2023년 1059억 7천만 달러에 해당하는 금액이다.
12. ↑  이 표는 2명의 경제학자가 계산한 추정 실업률을 나타낸다. 마이클 다비의 추정치는 직업 구제 프로그램에 참여하는 개인들을 취업자로 계산한 반면, 스탠리 르버곳의 추정치는 같은 개인들을 실업자로 계산했다.[204]
13. ↑  이후 1951년이 되서야 미국 수정 헌법 제22조를 통해 한 개인이 2번 이상 대통령으로 재임하는 것을 금지했다.
14. ↑  2023년의 22억 달러에 해당한다.
15. ↑  코델 헐과 정부 구성원들은 일본의 중국 정복을 인정하지 않았고 만일 미국이 일본에 동의한다면 소련이 양면 정면에 시달릴 것을 두려워했다.[256]
16. ↑  또한 미국은 추축국에 가입한 불가리아, 헝가리, 루마니아에도 전쟁을 선포할 예정이었다.
17. ↑  독일은 1942년에 핵무기 연구를 중단하고 다른 계획들을 진행하는 데에 집중하기로 결정했으며, 일본은 1943년 자체 프로그램을 포기했다.[273]
18. ↑  이 자료에서는 공공사업진흥국에 근로하는 사람들을 실업자로 분류하였다.[295]

### 참조주
1. ↑  World War Two (2024년 4월 13일). “The Death of Franklin Roosevelt - WW2 Documentary Special”. 《유튜브》 (영어). 2024년 7월 5일에 확인함.
2. ↑  “Roosevelt”. 《The American Heritage Dictionary of the English Language》 5판. HarperCollins.
3. 1 2  Burns 1956, 7쪽.
4. ↑  Dallek 2017, 18쪽.
5. 1 2  Dallek 2017, 19쪽.
6. 1 2  Smith 2007, 5–6쪽.
7. ↑  Leuchtenburg 2015, 16쪽.
8. ↑  Lash 1971, 111쪽.
9. ↑  Burns 1956, 4쪽.
10. ↑  Smith 2007, 110쪽.
11. ↑  Black 2005, 21쪽.
12. ↑  Smith 2007, 20–25쪽.
13. ↑  “FDR Biography-The Early Years”. Roosevely Library and Museum. 2022년 1월 25일에 확인함.
14. 1 2 3 4  Leuchtenburg, William E. (2016년 9월 26일). “FDR: Life Before the Presidency”. Univ. of Virginia Miller Center of Public Affairs. 2022년 1월 25일에 확인함.
15. ↑  Burns 1956, 16쪽.
16. ↑  Gunther 1950, 174쪽.
17. ↑  “Family of Wealth Gave Advantages”. 《The New York Times》. 1945년 4월 15일. 2012년 12월 20일에 확인함.
18. ↑  Gunther 1950, 176쪽.
19. ↑  “Almanac: The 1st cheerleader”. CBS News. 2014년 11월 2일. 2019년 12월 1일에 확인함.
20. ↑  Gunther 1950, 175쪽.
21. ↑  Burns 1956, 18, 20쪽.
22. ↑  Dallek 2017, 28–29쪽.
23. ↑  Burns 1956, 24쪽.
24. ↑  “FDR Biography”. Franklin D. Roosevelt Presidential Library and Museum.
25. ↑  Leuchtenburg, William E. (2016년 10월 4일). “Franklin D. Roosevelt: Life Before the Presidency”. Miller Center of Public Affairs.
26. ↑  Burns 1956, 28쪽.
27. ↑  “Presidents Roosevelt Honored With Posthumous Columbia Degrees”. 《New York Sun》. 2008년 9월 26일. 2018년 4월 6일에 원본 문서에서 보존된 문서. 2018년 4월 6일에 확인함.
28. ↑  Dallek 2017, 38–39쪽.
29. ↑  Rowley 2010, 3–6쪽.
30. ↑  Burns 1956, 26쪽.
31. ↑  Dallek 2017, 35–36쪽.
32. ↑  Smith 2007, 54–55쪽.
33. ↑  Burns 1956, 77–79쪽.
34. ↑  Smith 2007, 57–58쪽.
35. ↑  Abate, Frank R. (1999). 《The Oxford Desk Dictionary of People and Places》. Oxford University Press. 329쪽. ISBN 978-0-19-513872-6.
36. ↑  Smith 2007, 153쪽.
37. ↑  Winkler 2006, 28, 38, 48–49쪽.
38. ↑  Winkler 2006, 202–03쪽.
39. ↑  Gunther 1950, 195쪽.
40. ↑  McGrath, Charles (2008년 4월 20일). “No End of the Affair”. 《The New York Times》.
41. ↑  “Lucy Page Mercer Rutherfurd”. Eleanor Roosevelt Papers. 2010년 3월 4일에 원본 문서에서 보존된 문서. 2010년 2월 7일에 확인함.
42. ↑  Tully 2005, 340쪽.
43. ↑  Goodwin 1995, 153쪽.
44. ↑  Rowley 2010, 254쪽.
45. 1 2  Smith 2007, 58–60쪽.
46. 1 2  Dallek 2017, 41쪽.
47. ↑  Smith 2007, 60–62쪽.
48. ↑  Smith 2007, 60–64쪽.
49. ↑  Smith 2007, 65쪽.
50. ↑  Smith 2007, 65–66쪽.
51. ↑  Gunther 1950, 202–03쪽.
52. 1 2  Burns 1956, 34쪽.
53. ↑  Brands 2009, 57–60쪽.
54. ↑  Gunther 1950, 205–06쪽.
55. ↑  Burns 1956, 49쪽.
56. ↑  Black 2005, 62–63쪽.
57. ↑  Burns 1956, 44–46쪽.
58. ↑  Burns 1956, 43쪽.
59. ↑  Smith 2007, 97–101쪽.
60. ↑  Burns 1956, 51쪽.
61. ↑  J. Simon Rofe, 《'Under the Influence of Mahan': Theodore and Franklin Roosevelt and their Understanding of American National Interest》. Diplomacy & Statecraft 19.4 (2008): 732–745쪽.
62. ↑  Smith 2007, 102–06쪽.
63. ↑  Smith 2007, 113–14쪽.
64. ↑  Gunther 1950, 212쪽.
65. ↑  Burns 1956, 52쪽.
66. ↑  Smith 2007, 122–23쪽.
67. ↑  Burns 1956, 56쪽.
68. ↑  Burns 1956, 57, 60쪽.
69. ↑  Smith 2007, 125쪽.
70. ↑  Smith 2007, 125–26쪽.
71. ↑  Dallek 2017, 59–61쪽.
72. ↑  Smith 2007, 130–32쪽.
73. ↑  Dallek 2017, 62–63쪽.
74. ↑  Dallek 2017, 65–66쪽.
75. ↑  Smith 2007, 139–40쪽.
76. ↑  Dallek 2017, 67–68쪽.
77. ↑  Goldman & Goldman 2017, 15쪽.
78. ↑  Smith 2007, 171–72쪽.
79. ↑  Underwood 1991, 11쪽.
80. ↑  Smith 2007, 176–77쪽.
81. ↑  Smith 2007, 177–81쪽.
82. ↑  Burns 1956, 73쪽.
83. ↑  Gunther 1950, 215–16쪽.
84. ↑  Smith 2007, 181쪽.
85. ↑  Smith 2007, 181–82쪽.
86. ↑  Smith 2007, 175–76쪽.
87. ↑  Burns 1956, 74쪽.
88. ↑  Smith 2007, 182–83쪽.
89. 1 2  Smith 2007, 184–85쪽.
90. ↑  Goldman AS, Schmalstieg EJ, Freeman DH, Goldman DA, Schmalstieg FC (2003). “What was the cause of Franklin Delano Roosevelt's paralytic illness?” (PDF). 《Journal of Medical Biography》 11 (4): 232–40. doi:10.1177/096777200301100412. ISSN 0967-7720. PMID 14562158. S2CID 39957366. 2012년 11월 30일에 원본 문서 (PDF)에서 보존된 문서. 2017년 7월 4일에 확인함.
91. ↑  Alter 2006, 355쪽.
92. ↑  Lomazow, Steven; Fettmann, Eric (2010). 《FDR's Deadly Secret》. 27쪽.
93. ↑  Rose, David M. (2016). 《Friends and Partners: The Legacy of Franklin D. Roosevelt and Basil O'Connor in the History of Polio》. 179쪽.
94. ↑  Wooten, Heather Green (2009). 《The Polio Years in Texas》. 192쪽.
95. ↑  Smith 2007, 195–96쪽.
96. ↑  Rowley 2010, 125쪽.
97. ↑  Ward & Burns 2014, 332쪽.
98. ↑  Smith 2007, 220쪽.
99. ↑  Smith 2007, 213–14쪽.
100. ↑  Smith 2007, 215–19쪽.
101. ↑  Smith 2007, 255–56쪽.
102. ↑  Dallek 2017, 87–88쪽.
103. ↑  Dallek 2017, 87–96쪽.
104. ↑  Morgan 1985, 267, 269–72, 286–87쪽.
105. ↑  Black 2005, 160–67쪽.
106. 1 2 3  Caro 1974, 289–91쪽.
107. ↑  F. Roosevelt, E. Roosevelt, 21쪽.
108. ↑  Smith 2007, 231쪽.
109. ↑  Conrad Black, 《Franklin Delano Roosevelt: champion of freedom》 (Hachette UK, 2012) 160쪽.
110. ↑  Selig Adler, 《The isolationist impulse: its 20th-century reaction》 (1957) 200–201쪽.
111. ↑  Burns 1956, 100쪽.
112. ↑  Dallek 2017, 96–98쪽.
113. ↑  Smith 2007, 225–28쪽.
114. ↑  Burns 1956, 101쪽.
115. ↑  Smith 2007, 229쪽.
116. ↑  Smith 2007, 237–38쪽.
117. ↑  Smith 2007, 230–33쪽.
118. ↑  Smith 2007, 235–37쪽.
119. ↑  Smith 2007, 238–39쪽.
120. ↑  Smith 2007, 240–41쪽.
121. ↑  Smith 2007, 242–43쪽.
122. ↑  Burns 1956, 119–20쪽.
123. ↑  Smith 2007, 243–44쪽.
124. ↑  Burns 1956, 121쪽.
125. ↑  Smith 2007, 250–52쪽.
126. ↑  Allen, Oliver E. (1993). 《The Tiger: The Rise and Fall of Tammany Hall》. Addison-Wesley Publishing Company. 233–50쪽. ISBN 978-0-201-62463-2.
127. ↑  “History Of State Forest Program”. New York State Department of Environmental Conservation. 2021년 6월 28일에 확인함.
128. ↑  Smith 2007, 261–63쪽.
129. 1 2 3 4 5 6 7 8 9 10 11 12  Leuchtenburg, William E. (2016년 10월 4일). “FDR: Campaigns and Elections”. Univ. of Virginia Miller Center of Public Affairs. 2022년 1월 28일에 확인함.
130. ↑  Brands 2009, 232–36, 246–51쪽.
131. ↑  Burns 1956, 139쪽.
132. ↑  Smith 2007, 276–77쪽.
133. ↑  Smith 2007, 266–67쪽.
134. ↑  Smith 2007, 278쪽.
135. ↑  Smith 2007, 279쪽.
136. ↑  Smith 2007, 282–84쪽.
137. ↑  Leuchtenburg 1963, 183–96쪽.
138. ↑  Sternsher 1975, 127–49쪽.
139. ↑  Campbell 2006, 127–49쪽.
140. ↑  Smith 2007, 290–91쪽.
141. ↑  Burns 1956, 146쪽.
142. ↑  Smith 2007, 292–95쪽.
143. ↑  Burns 1956, 147쪽.
144. ↑  Davidson, Amy (2012년 5월 5일). “The FDR New Yorker cover that never ran”. 《The New Yorker》.
145. ↑  Burns 1970, 347–48쪽.
146. ↑  Alter 2006, 190쪽.
147. ↑  Burns 1956, 157, 167–68쪽.
148. ↑  Tobin 2013, 4–7쪽.
149. 1 2 3 4 5 6 7 8 9 10  Leuchtenburg, William E. (2016년 10월 4일). “FDR: Domestic Affairs”. Univ. of Virginia Miller Center of Public Affairs. 2022년 1월 29일에 확인함.
150. ↑  Leuchtenburg 2015, 147–48쪽.
151. ↑  Smith 2007, 312쪽.
152. ↑  Liptak, Kevin (2017년 4월 23일). “History of measuring presidents' first 100 days”. CNN. 2017년 10월 9일에 확인함.
153. ↑  Leuchtenburg 2015, 151–52쪽.
154. 1 2  Smith 2007, 322쪽.
155. ↑  Smith 2007, 318–23쪽.
156. ↑  Hawley 1995, 124쪽.
157. ↑  Smith 2007, 331–32쪽.
158. ↑  Smith 2007, 346쪽.
159. ↑  Savage 1991, 160쪽.
160. ↑  Freidel 1952–1973, 4, 320–39쪽.
161. ↑  Freidel 1952–1973, 4, 448–52쪽.
162. ↑  Dallek 2017, 249쪽.
163. ↑  Hausman, Joshua K. (April 2016). “Fiscal Policy and Economic Recovery: The Case of the 1936 Veterans' Bonus” (PDF). 《American Economic Review》 106 (4): 1100–43. doi:10.1257/aer.20130957. 2014년 10월 31일에 원본 문서 (PDF)에서 보존된 문서. 2014년 10월 22일에 확인함.
164. ↑  Smith 2007, 349–51쪽.
165. ↑  Social Security History. Ssa.gov. Retrieved July 14, 2013.
166. ↑  Norton 2009, 670쪽.
167. ↑  Smith 2007, 353쪽.
168. ↑  Smith 2007, 353–56쪽.
169. ↑  Kennedy 1999, 291쪽.
170. ↑  Colin Gordon, New Deals: Business, Labor, and Politics in America, 1920–1935 (1994) p. 225
171. ↑  Brands 2009, 463–67쪽.
172. 1 2  Fried 2001, 120–23쪽.
173. ↑  Burns 1956, 350쪽.
174. ↑  Burns 1956, 226쪽.
175. ↑  Roosevelt, Franklin Delano (1933). 《Looking forward》. John Day. 141쪽.
176. ↑  Smith 2007, 364–66쪽.
177. ↑  Smith 2007, 371–72쪽.
178. ↑  Smith 2007, 360–61쪽.
179. ↑  Smith 2007, 366쪽.
180. ↑  Burns 1956, 284쪽.
181. ↑  Smith 2007, 373–75쪽.
182. ↑  Mary E. Stuckey (2015). 《Voting Deliberatively: FDR and the 1936 Presidential Campaign》. Penn State UP. 19쪽. ISBN 978-0-271-07192-3.
183. ↑  Kalman, Laura (October 2005). “The Constitution, the Supreme Court, and the New Deal”. 《The American Historical Review》 110 (4): 1052–80. doi:10.1086/ahr.110.4.1052.
184. ↑  Smith 2007, 379–82쪽.
185. ↑  Burns 1956, 312쪽.
186. ↑  Smith 2007, 384–89쪽.
187. ↑  Leuchtenburg, William E. (May 2005). “When Franklin Roosevelt Clashed with the Supreme Court – and Lost”. 《Smithsonian Magazine》. 2016년 3월 1일에 확인함.
188. ↑  Leuchtenburg, E. (1996). The Supreme Court Reborn: The Constitutional Revolution in the Age of Roosevelt. Oxford University Press. ISBN 0-19-511131-1
189. ↑  Blake, John (2010년 12월 14일). “How FDR unleashed his Supreme Court 'scorpions'”. CNN. 2017년 10월 10일에 확인함.
190. ↑  Belknap, Michal (2004). 《The Vinson Court: Justices, Rulings, and Legacy》. ABC-CLIO. 162–63쪽. ISBN 978-1-57607-201-1. 2016년 3월 3일에 확인함.
191. ↑  Smith 2007, 390–91쪽.
192. ↑  Smith 2007, 408–09쪽.
193. ↑  Leuchtenburg 2015, 187–88쪽.
194. ↑  Burns 1956, 320쪽.
195. ↑  Leuchtenburg 1963, 262–63, 271–73쪽.
196. ↑  Smith 2007, 440–41쪽.
197. ↑  See also Edgar B. Nixon, ed. Franklin D. Roosevelt and Conservation, 1911-1945 (2 vol. 1957); vol 1 online; also see vol 2 online
198. ↑  “FDR's Conservation Legacy (U.S. National Park Service)”. 《nps.gov》. 2021년 6월 28일에 확인함.
199. ↑  Leshy, John (2009). 〈FDR's Expansion of Our National Patrimony: A Model for Leadership〉.   Woolner, David; Henderson, Henry L. 《FDR and the Environment》. Springer. 177–78쪽. ISBN 978-0-230-10067-1.
200. ↑  “The National Parks: America's Best Idea: History Episode 5: 1933–1945”. PBS. 2016년 4월 29일에 원본 문서에서 보존된 문서. 2016년 4월 23일에 확인함.
201. ↑  Brinkley 2016, 170–86쪽.
202. ↑  Maher, Neil M. (July 2002). “A New Deal Body Politic: Landscape, Labor, and the Civilian Conservation Corps” (PDF). 《Environmental History》 7 (3): 435–61. doi:10.2307/3985917. JSTOR 3985917. S2CID 144800756. 2016년 6월 2일에 원본 문서 (PDF)에서 보존된 문서.
203. ↑  Anna L.  Riesch Owen, Conservation Under FDR (Praeger, 1983).
204. ↑  Margo, Robert A. (Spring 1993). “Employment and Unemployment in the 1930s”. 《Journal of Economic Perspectives》 7 (2): 42–43. CiteSeerX 10.1.1.627.1613. doi:10.1257/jep.7.2.41. S2CID 26369842.
205. 1 2  《Historical Statistics of the United States, Colonial Times to 1970》. The Bureau of the U.S. Census. 1976. Y457, Y493, F32쪽.
206. ↑  “Presidents and Job Growth” (GIF). 《The New York Times》 (graphic). 2003년 7월 2일.
207. ↑  《Historical Statistics of the United States, Colonial Times to 1970》. The Bureau of the U.S. Census. 1976. F31쪽.
208. ↑  Leuchtenburg 1963, 203–10쪽.
209. ↑  Smith 2007, 341–43쪽.
210. ↑  Doenecke & Stoler 2005, 18쪽.
211. ↑  Burns 1956, 254쪽.
212. ↑  Burns 1956, 255쪽.
213. ↑  Smith 2007, 417–18쪽.
214. ↑  Burns 1956, 256쪽.
215. ↑  Dallek 1995, 180쪽.
216. ↑  Leuchtenburg 2015, 188–90쪽.
217. ↑  Dallek 1995, 146–47쪽.
218. ↑  “Travels of President Franklin D. Roosevelt”. 《Office of the Historian, Bureau of Public Affairs》. U.S. Department of State. 2015년 12월 2일에 확인함.
219. ↑  Smith 2007, 423–24쪽.
220. ↑  Dallek 1995, 166–73쪽.
221. ↑  Smith 2007, 425–26쪽.
222. ↑  Smith 2007, 426–29쪽.
223. ↑  Black 2005, 503–06쪽.
224. ↑  Smith 2007, 436–41쪽.
225. ↑  Gunther 1950, 15쪽.
226. ↑  “Roosevelt and Churchill: A Friendship That Saved The World”. 《National Park Service》.
227. ↑  Leuchtenburg 1963, 399–402쪽.
228. ↑  Burns 1956, 420쪽.
229. ↑  Smith 2007, 464–66쪽.
230. ↑  Burns 1956, 438쪽.
231. ↑  Bernard F. Donahoe, 《Private Plans and Public Dangers: The Story of FDR's Third Nomination》 (University of Notre Dame Press, 1965).
232. ↑  Burns 1956, 408–30쪽.
233. 1 2  Moe, Richard (2013). 《Roosevelt's Second Act: The Election of 1940 and the Politics of War》. Oxford University Press. 229–46쪽. ISBN 978-0-19-998191-5.
234. ↑  Dallek 2017, 389–90쪽.
235. ↑  Smith 2007, 472쪽.
236. 1 2  Smith 2007, 476–77쪽.
237. ↑  Burns 1956, 454쪽.
238. ↑  Winston Groom, The Allies: Roosevelt, Churchill, Stalin, and the Unlikely Alliance That Won World War II (2018)
239. ↑  Joseph E. Persico, Roosevelt's Centurions: FDR and the Commanders He Led to Victory in World War II (2013).
240. ↑  Eric Larrabee, Commander in Chief: Franklin Delano Roosevelt, His Lieutenants, and Their War (1987)
241. ↑  Herman 2012, 128–29쪽.
242. ↑  Smith 2007, 488–90쪽.
243. ↑  Burns 1970, 95쪽.
244. ↑  Charles, Douglas M. (Spring 2000). “Informing FDR: FBI Political Surveillance and the Isolationist-Interventionist Foreign Policy”. 《Diplomatic History》 24 (2): 211–32. doi:10.1111/0145-2096.00210.
245. ↑  Churchill 1977, 119쪽.
246. ↑  Media Sound & Culture in Latin America. Editors: Bronfman, Alejanda & Wood, Andrew Grant. University of Pittsburgh Press, Pittsburgh, PA, 2012,ISBN 978-0-8229-6187-1 pp. 41–54
247. ↑  Anthony, Edwin D. Records of the Office of Inter-American Affairs. National Archives and Record Services – General Services Administration, Washington D.C., 1973, pp. 1–8 LCCN 73-600146 Records of the Office of Inter-American Affairs at the U.S. National Archive at www.archives.gov
248. ↑  Burns 1970, 126–28쪽.
249. ↑  Gunther 1950, 15–16쪽.
250. ↑  Burns 1970, 141–42쪽.
251. ↑  Smith 2007, 506–08쪽.
252. ↑  Smith 2007, 509–10쪽.
253. ↑  Smith 2007, 510–11쪽.
254. ↑  Burns 1970, 134–46쪽.
255. ↑  Smith 2007, 516–17쪽.
256. ↑  Smith 2007, 522–23쪽.
257. ↑  Smith 2007, 518–30쪽.
258. ↑  Smith 2007, 531–33쪽.
259. ↑  Smith 2007, 533–39쪽.
260. ↑  Sainsbury 1994, 184쪽.
261. ↑  Maffeo, Steven E. (2015). 《U.S. Navy Codebreakers, Linguists, and Intelligence Officers against Japan, 1910–1941: A Biographical Dictionary》. Rowman & Littlefield. 311쪽. ISBN 978-1-4422-5564-7.
262. ↑  Fink, Jesse (2023). 《The Eagle in the Mirror》. Edinburgh: Black & White Publishing. 101쪽. ISBN 9781785305108.
263. ↑  Smith 2007, 523–39쪽.
264. ↑  Burns 1970, 159쪽.
265. ↑  Smith 2007, 545–47쪽.
266. ↑  Burns 1970, 180–85쪽.
267. ↑  Smith 2007, 547쪽.
268. ↑  Chambers, John Whiteclay (1999). 《The Oxford Companion to American Military History》. Oxford University Press, US. 351쪽. ISBN 978-0-19-507198-6.
269. ↑  Smith 2007, 546쪽.
270. 1 2  Smith 2007, 598–99쪽.
271. ↑  Fullilove, Michael (2013). 《Rendezvous with Destiny: How Franklin D. Roosevelt and Five Extraordinary Men Took America into the War and into the World》. Penguin Press. 147–49쪽. ISBN 978-1-59420-435-7.
272. ↑  Brands 2009, 678–80쪽.
273. ↑  Smith 2007, 580쪽.
274. ↑  Smith 2007, 578–81쪽.
275. ↑  Doenecke & Stoler 2005, 109–10쪽.
276. ↑  Smith 2007, 557–59쪽.
277. ↑  Smith 2007, 560–61쪽.
278. ↑  Smith 2007, 587–88쪽.
279. ↑  Leuchtenburg 2015, 214–16쪽.
280. ↑  Townsend Hoopes, and Douglas Brinkley, 《FDR and the Creation of the UN》 (Yale UP, 1997) pp. ix, 175.
281. ↑  Smith 2007, 623–24쪽.
282. ↑  Leuchtenburg 2015, 233–34쪽.
283. ↑  Herring 2008, 584–87쪽.
284. ↑  Bumiller, Elizabeth (2005년 5월 16일). “60 Years Later, Debating Yalta All Over Again”. 《The New York Times》. 2017년 10월 14일에 확인함.
285. ↑  Smith 2007, 563–64쪽.
286. ↑  Smith 2007, 565–67쪽.
287. ↑  Smith 2007, 573–74쪽.
288. 1 2 3  Smith 2007, 575–76쪽.
289. ↑  Smith 2007, 581–82쪽.
290. ↑  Smith 2007, 596–97쪽.
291. ↑  Smith 2007, 613–17쪽.
292. ↑  Smith 2007, 630–31쪽.
293. ↑  Burns 1970, 228쪽.
294. ↑  Brands 2009, 785쪽.
295. ↑  《Statistical Abstract》, US: Bureau of the Census, 1946, 173쪽
296. ↑  Schweikart & Allen 2004, 602쪽.
297. ↑  Leuchtenburg 2015, 221–22쪽.
298. ↑  Burns 1970, 436쪽.
299. ↑  Burns 1970, 333쪽.
300. ↑  Burns 1970, 343쪽.
301. ↑  Herman 2012, 139–44, 151, 246쪽.
302. ↑  Smith 2007, 571–72쪽.
303. ↑  Leuchtenburg 2015, 223–25쪽.
304. 1 2  Zeitz, Joshua (2018년 11월 4일). “Democrats Aren't Moving Left. They're Returning to Their Roots.”. 《Politico》. 2018년 11월 17일에 확인함.
305. ↑  Smith 2007, 584–85쪽.
306. ↑  “Medical Research Pays Off for All Americans”. 《NIH Medline Plus》. National Institutes of Health. Summer 2007. 2014년 7월 25일에 확인함.
307. ↑  Hastings, Max (2009년 1월 19일). “Franklin D Roosevelt: The man who conquered fear”. 《The Independent》. 2014년 7월 25일에 확인함.
308. ↑  Burns 1970, 448쪽.
309. ↑  Lerner, Barron H. (2007년 11월 23일). “How Much Confidence Should We Have in the Doctor's Account of FDR's Death?”. 《History News Network》. George Washington University.
310. ↑  Bruenn, Howard G. (April 1970). “Clinical notes on the illness & death of President Franklin D. Roosevelt”. 《Annals of Internal Medicine》 72 (4): 579–91. doi:10.7326/0003-4819-72-4-579. PMID 4908628.
311. ↑  Gunther 1950, 372–74쪽.
312. ↑  Dallek 2017, 618–19쪽.
313. ↑  Smith 2007, 617–19쪽.
314. ↑  Jordan 2011, 321쪽.
315. ↑  Burns 1970, 533, 562쪽.
316. ↑  Dallek 1995, 520쪽.
317. ↑  Burns 1970, 587쪽.
318. ↑  “Franklin D. Roosevelt Day by Day – April”. 《In Roosevelt History》. Franklin D. Roosevelt Presidential Library and Museum Collections and Programs. 2012년 5월 14일에 확인함.
319. ↑  “President Franklin D. Roosevelt dies at 63 in 1945”. 《Daily News》 (New York). 1945년 4월 13일. 2017년 12월 29일에 확인함.
320. ↑  Jones, Jeffrey M.; Jones, Joni L. (September 2006). “Presidential Stroke: United States Presidents and Cerebrovascular Disease”. 《CNS Spectrums》 11 (9): 674–78. doi:10.1017/S1092852900014760. PMID 16946692. S2CID 44889213.
321. ↑  Andrew Glass (2016년 4월 12일). “President Franklin D. Roosevelt dies at age 63, April 12, 1945”. 《Politico》. 2020년 5월 21일에 확인함.
322. ↑  “Roosevelt Funeral Train”. 《c-span.org》. 2023년 2월 7일에 확인함.
323. ↑  Dallek 2017, 620쪽.
324. ↑  《Allies Overrun Germany》 (video). Universal Newsreel. 1945. 2012년 2월 21일에 확인함.
325. ↑  McCullough, David (1992). 《Truman》. Simon & Schuster. 345, 381쪽. ISBN 978-0-671-86920-5.
326. ↑  Leuchtenburg 2015, 243–52쪽.
327. ↑  “Jewish Vote in U.S. Elections”. Jerusalem Center for Public Affairs. 2010년 2월 13일에 원본 문서에서 보존된 문서. 2010년 2월 7일에 확인함.
328. ↑  Balderrama, Francisco E.; Rodriguez, Raymond (2006). 《Decade of Betrayal: Mexican Repatriation in the 1930s》. UNM Press. 82쪽. ISBN 978-0-8263-3973-7.
329. ↑  Johnson, Kevin (Fall 2005). “The Forgotten Repatriation of Persons of Mexican Ancestry and Lessons for the War on Terror” 26 (1). Davis, California: Pace Law Review.
330. ↑  Odo, Franklin (2002). 《The Columbia Documentary History of the Asian American Experience》. Columbia University Press. 5쪽. ISBN 978-0-231-11030-3.
331. ↑  Sitkoff, Harvard (1978). 《A new deal for Blacks: the emergence of civil rights as a national issue》. Oxford University Press. 71쪽. ISBN 978-0-19-502418-0.
332. ↑  Magness, Phillip W. (2020년 7월 31일). “How FDR Killed Federal Anti-Lynching Legislation”. 《American Institute for Economic Research》.
333. 1 2  McJimsey 2000, 162–63쪽.
334. ↑  Dallek 2017, 307–08쪽.
335. ↑  Collins, William J. (March 2001). “Race, Roosevelt, and Wartime Production: Fair Employment in World War II Labor Markets”. 《The American Economic Review》 91 (1): 272–86. doi:10.1257/aer.91.1.272. JSTOR 2677909.
336. ↑  Smith 2007, 549–53쪽.
337. ↑  “World War II Enemy Alien Control Program Overview”. National Archives. 2016년 9월 23일.
338. ↑  Beito, p. 180-183.
339. ↑  Everhart, Karen (1994년 5월 9일). “FDR defenders enlist TV critics to refute Holocaust film”. 《Current》. 2022년 4월 16일에 확인함.
340. 1 2 3  Medoff, Rafael (2013년 4월 7일). “What FDR said about Jews in private”. 《Los Angeles Times》. 2022년 4월 16일에 확인함.
341. ↑  Breitman & Lichtman 2013, 114–15쪽.
342. ↑  〈Jan Karski〉. 《Holocaust Encyclopedia》. United States Holocaust Memorial Museum. 2022년 4월 16일에 확인함.
343. ↑  “Jan Karski, Humanity's hero: The Story of Poland's Wartime Emissary”. 《Museum of Polish History》. 2022년 4월 16일에 확인함.
344. ↑  Glass, Andrew (2018년 7월 28일). “Holocaust eyewitness briefs FDR, July 28, 1943”. 《Politico》. 2022년 4월 16일에 확인함.
345. ↑  Smith 2007, 607–13쪽.
346. ↑  Appleby, Joyce; Brands, H.W.; Dallek, Robert; Fitzpatrick, Ellen; Goodwin, Doris Kearns; Gordon, John Steele; Kennedy, David M.; McDougall, Walter; Noll, Mark; Wood, Gordon S. (December 2006). “The 100 Most Influential Figures in American History”. 《The Atlantic》. 2017년 10월 13일에 확인함.
347. ↑  Walsh, Kenneth T. (2015년 4월 10일). “FDR: The President Who Made America Into a Superpower”. 《U.S. News & World Report》. 2017년 10월 13일에 확인함.
348. ↑  “Presidential Historians Survey 2017”. C-SPAN Survey of Presidential Leadership. C-SPAN.
349. ↑  “Presidential Leadership – The Rankings”. 《The Wall Street Journal》. 2005년 9월 12일. 2005년 11월 2일에 원본 문서에서 보존된 문서. 2015년 5월 4일에 확인함.
350. ↑  Rottinghaus, Brandon; Vaughn, Justin (2015년 2월 16일). “New ranking of U.S. presidents puts Lincoln at No. 1, Obama at 18; Kennedy judged most overrated”. 《The Washington Post》. 2015년 5월 4일에 확인함.
351. ↑  Schlesinger, Arthur M. Jr. (Summer 1997). “Ranking the Presidents: From Washington to Clinton”. 《Political Science Quarterly》 112 (2): 179–90. doi:10.2307/2657937. JSTOR 2657937.
352. ↑  Smith 2007, ix쪽.
353. ↑  Greenstein, F I (2009). 《The Presidential Difference Leadership Style from FDR to Barack Obama》 3판. United Kingdom: Princeton University Press. 14쪽. ISBN 978-0-691-14383-5.
354. ↑  Schlesinger, Arthur M. Jr (2007), 〈Liberalism in America: A Note for Europeans〉, 《The Politics of Hope》, Riverside Press, ISBN 978-0-691-13475-8
355. ↑  Black 2005, 1126–27쪽.
356. ↑  Leuchtenburg 2015, 174–75쪽.
357. ↑  Leuchtenburg, William E. (2001), 《In the Shadow of FDR: From Harry Truman to George W. Bush》, Cornell University Press, 128, 178쪽, ISBN 978-0-8014-8737-8
358. ↑  Leuchtenburg, pp. 208, 218, 226.
359. ↑  John Massaro, "LBJ and the Fortas Nomination for Chief Justice." Political Science Quarterly 97.4 (1982): 603–621.
360. ↑  Dallek 2017, 624–25쪽.
361. ↑  Westad 2005, 51–52쪽.
362. ↑  Wyman 1984.
363. ↑  Robinson 2001.
364. ↑  Dallek 2017, 626쪽.
365. ↑  Bruce Frohnen, Jeremy Beer and Jeffery O. Nelson, eds. American Conservatism: An Encyclopedia (2006). pp. 619–621, 645–646.
366. ↑  "Reagan says many New Dealers wanted fascism". The New York Times. December 22, 1981.
367. ↑  “Franklin Delano Roosevelt Memorial”. 《National Park Service》. 2018년 1월 19일에 확인함.
368. ↑  jessiekratz (2015년 4월 10일). “The other FDR Memorial”. 《Pieces of History》. National Archives. 2017년 6월 19일에 확인함.
369. ↑  “Conservatives want Reagan to replace FDR on U.S. dimes”. 《USA Today》. Associated Press. 2003년 12월 5일. 2018년 1월 22일에 확인함.
370. ↑  “Franklin Delano Roosevelt Issues”. National Postal Museum. 2021년 5월 11일에 확인함.
371. ↑  “FDR Library – USS Roosevelt”. 《docs.fdrlibrary.marist.edu》. 2021년 9월 25일에 확인함.
372. ↑  “Franklin Delano Roosevelt”. Westminster Abbey. 2022년 4월 16일에 확인함.
373. ↑  “COMING TO LIGHT: The Louis I. Kahn Monument to Franklin D. Roosevelt”. 《archweb.cooper.edu》. 2021년 9월 25일에 확인함.

## 참고 문헌
- Alter, Jonathan (2006), 《The Defining Moment: FDR's Hundred Days and the Triumph of Hope》 (popular history), Simon & Schuster, ISBN 978-0-7432-4600-2
- Beito, David T. (2023). 《The New Deal's War on the Bill of Rights: The Untold Story of FDR's Concentration Camps, Censorship, and Mass Surveillance》 Fir판. Oakland: Independent Institute. 4–7쪽. ISBN 978-1598133561.
- Black, Conrad (2005). 《Franklin Delano Roosevelt: Champion of Freedom》 (interpretive detailed biography). PublicAffairs. ISBN 978-1-58648-282-4. .
- Brands, H. W. (2009). 《Traitor to His Class: The Privileged Life and Radical Presidency of Franklin Delano Roosevelt》. Anchor Books. ISBN 978-0-307-27794-7.
- Breitman, Richard; Lichtman, Allan J (2013), 《FDR and the Jews》, Harvard University Press, ISBN 978-0-674-05026-6, OCLC 812248674,
- Brinkley, Douglas (2016). 《Rightful Heritage: Franklin D. Roosevelt and the Land of America》. HarperCollins. ISBN 978-0-06-208923-6.
- Burns, James MacGregor (1956). 《Roosevelt: The Lion and the Fox》. Easton Press. ISBN 978-0-15-678870-0.
- ——— (1970). 《Roosevelt: The Soldier of Freedom》. Harcourt Brace Jovanovich. hdl:2027/heb.00626. ISBN 978-0-15-678870-0.
- Campbell, James E. (2006). “Party Systems and Realignments in the United States, 1868–2004”. 《Social Science History》 30 (3): 359–86. doi:10.1215/01455532-2006-002 (년 이후로 접속 불가 2024-01-31). JSTOR 40267912.
- Caro, Robert (1974). 《The Power Broker: Robert Moses and the Fall of New York》. New York: Knopf. ISBN 978-0-394-48076-3. OCLC 834874.
- Churchill, Winston (1977). 《The Grand Alliance》. Houghton Mifflin Harcourt. ISBN 978-0-395-41057-8.
- Dallek, Robert (1995). 《Franklin D. Roosevelt and American Foreign Policy, 1932–1945》. Oxford University. ISBN 978-0-19-509732-0. online free to borrow
- ——— (2017). 《Franklin D. Roosevelt: A Political Life》. Viking. ISBN 978-0-69-818172-4.
- Dighe, Ranjit S. "Saving private capitalism: The US bank holiday of 1933." Essays in Economic & Business History 29 (2011) online
- Doenecke, Justus D; Stoler, Mark A (2005), 《Debating Franklin D. Roosevelt's Foreign Policies, 1933–1945》, Rowman & Littlefield, ISBN 978-0-8476-9415-0
- Fink, Jesse (2023). 《The Eagle in the Mirror》. Edinburgh: Black & White Publishing. ISBN 9781785305108.
- Freidel, Frank (1952–1973), 《Franklin D. Roosevelt》, 4 volumes, Little, Brown and Co., OCLC 459748221
  - Frank Freidel, Franklin D. Roosevelt The Apprenticeship (vol 1 1952) to 1918, online
  - Frank Freidel, Franklin D. Roosevelt The Ordeal (1954), covers 1919 to 1928, online
  - Frank Freidel, Franklin D. Roosevelt The Triumph (1956) covers 1929–32, online
  - Frank Freidel, Franklin D. Roosevelt Launching the New Deal (1973).
- Fried, Albert (2001). 《FDR and His Enemies: A History》. St. Martin's Press. 120–23쪽. ISBN 978-1-250-10659-9.
- Goldman, Armond S.; Goldman, Daniel A. (2017). 《Prisoners of Time: The Misdiagnosis of FDR's 1921 Illness》. EHDP Press. ISBN 978-1-939-82403-5.
- Goodwin, Doris Kearns (1995). 《No Ordinary Time: Franklin and Eleanor Roosevelt: The Home Front in World War II》. Simon & Schuster. ISBN 978-0-684-80448-4.
- Gunther, John (1950). 《Roosevelt in Retrospect》. Harper & Brothers.
- Hawley, Ellis (1995). 《The New Deal and the Problem of Monopoly》. Fordham University Press. ISBN 978-0-8232-1609-3.
- Herman, Arthur (2012). 《Freedom's Forge: How American Business Produced Victory in World War II》. Random House. ISBN 978-0-679-60463-1.
- Herring, George C. (2008). 《From Colony to Superpower; U.S. Foreign Relations Since 1776》. Oxford University Press. ISBN 978-0-19-507822-0.
- Jordan, David M (2011). 《FDR, Dewey, and the Election of 1944》. Indiana University Press. ISBN 978-0-253-35683-3..
- Kennedy, David M (1999). 《Freedom From Fear: The American People in Depression and War, 1929–1945》 (wide-ranging survey of national affairs by leading scholar; Pulitzer Prize). Oxford University Press. ISBN 978-0-19-503834-7..
- Lash, Joseph P. (1971). 《Eleanor and Franklin: The Story of Their Relationship, Based on Eleanor Roosevelt's Private Papers》. W.W. Norton & Company. ISBN 978-0-393-07459-8.
- Leuchtenburg, William (2015). 《The American President: From Teddy Roosevelt to Bill Clinton》. Oxford University Press. ISBN 978-0-19-517616-2.
- Leuchtenburg, William E. (1963). 《Franklin D. Roosevelt and the New Deal, 1932–1940》. Harpers. ISBN 978-0-06-133025-4.
- McJimsey, George (2000). 《The Presidency of Franklin Delano Roosevelt》. University Press of Kansas. ISBN 978-0-7006-1012-9. online free to borrow
- Morgan, Ted (1985), 《FDR: A Biography》 (popular biography), Simon & Schuster, ISBN 978-0-671-45495-1.
- Norton, Mary Beth (2009). 《A People and a Nation: A History of the United States. Since 1865》. Cengage. ISBN 978-0-547-17560-7.
- Riesch Owen, A. L. Conservation under F.D.R. (1983) https://archive.org/details/conservationunde0000owen/page/n5/mode/2up
- Robinson, Greg (2001), 《By Order of the President: FDR and the Internment of Japanese Americans》, ISBN 978-1-5226-7771-0
- Roosevelt, Franklin; Roosevelt, Elliott (1970). 《F.D.R.: His Personal Letters, 1928–1945》 1. Duell, Sloan, and Pearce.
- Rowley, Hazel (2010). 《Franklin and Eleanor: An Extraordinary Marriage》. Farrar, Straus & Giroux. ISBN 978-0-374-15857-6.
- Sainsbury, Keith (1994). 《Churchill and Roosevelt at War: The War They Fought and the Peace They Hoped to Make》. New York University Press. ISBN 978-0-8147-7991-0.
- Savage, Sean J. (1991). 《Roosevelt, the Party Leader, 1932–1945》. University Press of Kentucky. ISBN 978-0-8131-3079-8.
- Schweikart, Larry; Allen, Michael (2004). 《A Patriot's History of the United States: From Columbus's Great Discovery to the War on Terror》. Penguin Group US. ISBN 978-1-101-21778-8.
- Smith, Jean Edward (2007). 《FDR》. Random House. ISBN 978-1-4000-6121-1.
- Sternsher, Bernard (Summer 1975). “The Emergence of the New Deal Party System: A Problem in Historical Analysis of Voter Behavior”. 《Journal of Interdisciplinary History》 6 (1): 127–49. doi:10.2307/202828. JSTOR 202828.
- Tobin, James (2013). 《The Man He Became: How FDR Defied Polio to Win the Presidency》. Simon and Schuster. 4–7쪽. ISBN 978-1-4516-9867-1.
- Tully, Grace (2005). 《Franklin Delano Roosevelt, My Boss》. Kessinger Publishing. ISBN 978-1-4179-8926-3.
- Underwood, Jeffery S. (1991). 《The Wings of Democracy: The Influence of Air Power on the Roosevelt Administration, 1933–1941》. Texas A&M University Press. ISBN 978-0-89096-388-3.
- Ward, Geoffrey C.; Burns, Ken (2014). 《The Roosevelts: An Intimate History》. Knopf Doubleday Publishing Group. ISBN 978-0-385-35306-9.
- Winkler, Allan M. (2006). 《Franklin D. Roosevelt and the Making of Modern America》. Longman. ISBN 978-0-321-41285-0.
- Wyman, David S (1984), 《The Abandonment of the Jews: America and the Holocaust 1941–1945》, Pantheon Books, ISBN 978-0-394-42813-0.
- Westad, Odd A. (2005). 《The Global Cold War》. Cambridge University Press. doi:10.1017/CBO9780511817991. ISBN 9780511817991.